# Мифология

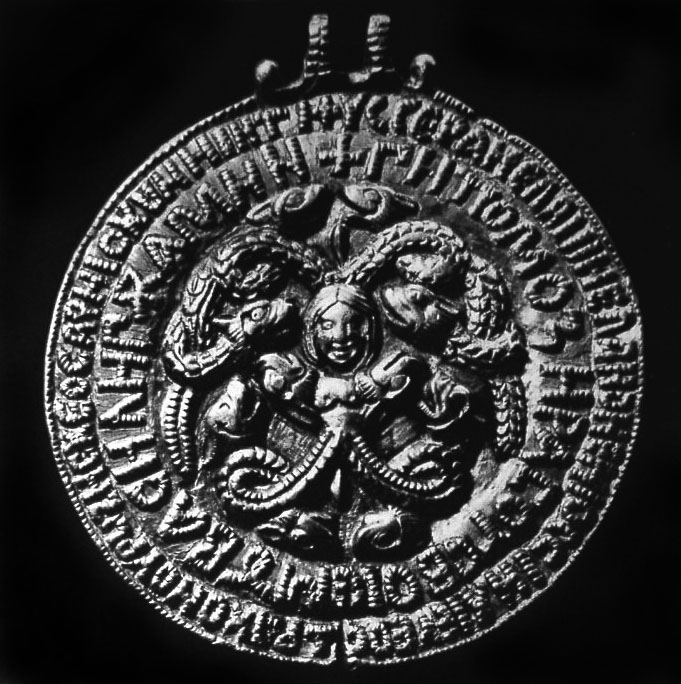
Черниговская гривна, XI век

Мифоло́гия (греч. μυθολογία от μῦθος — «предание», «сказание» и λόγος — «слово», «рассказ», «учение») — форма общественного сознания, способ понимания и объяснения мира на ранних стадиях истории; совокупность мифов, принадлежащих к определённой религиозной традиции. В качестве принципа осмысления мира мифологическое мышление противопоставлено рациональному. Мифология изучается в рамках научных дисциплин, включая сравнительную мифологию.
Мифология направлена на упорядочивание общества, личности и представлений о природе. Мифы утверждают принятую в данном обществе систему ценностей, санкционируют и поддерживают нормы поведения. Основной внутренний смысл мифологии в целом составляет переход из неупорядоченного хаоса к организованному космосу, что присутствует уже в архаичных космогонических мифах.
Мифология преобладает в сознании первобытного общества. В этот период человек не способен выделить себя из окружающего мира, что означает синкретичность первобытного мышления, метафизическое сопоставление между природными и культурными (социальными) объектами, очеловечивание природы, одушевление частей мира. Мифологическое мышление не разделяет чётко субъект и объект, предмет и знак, существо и его имя, пространственные и временные отношения, происхождение и сущность, характеризуется безразличием к противоречию и др. Объекты сближаются на основе вторичных чувственных качеств, смежности в пространстве и времени, выступают как знаки других предметов. Место рационального принципа объяснения в мифологии занимает рассказ о происхождении и творении. Диахронический (повествование о прошлом) и синхронический (повествование о настоящем или будущем) аспекты обычно совмещаются, однако мифологическое время, то есть раннее, сакральное, и текущее, последующее, то есть профанное, резко разграничиваются. Мифологическое событие отделяется от нынешних большим интервалом времени, отнесено к особому времени первотворения, первопредметов и перводействий. Одной из функцией мифологии является моделирование: происходившее в мифическое время наделяется значением парадигмы и прецедента, образца с целью последующего воспроизведения. Если научное обобщение идёт от конкретного к абстрактному, от причин к следствиям, то мифологическое обобщение оперирует конкретным и персональным, воспринимаемым как знак. Содержание мифа представляется реальным, поскольку воплощает коллективный, «надёжный» опыт осмысления, произведённый множеством предыдущих поколений и служащий предметом веры.
Мифологическое отношение к миру выражалось в определённых действах, включая ритуалы, обряды, танцы и др. Миф и ритуал в архаической культуре составляют целостность. Мифология в совокупности с религиозно-мистическими обрядами становится существенной частью религиозных верований. Мифология представляет собой синтетическое единство, включая в себя зачатки религии, философии, политической теории, искусства, что осложняет размежевание мифологии от близких к ней по жанру и времени возникновения форм устного творчества, таких как сказки, героический эпос, легенда, историческое предание. Миф служит основным механизмом культурной преемственности и образцом значимых форм поведения. Основные сюжеты архаических мифов повторяются в независимо развивающихся культурах. Миф передаётся в форме рассказа, получает отражение в социальной структуре, искусстве, символике в поэзии, архитектуре, одежде и др. В отличие от сказки, миф воспринимаются аудиторией как истинное повествование.
Мифологическая основа присутствует также в более позднем, классическом эпосе. Посредством сказки и героического эпоса с мифологией связана литература. После выделения из мифологии различных форм общественного сознания они продолжали обращаться к мифу как языку, расширяя и переинтерпретируя мифологические символы. В новейшее время к мифологии в своём творчестве сознательно обращаются писатели; происходит как переосмысление определённых мифологических традиций, так и собственно «мифологизирование».
Отдельные особенности мифологического мышления присутствуют и в современном массовом сознании. В современном мире миф десакрализован, но продолжает в значительной мере определять жизнь общества и картину мира, выступая в роли неотрефлексированной схемы восприятия и поведения. Массовое сознание может служить основой для распространения социальных и политических мифов. К мифологическому мышлению апеллируют идеология и реклама, мифы продолжают составлять универсальный язык искусства и сохраняют интегрирующую функцию, формируя, например, национальное самосознание.

## Происхождение

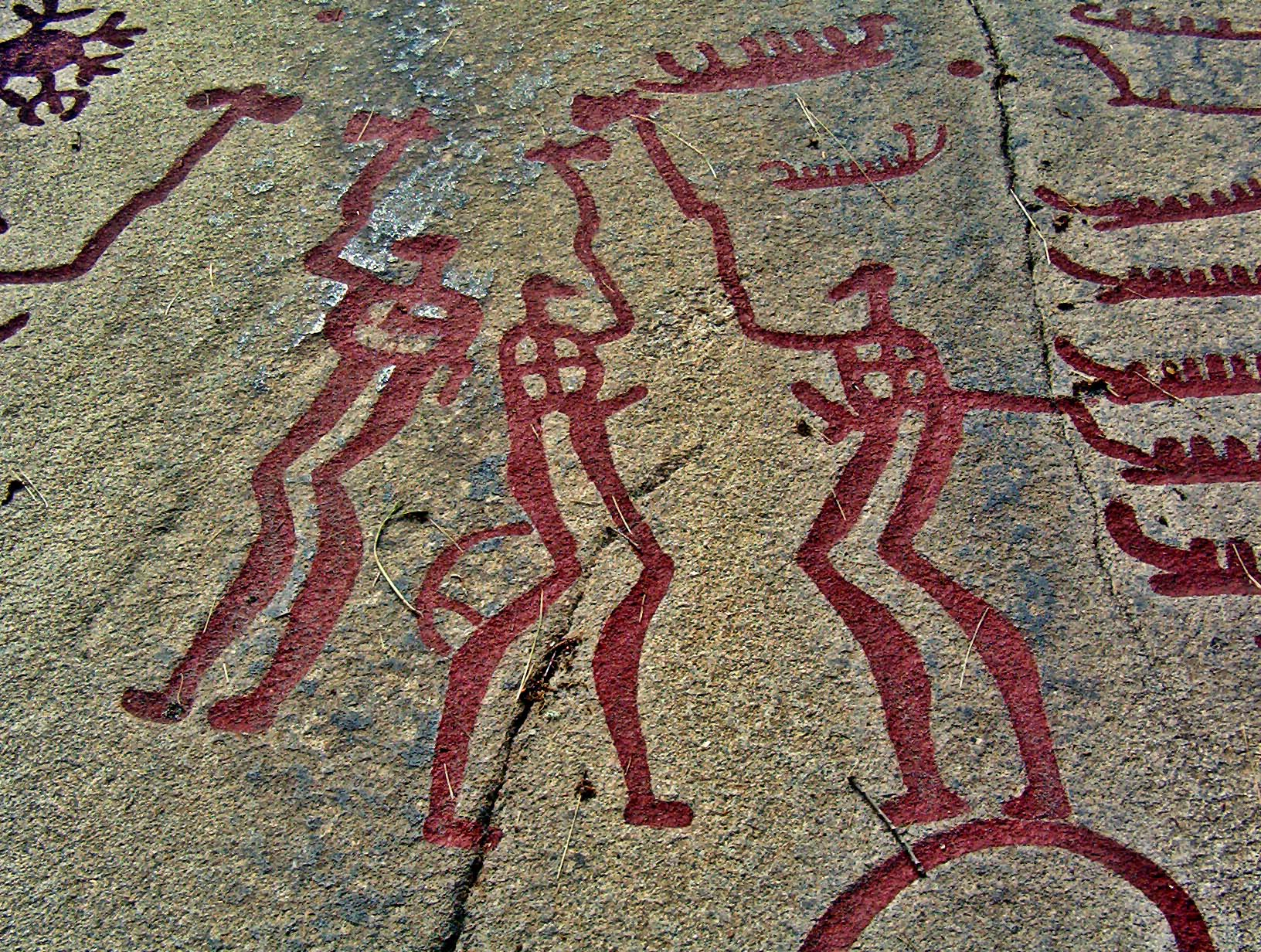
Исполнение ритуала (предположительно), Наскальные рельефы в Тануме, Швеция, возраст от 3800 до 2600 лет

Мифологические представления существовали на определённых стадиях развития практически у всех народов мира. Это подтверждается как изучением истории, так и современных архаичных народов, у каждого из которых существует тот или иной вид мифологии.
Мифопоэтическая модель мира  являлась моноцентричной, предполагала, что макрокосм и микрокосм, природное и социально-культурное, божественное и человеческое управляется единым принципом, мировым законом. Одну из важнейших характеристик мифологической модели мира составляет всесакральность, «безбытность» мира: считается, что известны только правила организации сакрализованного мира, тогда как всё профаническое, в том числе бытовая сфера, причастно хаосу, случайному. Следовательно, в архаических обществах возникает потребность поддержания упорядоченного состояния, сохранения «своего» космоса, управления им, для чего служил прежде всего ритуал. В рамках ритуала человек боролся с десакрализацией, возрастанием хаотического начала. Ритуал занимал центральное место в жизни архаических обществ. По имеющимся данным, праздники могли занимать половину и более всего времени. Ритуал выполнял психологические задачи, в его рамках достигался высший уровень сакральности и наиболее интенсивно переживалось сущее, жизненная полнота, собственная укоренённость в окружающем мире. В ритуале предполагалось участие всех членов общества. В архаической культуре мифология занимала периферийное место, она служила комментарием ритуала. Для ряда архаических культур исследователи реконструируют ритуал, вовсе лишённый обычных форм мифологического сопровождения.

## Мифологическое сознание
Для мифологического сознания все, что существует — одушевлено. Мифологическое пространство — это пространство души.
Миф – необходимейшая – прямо нужно сказать, трансцендентально-необходимая – категория мысли и жизни; и в нём нет ровно ничего случайного, ненужного, произвольного, выдуманного или фантастического. Это – подлинная и максимально конкретная реальность.
Миф – не идеальное понятие, и также не идея и не понятие. Это есть сама жизнь. Для мифического субъекта это есть подлинная жизнь, со всеми её надеждами и страхами, ожиданиями и отчаянием, со всей её реальной повседневностью и чисто личной заинтересованностью.А. Ф. Лосев. «Диалектика мифа».
Мифологическое сознание характеризуется противостоянием рациональности, непосредственностью, неотрефлектированностью мировосприятия, что, с одной стороны, делает миф уязвимым для рациональной критики, с другой же — выводит его из пространства таковой (отсюда устойчивость мифологических представлений и трудность борьбы с ними; для рационального переубеждения человек уже должен допустить, что мифологическое объяснение происходящего не является единственно возможным и может оказаться недостоверным). Мифологемы устойчивы во времени и в разных культурных и социальных условиях дают разные манифестации. Мифу противостоит как научная рациональность, так и рациональность богословская, присущая теистическим религиям. Поэтому нельзя отождествлять миф и религию, хотя, например, некоторые формы религиозности (т. н. «народная религиозность») из сферы теологически отрефлектированной религии переходят в область мифологии и вторичного мифологического осмысления догматов, ритуалов, иных религиозных практик.
Отсюда проистекает актуальность мифологического сознания для любой культурной эпохи, меняется лишь степень его социальной престижности и сфера широкого распространения. Постоянной областью реализации мифологического сознания является повседневность, где бытование старых и генерирование новых мифов является постоянным и интенсивным. Эта мифология выражается в современном фольклоре (городской фольклор, связанный с городской мифологией, псевдорелигиозный фольклор, отображающий мифологическую интерпретацию религии, профессиональный фольклор, связанный с профессиональной мифологией и т. д.). Профессиональная мифология является важной частью профессиональной культуры наряду с профессиональной этикой. Бытовая мифология существует по весьма старым мифомагическим принципам, например, смешения каузальной и пространственно-временной смежности (отсюда происходит масса суеверных практик-примет, «счастливых», «несчастливых» и проч.). Страхи, включая массовые, также обусловлены не рациональным анализом их возможных причин, а мифологическим осмыслением происходящего и актуализацией мифологем (напр., мифологемы катастрофы). Мифологическому сознанию следует приписать и обязательный поиск обывателем лично ответственного за что-либо происходящее, равно как и преувеличение роли участия в событиях, имеющих характер системной динамики, какой-либо личности. Здесь проявляется и чисто мифологическая установка одушевлять и персонифицировать окружающее.

## Модель мира

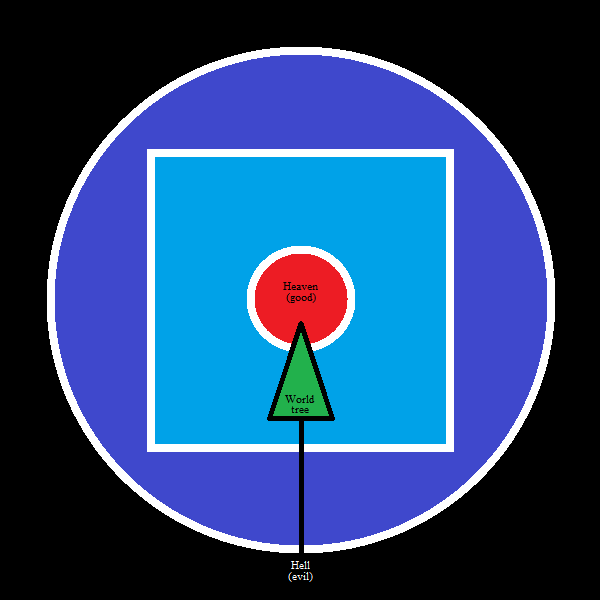
Схема пространственной мифологической картины мира многих народов:
сакральная середина мира, связанная с небесами, в центре; срединный мир (квадрат); за его пределами первозданные воды мирового океана (большой круг) и преисподняя; мировое древо, объединяющее все сферы мироздания

Упрощённое отображение совокупности представлений о мире внутри конкретной мифологической традиции образует мифологическую (мифопоэтическую) модель мира. Миф является прежде всего способом обобщения мира в форме наглядных образов. Отдельные аспекты мира обобщаются не в понятиях, а в чувственно-конкретных, наглядных образах. Совокупность связанных между собой наглядных образов выражает мифологическую картину мира. Мифопоэтическая модель мира не относится к числу понятий эмпирического уровня: носители традиции могут не осознавать модель во всей её полноте.
Мифологическое описание модели мира разворачивается в виде рассказа о происхождении мира. Важнейшим компонентом мифа является противоборство космоса и хаоса, космизация — упорядочивание, преобразование хаоса в космос, борьба между ними, поддержание созданного порядка (космоса), защиты космоса от сохранившихся сил хаоса. Космизация может видеться как выделение суши из первичного океана, отделение неба от земли (которые мыслятся как мужское и женское первосущества), первоначальное появление небесных светил, растений, зверей и людей (из глины, костей, деревьев и др. или вышедших из-под земли и подлежащих «доделыванию» и т. п.), борьба поколений богов — младшего против старшего, борьба богов или героев воплощениями сил хаоса — чудовищами или великанами. Мифологической космизацией являются также изготовление космических и культурных объектов (огня, орудий охоты и труда), введение обрядов и обычаев.
Первыми героями мифа являются боги-первопредки, порождающие биологически-магические космические объекты, демиурги, изготовляющие эти космические объекты как ремесленники, культурные герои, находящие или добывающие культурные (а отчасти и космические, по причине неразличения природы и культуры) объекты в готовом виде, часто в иных мирах. Культурные герои иногда совершают также демонически-комические действия или им противостоят демонически-комические двойники, мифологические плуты (трикстеры), зачастую их братья-близнецы.
Формирование космоса в мифе совершается в «раннее» мифическое время. К этому же мифологическому времени отнесены основные мифические события, что отвечает моделирующей функции мифа. События мифического времени — своего рода кирпичики мироздания. Основной категорией мифов являются космогонические мифы (мифы творения). Также распространены эсхатологические мифы (наоборот, о конце мира, часто временном — с последующим обновлением или возрождением), календарные мифы (о циклическом, календарном обновлении природы как смерти-воскресении, то есть сочетание эсхатологии и творения) и героические мифы, более поздние — о борьбе героев с силами хаоса (драконами, великанами и др.). На этой основе в рамках развитых религий постепенно развиваются более сложные мифологические системы.
Мифический способ концепирования основан на мифологическом (архаическом) типе мышления, которым характеризуется первобытная эпоха, а также некоторые уровни сознания в более позднее время, особенно массовое сознание. Мифологическое мышление обусловлено неотделённостью человека из природы, диффузностью мышления, неотделённостью логической сферы от эмоциональной, моторной. Следствие этого является очеловечивание природы, метафорическое сопоставление или отождествление природных и культурных объектов, всеобщая персонификация, восприятие всеобщего как конкретного, нераздельность восприятия предмета и знака, символа и модели, вещи и слова, существенное сближение понятий о качестве и количестве, пространстве и времени, начале и сущности, единичном и множественном. Мифическое концепирование не полностью алогично (принцип партиципации по Л. Леви-Брюлю), но символично (согласно Э. Кассиреру), характеризуется громоздкостью и пользуется косвенными «обходными» средствами (бриколаж и медиация по К. Леви-Стросу).
Социально-культурный антрополог Э. Э. Эванс-Причард после изучения народа азанде Северного Судана в 1937 году пришёл к выводу, что у первобытных народов нет разделения на «естественное» и «сверхъестественное», и колдовство для них — часть «нормы», а не экстраординарное событие.

## Уровни мифологии

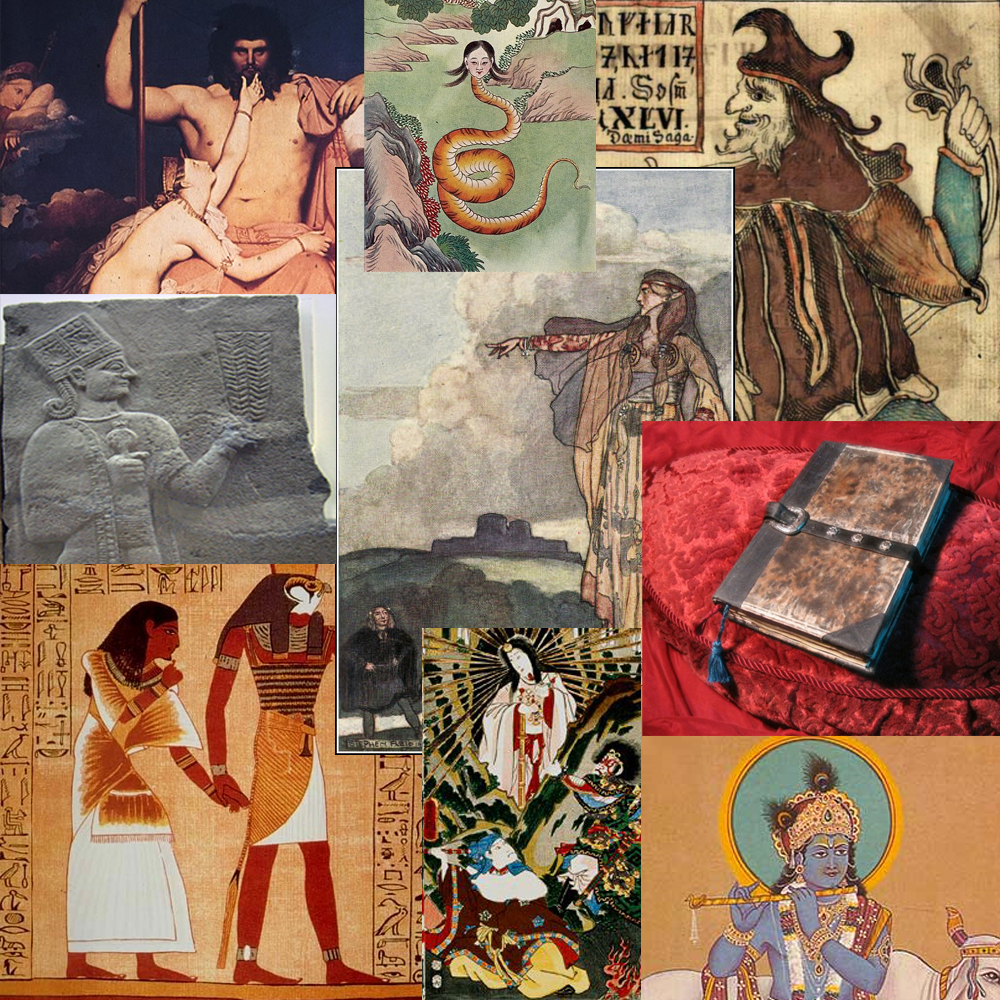
Персонажи мифов разных народов мира

Мифологические персонажи представлены различными группами, среди которых выделятся в первую очередь божества — персонажи высшей мифологии и часто официального культа, и персонажи низшей мифологии — демоны и духи.
К последним принадлежат духи растительности, персонификации календарных праздников (славянские Ярила, Герман, итальянская Бефана и др.), образы языческих богов, в неофициальной народной традиции пониженные и замещённые святыми — покровителями плодородия и др. (русские Велес — Власий, Мокошь — Пятница и др.), различные злые духи, во многих традициях позднее ассоциированные с падшими ангелами, и др.
Персонажи низшей мифологии часто принимают активное участие в жизни людей, встречаются с ними, превращаются в людей и др., поэтому во многих мифологиях эти персонажи имеют большее значение, чем божества, действовавшие, как правило в мифическое время первотворения. В сфере ритуала существа низшей мифологии связаны с комплексом суеверий, колдовских и магических обычаев и обрядов, божества — с общеплеменным или общегосударственным культом.
К персонажам низшей мифологии Европы принадлежат такие существа, как вампиры, ведьмы, гномы, морские девы, инкубы, суккубы, феи, Ламия, мара, ундины, Бефана и др., происходящие из разных традиций (античной, германской, славянской и др.), но вошедшие в общемировой фольклор.

## Сравнительная мифология
Науки филологического цикла, в частности, фольклористика выработали три способа объяснения сходства текстов, бытующих в устной передаче. Первым является генетический: наличие у устных текстов общего предка. Обыкновенно он применяется к традициям, которые имеют языковое родство: например, реконструируется индоевропейская мифология, представления о которой могут давать общие черты таких мифологий как индийская, иранская, греческая, германская, славянская и др.
Второй способ — объяснение через заимствования, культурные диффузии, взаимный обмен устными текстами в ситуации культурной двойственности и двуязычия. В этих условиях сказитель одинаково хорошо знаком, с двумя языками и может рассказывать сюжеты одной традиции на языке другой традиции и наоборот. А итог произведения народного творчества одной традиции переносят в другую. Иногда могут появляться районы, имеющие устойчивое дву- или многоязычие, где разные традиции сливаются воедино: например, на Балканах, на Северном Кавказе. При всех сложностях в межэтнических взаимоотношениях на Кавказе, нартский эпос в равной мере относится к устным традициям разных северокавказских этносов.
Третьим способом объяснения является типологический: близкие или одинаковые сюжеты или мотивы могли сложиться из-за одинаковых обстоятельств. Согласно другой интерпретации, существует такое количество причин, что учесть их все практически невозможно, поэтому типология оказывается объяснением, к которому обращаются когда объяснения через общего предка или заимствования не подходят.
Фольклористика не имеет общеустановленного способа определения, какой из этих трёх способов объяснений работает в том или ином случае. Наиболее сложной является ситуация, когда все три фактора работают одновременно. Похожие тексты находят у близкородственных этносов, которые, помимо прочего, контактируют и проживают в близких условиях, другими словами имеется и генетическая, и типологическая общность, и культурный взаимообмен. Примером служит ряд русско-украинско-белорусских фольклорных параллелей.
После исследований Юрия Березкина, посвящённых распределению фольклорных сюжетов и мотивов на карте мира с целью установления маршрутов и хронологии первичного расселения людей по планете, к трём основным вариантам объяснения сходства текстов добавляется новый: ряд схождений представляют собой результат этих миграционных процессов, фольклорно-мифологические следы пребывания древних популяций в определённых местах. Это может работать и в обратную сторону: не сходство мифов объясняется через информацию о древних миграциях, а маршруты перемещений людей обосновываются при помощи информации о схожих текстах.
Для установления заимствования или родства, как правило, требуются нетривиальные признаки, включая имена, названия, уникальные детали и др.
Нет единого мнения о существовании культурных универсалий в фольклоре. Главным аргументом антиуниверсалистов является тот факт, что не существует ни одного мифа, представленного у всех народов. Аргумент является верным, если сохраняются в неизменности исходные понятия — «миф» и «универсальность», а также исключаются из рассмотрения те элементы, которые очень распространены, но являются очень общими и тривиальными, например, мужская природа неба и женская природа земли — такие представления известны практически у всех народов. Универсалисты и антиуниверсалисты дискутируют о разных сущностях. Первые имеют ввиду предельно элементарные или предельно обобщенные схемах, в связи с чем часто апеллируя к юнговским архетипам; вторые исходят из самих мифологических сюжетов и мотивов, которые конкретны, жанрово обусловлены и в большей мере связаны с этнорегиональной и этнокультурной спецификой. Существует зависимость, что чем более элементарным является повествовательный элемент, тем проще обнаружить взаимонезависимые сходства.
Универсальность может прослеживаться не столько на уровне фольклорных мотивов, сколько в их более широких логико-семантических обобщениях («персонаж, проглоченный неким существом, живой и невредимый выходит из его утробы» и т. п.) или, напротив, на уровне его элементарных семантических составляющих, включая некоторые простейшие образы космогонических и антропогонических мифов: «недоделанный мир (мир в эмбриональной форме, безлюдный мир), первообъекты (гора, водоем, дерево), недоделанный человек (человек-заготовка, его эмбриональная форма — яйцо, комок, щепка и так далее)». Универсальность в фольклоре понимается в том смысле, что конкретный мотив/сюжет представлен во всех мировых культурах. Скорее, этот мотив/сюжет оказывается настолько распространённым, что будет редким исключением не найти его аналог в другой традиции (с учётом их семантических контекстов). Также предполагается, что существуют некие простейшие единицы смысла, к которым человеческая мысль на протяжении всех её интеллектуальной истории периодически возвращается. По этой концепции имеется конечное множество общечеловеческих понятий, поэтому возможно «установление окончательного набора универсальных атомов смысла», по выражению лингвиста Анны Вежбицкой, «алфавита человеческих мыслей».
К примеру, существует монгольский миф о рождении Чингисхана и одесская песня 1920-х годов про «всеми уважаемого» старьевщика Хаима. Если оставить в стороне такие аспекты, как жанровая специфика, бытовой антураж, ироническая интонация последней и оставить только чистый сюжет, будет видна одна и та же история: «мёртвый муж приходит к своей жене, и от этой связи родятся дети». Тот же сюжет есть в житии Иды Булонской, матери Готфрида Бульонского: этот источник анализировал французский историк Жорж Дюби. «После смерти её смертного мужа она прослыла соединившейся с бессмертным супругом жизнью в целомудрии и не желая нового замужества». Несмотря на их сходства, все три истории имеют разное происождение. Так, в генеалогии «золотого рода» Чингисхана светящийся небесный любовник делается покойным мужем праматери-вдовы только на самом позднем этапе развития сюжета, в тюркской редакции этой легенды XVII века. В жизнеописании Иды Булонской сюжет появляется только благодаря сочетанию метафор религиозной риторики («соединиться с бессмертным супругом», «монахи как дети» и др.), другими словами синтетически, за счёт семантических притяжений — если не учитывать мотива Данаи (свет, что нисходят в женское лоно), который является общим с древнемонгольским преданием. Это пример сложения по общей модели одинаковых сюжетов из совершенно разного материала. В некоторый момент начинает работать процесс логико-семиотических преобразований, которые превращают монгольское небесное божество в дух покойного мужа, а бытовой анекдот о гулящей вдове — в шутливую песню о Хаиме, продолжающем с иного света навещать свою жену. Эти истории иллюстрируют типологию, а не историческую преемственность и не культурный обмен.

Библейский потоп, фреска из церкви Илии Пророка в Ярославле, XVIII век

Модели текстуализации расположены на уровень выше, чем конкретные сюжеты, тогда как уровнем ниже стоят элементарные семантические единицы — семы. Каждая сема обладает валентностями, определяющими перспективы порождения сюжетов через присоединение следующих сем. Так, сема «Всемирный потоп» — ещё не является сюжетом, но она имеет валентность, которая позволяет ей присоединять сему «всеобщая гибель», в свою очередь, присоединяющую сему «спасение немногих» — в результате выстраивается следующий сюжетный сценарий: «Всемирный потоп — всеобщая гибель — спасение немногих». Семе «потоп» «известна» не только ближайшая сема («всеобщая гибель»), но и перспективы следующих присоединений («спасение немногих» и т. д.) — так высвечивается целая семантическая цепочка, видимо, составляющая основу текстопорождающей модели. Именно набор логико-семантических моделей, с одной стороны, и словарь сем с их валентностями, с другой стороны, по мнению С. Ю. Неклюдова, должны быть, объектом типологических исследований, которые, таким образом, могут получить более строгую формальную методологию.
Типологические изыскания позволяют обратиться от архаических форм к явлению современной мифологии, вполне объяснимому с позиции теории универсальных мифологических моделей. Примером может служить та же песня про Хаима.
Неклюдов утверждает, что многое в людском поведении уходит корнями в дочеловеческое прошлое. Согласно Неклюдову, ближе, чем другие антропологи, к проблемам культурной семантики в своих этологических исследованиях подошёл Конрад Лоренц, изучавший символические действия животных. Однако весь комплекс ритуалов у животных семантически очень беден и не может объяснить многообразия человеческих практик и их функционально-семантических значений. Кроме того, по слова Лоренца, «у животных нет символов, передаваемых по традиции из поколения в поколение. Вообще, если захотеть дать определение животного, которое отделяло бы его от человека, то именно здесь и следует провести границу». Неклюдов добавляет: «лишь научение дает возможность для появления и развития культурной традиции».

## Историческое развитие
Мифологическое осмысление духовного и практического опыта в целом предшествует рационально-логическому знанию. Однако он сохраняет влияние и в развитых обществах.

### Архаическая мифология и мифология развитых религий
На раннем этапе развития мифологии, этапе архаической мифологии, миф господствует в объяснительной и социально-регулятивной сфере. По отношению к архаической мифологии термин «миф» употребляется в наиболее узком и специальном значении.
Развитые религиозные системы (буддизм, иудаизм, христианство, ислам и др.) также содержат разнообразные мифологические компоненты, но на данном этапе миф в узком значении слова несколько оттесняется со своих позиций религиозной идеологией.
Авраамические религии обладают кодифицированными текстами, наделёнными высшей степенью авторитетности. В других религиозно-мифологических системах, несмотря на наличие в некоторых из них развитой теологии (например, в древнегреческой культуре), письменные тексты не являются религиозно значимой кодификацией мифа, они только фиксируют и обрабатывают мифологические сюжеты, известные из предания и культа.

### Современная мифология
Мифологические (в самом общем смысле слова) элементы содержатся в культурах и идеологиях Нового времени и современности, прежде всего в массовой культуре.
Исторически миф выступал как первичная модель всякой идеологии и синкретический источник различных видов культуры — литературы, искусства, религии, философии и даже науки. Дифференциация первоначального ритуально-мифологического синкретизма культуры (в частности, по мере развития философии и науки) влечёт за собой частичную демифологизацию общественного сознания, но эта демифологизация не может быть полной, она всегда относительна. Периодически её сменяет ремифологизация, что, в частности, происходит в новейшее время. XX век был отмечен одновременно бурным развитием технической мысли и разочарованием в рационалистической философии, эволюционизме и «просветительских» упованиях. Одна из причин «неустранимости» мифа заключается в том, что вопреки позитивистам XIX века, наука не способна полностью вытеснить мифологию, поскольку не разрешает метафизические проблемы, такие как смысл жизни, цель истории и т. п., в то время как мифология претендует на их разрешение, создаёт видимость разрешения, в частности стремится объяснить трудноразрешимые проблемы через более разрешимое и понятное. Миф обеспечивает «уютное» чувство гармонии с обществом и космосом.

## Значение
Одна из главных функций мифа — этиологическая, объяснительная. М. Элиаде писал:

Каждый миф показывает, каким образом реальность начала существовать, идёт ли речь о реальности в целом, о Космосе, или только о каком-то её фрагменте: острове, разновидности растения, общественном институте. Повествуя о том, как вещи возникли, миф объясняет сущность этих вещей и косвенно отвечает на другой вопрос: почему они появились на свет?

Мифология не сводится к сумме исторических заблуждений. Согласно культурно-антропологическим и структурно-семиотическим исследованиям преимущественно послевоенного времени, важную роль играет не только объяснительная, но и регулятивная функция мифа. Миф является одним из важнейших механизмов организации социальной, хозяйственной и культурной жизни. Он удовлетворяет потребность человека в целостном знании о мире, организует и регламентирует общественную жизнь — на ранних этапах истории — полностью, на более поздних — выступая совместно с идеологией, наукой и искусством. Миф предписывает правила социального поведения, выстраивает систему ценностных ориентаций, облегчает переживание стрессов и катастроф. Познание вообще не является главной целью мифа. Основная цель заключается в поддержании гармонии личного, общественного, природного, поддержка и контроль социального и космического порядка, на что также направлены ритуалы — часть единого ритуально-мифологического комплекса. Познавательный пафос подчинен этой гармонизирующей и упорядочивающей цели. В мифе преобладает пафос преодоления хаоса в космос и защиты космоса от сохранившихся сил хаоса. Эта направленность с одной стороны действительно способствует организации социальной жизни, а с другой создаёт видимость разрешения метафизических проблем, таких как смысл жизни, цель истории и т. п. В целом мифология гармонизирует представления об окружающем мире и месте в нём человека.
Эмиль Дюркгейм одним из первых предположил, что боги представляют собой воображаемое расширение человеческой социальной жизни. В соответствии с этим психолог Мэтт Россано писал, что когда люди начали жить в больших группах, они могли создать в своём представлении богов как средство обеспечения соблюдения морали. В небольших группах мораль может быть обеспечена социальными средствами, такими как сплетни или репутация. Однако гораздо сложнее обеспечить соблюдение морали в гораздо больших группах. Россано писал, что, обратившись к идее вечно бдительных богов и духов, люди открыли эффективную стратегию для сдерживания эгоизма и создания более кооперативных групп. Антрополог Паскаль Буайе считает, что, хотя в мире существует широкий спектр концепций сверхъестественного, в целом сверхъестественные существа, как правило, ведут себя во многом как люди. Создание образов богов и духов как личностей является одной из самых известных черт религии. Он приводил примеры из греческой мифологии, которая, по его мнению, похожа на современную мыльную оперу, гораздо больше, чем другие религиозные системы. Бертран дю Кастель и Тимоти Юргенсен посредством формализации демонстрируют, что объяснительная модель Буайе соответствует эпистемологии физики, постулируя не наблюдаемые напрямую сущности как посредников. По мнению антрополога Стюарта Гатри, люди проецируют человеческие черты на нечеловеческие аспекты мира, потому что это делает эти аспекты более знакомыми.

## Категории мифов

### Этиологические мифы

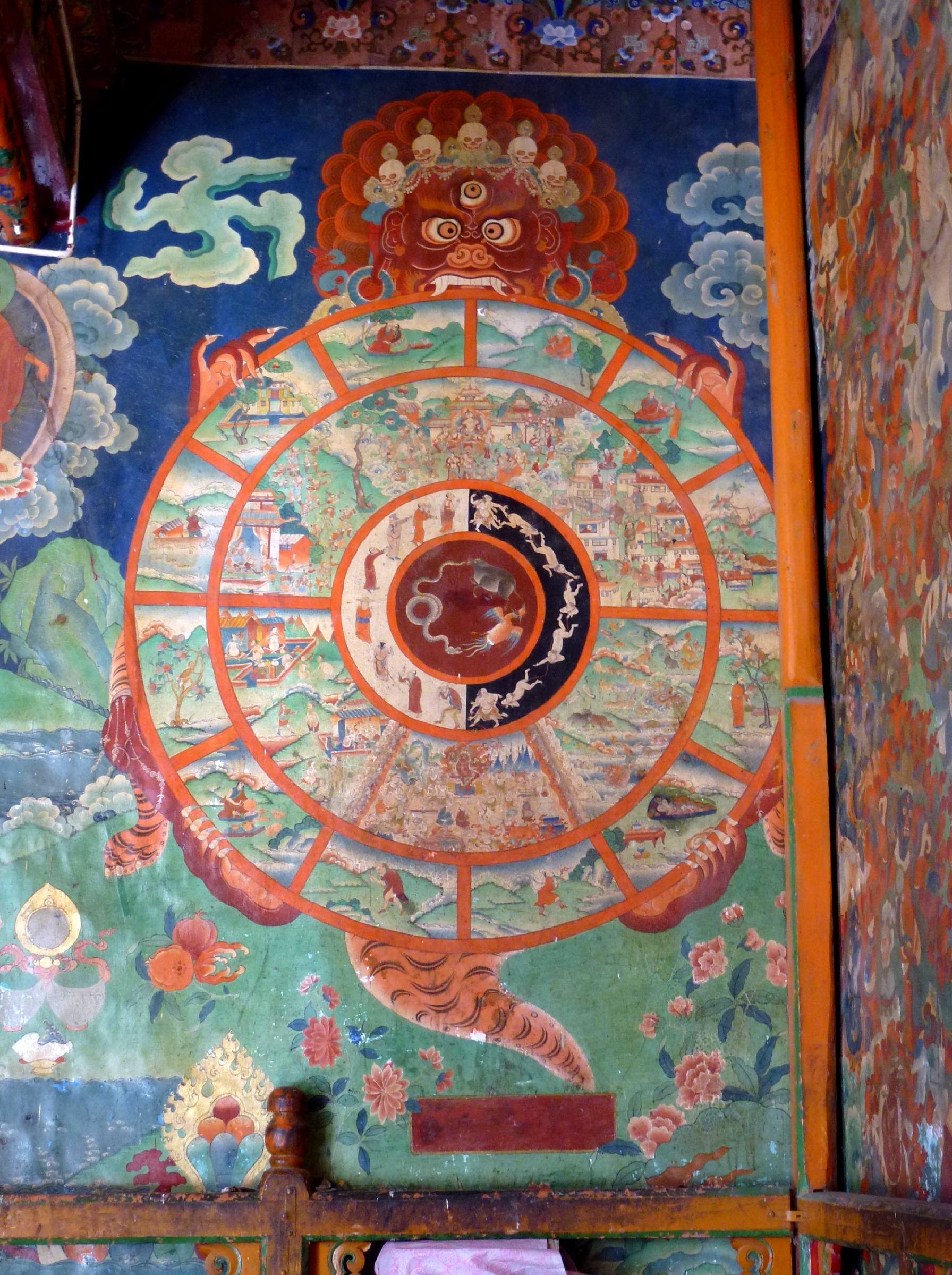
Колесо жизни в ваджраяне

Этиологические мифы (от греч. αἰτία «причина» + др.-греч. λόγος «слово, учение»; букв. «причинные», то есть объяснительные) — мифы, объясняющие появление различных природных и культурных особенностей и социальных объектов.
Этиологическая функция присуща большинству мифов и специфична для мифа как такового. Однако под этиологическими мифами понимаются прежде всего рассказы о происхождении некоторых животных и растений (или их частных свойств), гор и морей, небесных светил и метеорологических явлений, отдельных социальных и религиозных институтов, видов хозяйственной деятельности, а также огня, смерти и др. Широко распространены у первобытных народов. Как правило, слабо сакрализованы.

#### Культовые мифы
Культовые мифы — особая разновидность этиологических мифов, мифы, объясняющие происхождение обряда, культового действия. В случае эзотеричности культового мифа, он может быть сильно сакрализован.

### Космогонические мифы

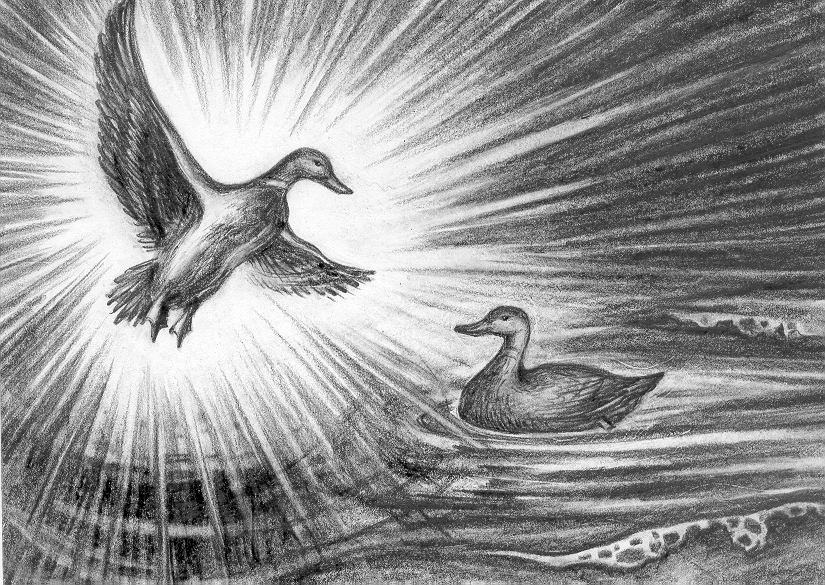
Марийские Кугу-Юмо и его брат Йын (Керемет) в образе селезней творят мир на водах мирового океана

Космогонические мифы (греч. κοσμογονία, от κόσμος «мир», «вселенная» + γονή «рождение») — мифы о происхождении космоса в целом и его частей, связанных в единой системе. Как правило, это менее архаические и более сакрализованные мифы, чем этиологические.
В космогонических мифах особенно отчётливо актуализуется характерный для мифологии пафос превращения хаоса в космос. В них отражаются космологические представления о структуре космоса (обычно трёхчастной вертикально и четырёхчастной горизонтально), описывается его вегетативная (мировое древо), зооморфная или антропоморфная модель. Повествуется о разъединении и выделении основных стихий (огонь, вода, земля, воздух), отделении неба от земли, появлении земной тверди из мирового океана, установлении мирового древа, мировой горы, укреплении на небе светил и т. п., затем о создании ландшафта, растений, животных, человека. Мир может возникнуть из первоэлемента, например, из мирового яйца или из антропоморфного первосущества-великана. Различные космические объекты могут быть найдены, даже похищены и перенесены культурным героем, биологически порождены богами или их волей, их магическим словом.

#### Антропогонические мифы

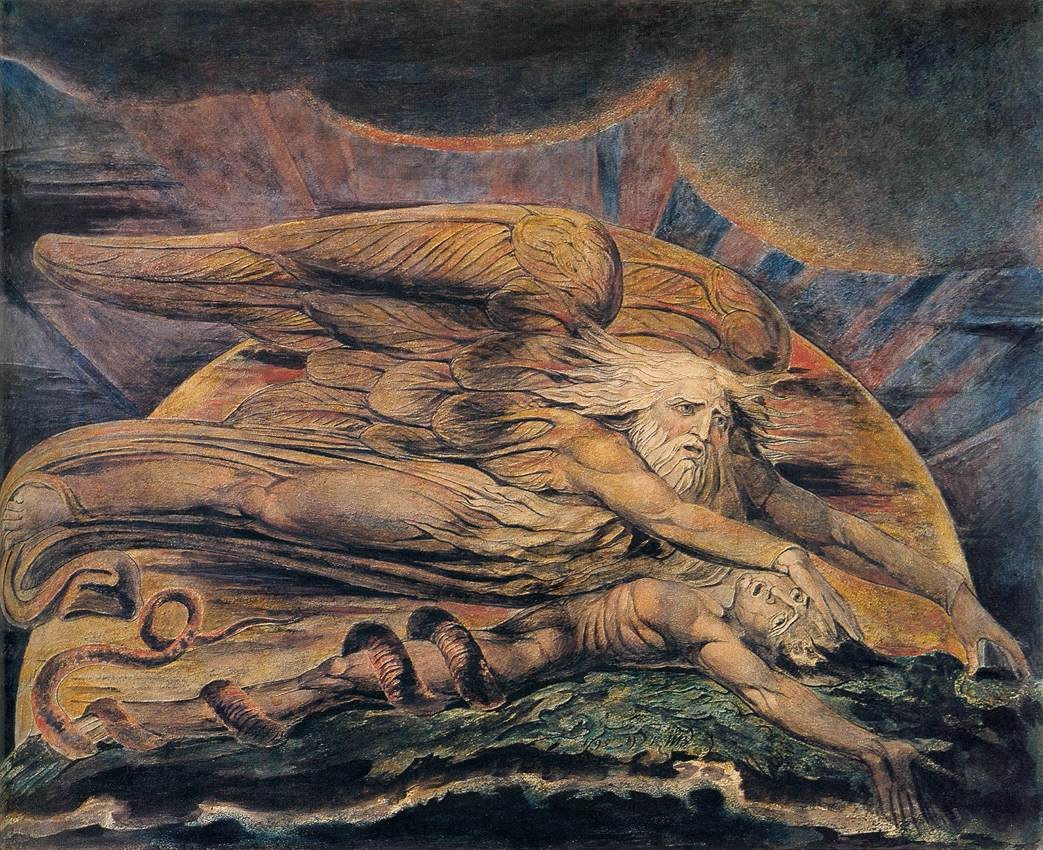
Элохим, создающий Адама, Уильяма Блейка, 1795

Антропогонические мифы (от др.-греч. ἄνθρωπος «человек» + γονή «рождение») — разновидность космогонических мифов, мифы о происхождении человека, первых людей или племенных первопредков, поскольку племя в мифах часто отождествляется с «настоящими людьми», с человечеством.
Происхождение человека может объясняться как трансформация тотемных животных, отделение от других существ, усовершенствование (самопроизвольное или силами богов) неких несовершенных существ, «доделывание», биологическое порождение богами или изготовление божественными демиургами из земли, глины, дерева и т. п., перемещение неких существ из нижнего мира на поверхность земли. Первый человек в ряде мифов трактуется как первый смертный, поскольку уже существовавшие ранее боги или духи были бессмертны.
Происхождение женщин иногда может описываться иначе, чем мужчин (из другого материала и т. п.).

### Астральные, солярные и лунарные мифы
К космогоническим мифам примыкают астральные, солярные и лунарные мифы, отражающие архаические представления о звёздах, планетах, солнце, луне и их мифологических персонификациях.

#### Астральные мифы
Астральные мифы (от др.-греч. ἄστρον «звезда») — мифы о звёздах и планетах.
В архаических мифологиях звёзды или целые созвездия часто представляются в виде животных, реже деревьев, в виде небесного охотника, преследующего зверя, и т. п. Ряд мифов заканчивается перемещением героев на небо и превращением их в звёзды или, напротив, изгнанием с неба не выдержавших испытания, нарушивших запрет (жён или сыновей жителей неба). Расположение звёзд на небе может трактоваться и как символическая сцена, иллюстрация к тому или иному мифу. По мере развития небесной мифологии звёзды и планеты строго отождествляются с определёнными богами. На основе строгого отождествления созвездий с животными в некоторых ареалах (на Ближнем Востоке, в Китае, у части индейцев и др.) сложились закономерные картины движения небесных светил. Представление о воздействии движения небесных светил на судьбу отдельных людей и всего мира создало мифологические предпосылки для астрологии.

#### Солярные и лунарные мифы

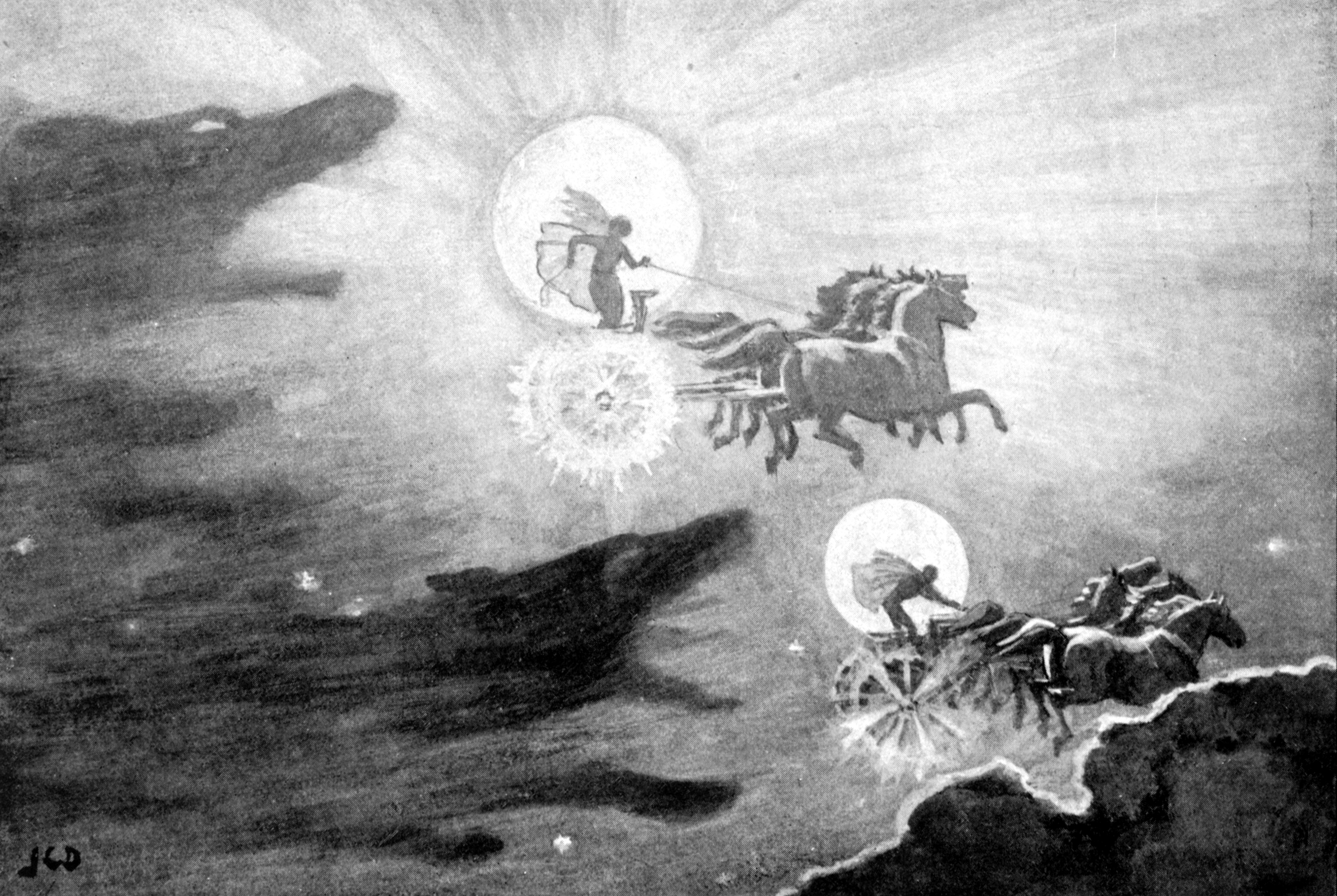
Скандинавские Соль (солнце) и её брат Мани (месяц), преследуемые волками. Джон Доллман

Солярные (от лат. solaris «солнечный») и лунарные мифы — мифы о Солнце и Луне. В принципе являются разновидностью астральных.
В архаических мифологиях Луна и Солнце часто выступают в качестве близнечной пары культурных героев или брата и сестры, мужа и жены, реже родителя и ребёнка. Луна и солнцетипичные персонажи дуалистических мифов представляют собой противопоставленные мифологические символы, причём Солнце чаще всего маркировано положительно, а Луна (Месяц) — отрицательно. Они представляют оппозицию и двух тотемных «половин» племени, ночи и дня, женского и мужского начала и т. п. Небесному существованию Луны и Солнца (как и в случае со звёздами) в некоторых мифах предшествуют земные приключения пары мифологических героев. В более архаических лунарных мифах месяц представляется чаще в виде мужского начала, а в более развитых — женского (зооморфного или антропоморфного).
Некоторые специально лунарные мифы объясняют происхождение пятен на Луне («Лунный человек»). Собственно солярные мифы лучше представлены в развитых мифологиях. В архаических мифологиях распространены мифы о происхождении Солнца или об уничтожении лишних солнц из их первоначального множества. Солнечное божество тяготеет к тому, чтобы стать главным, особенно в древних обществах, возглавляемых обожествлённым царём-жрецом. Представление о движении солнца часто ассоциируется с колесом, колесницей, в которую впряжены кони, борьбой против хтонических чудовищ или богом грозы. Суточный цикл также отражается в мифологическом мотиве исчезающего и возвращающегося солнечного божества. Уход и приход могут быть перенесены с суток на сезоны. Универсальный характер имеет миф о дочери солнца.

### Близнечные мифы

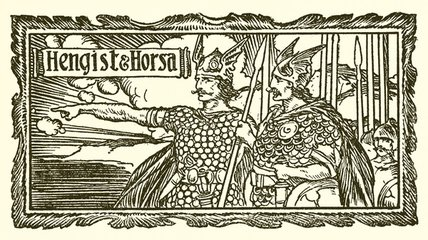
Близнецы Хенгест и Хорса

Близнечные мифы — мифы о чудесных существах, представляемых в виде близнецов и часто выступающих в качестве родоначальников племени или культурных героев.
Истоки этих мифов прослеживаются в представлениях о неестественности близнечного рождения, которое у большинства народов считалось уродливым. Наиболее ранний пласт близнечных представлений наблюдается в зооморфных близнечных мифах, предполагающих родство между животными и близнецами. В мифах о близнецах-братьях они, как правило, сначала выступали соперниками, а позднее становились союзниками. В некоторых дуалистических мифах братья-близнецы не антагонистичны, а являются воплощением разных начал (например, солярных мифах). Известны мифы о близнецах брате и сестре. Встречаются также усложнённые варианты, где в кровосмесительных браках брата и сестры предпочитается наличие нескольких братьев. Особенностью многих африканских близнечных мифов является совмещение обоих мифологических противоположностей в одном образе, то есть близнечные существа — двуполые.

### Тотемические мифы
Тотемические мифы — мифы, в основе которых лежат представления о сверхъестественном родстве между определённой группой людей (родом и др.) и так называемыми тотемами — видами животных и растений. Составляют часть комплекса тотемических верований и обрядов родоплеменного общества.
По содержанию очень просты. Основные персонажи наделены чертами и человека, и животного. В наиболее типичном виде тотемические мифы известны у австралийских аборигенов и народов Африки. Тотемические черты отчётливо видны в образах богов и культурных героев в мифологии народов Центральной и Южной Америки (Уицилопочтли, Кецалькоатль, Кукулькан). Остатки тотемизма заметны в египетской мифологии, в греческих мифах о племени мирмидонян, в часто встречающемся мотиве превращения людей в животных или растения (например, миф о Нарциссе).

### Календарные мифы

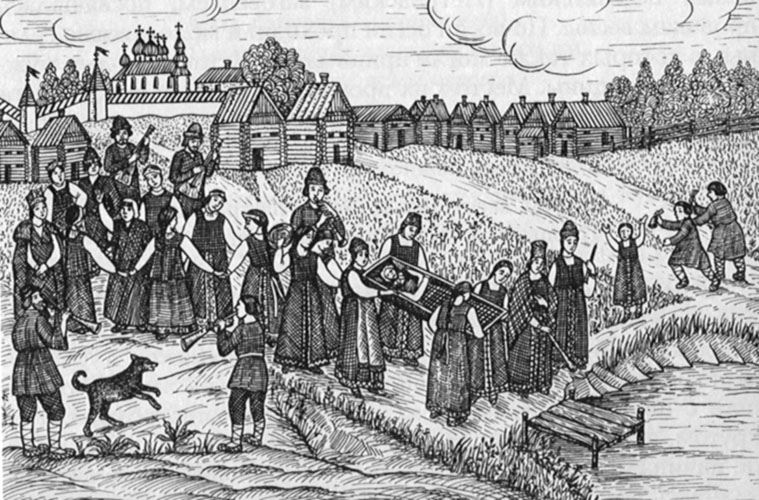
Похороны Костромы. Рисунок с лубка, XIX век

Календарные мифы — мифы, связанные с циклом календарных обрядов, как правило, с аграрной магией, ориентированной на регулярную смену времён года, в особенности на возрождение растительности весной (сюда вплетаются также солярные мотивы), на обеспечение урожая.
В древних средиземноморских земледельческих культурах господствует миф, символизирующий судьбу духа растительности, зерна, урожая. Распространён календарный миф об уходящем и возвращающемся или умирающем и воскресающем герое (боге) (мифы об Осирисе, Таммузе, Балу, Адонисе, Дионисе и др.). В результате конфликта с хтоническим демоном, богиней-матерью или божественной сестрой-женой герой исчезает или погибает или терпит физический урон. Затем его мать (сестра, жена, сын) ищет и находит его, воскрешает, и тот убивает своего демонического противника.
Структура календарных мифов имеет много общего с композицией мифов, связанных с ритуалами инициации или интронизации царя-жреца. В свою очередь календарные мифы оказали влияние на некоторые героические мифы и эпические предания, на мифы о сменяющих друг друга мировых эпохах, на эсхатологические мифы.

### Героические мифы

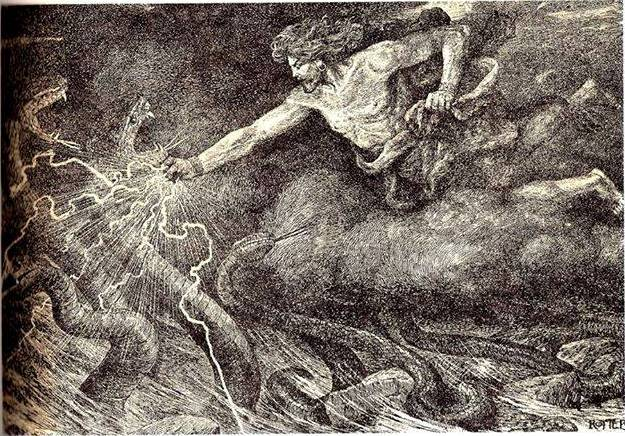
Ваагн Драконоборец — бог войны, грозы и солнца. В древнеармянской мифологии Ваагн рождается рыжим юношей (описание рассвета), который стремится в бой с вишапами (драконами)

Героические мифы — мифы, строящиеся вокруг биографии мифологического героя.
Могут включать чудесное рождение героя, испытания со стороны старших родичей или враждебных демонов, поиски жены и брачные испытания, борьбу с чудовищами и другие подвиги, смерть героя. Фиксируют важнейшие моменты жизненного цикла.
Биографическое начало в героическом мифе сопоставимо с космическим началом в космогоническом мифе. В героическом мифе упорядочивание хаоса отнесено к формированию личности героя, способного в дальнейшем поддержать своими силами космический порядок. Отражением инициации является обязательный уход или изгнание героя из своего социума и странствия в иных мирах, где он приобретает духов-помощников и побеждает демонических духов-противников, где ему иногда приходится пройти через временную смерть (проглатывание и выплёвывание чудовищем; смерть и воскрешение — инициационные символы). Инициатором испытаний, принимающих иногда форму выполнения «трудной задачи», могут быть отец, дядя героя, будущий тесть, племенной вождь, небесное божество, например бог-Солнце, и др. Изгнание героя иногда мотивируется его проступками, нарушением табу, в частности, инцестом (кровосмешением с сестрой или женой отца, дяди), также угрозой для власти отца-вождя. Герой как термин греческой мифологии означает сына или потомка божества и смертного человека. В Греции имел место культ умерших героев.
Героический миф — важнейший источник формирования героического эпоса и сказки.

### Эсхатологические мифы

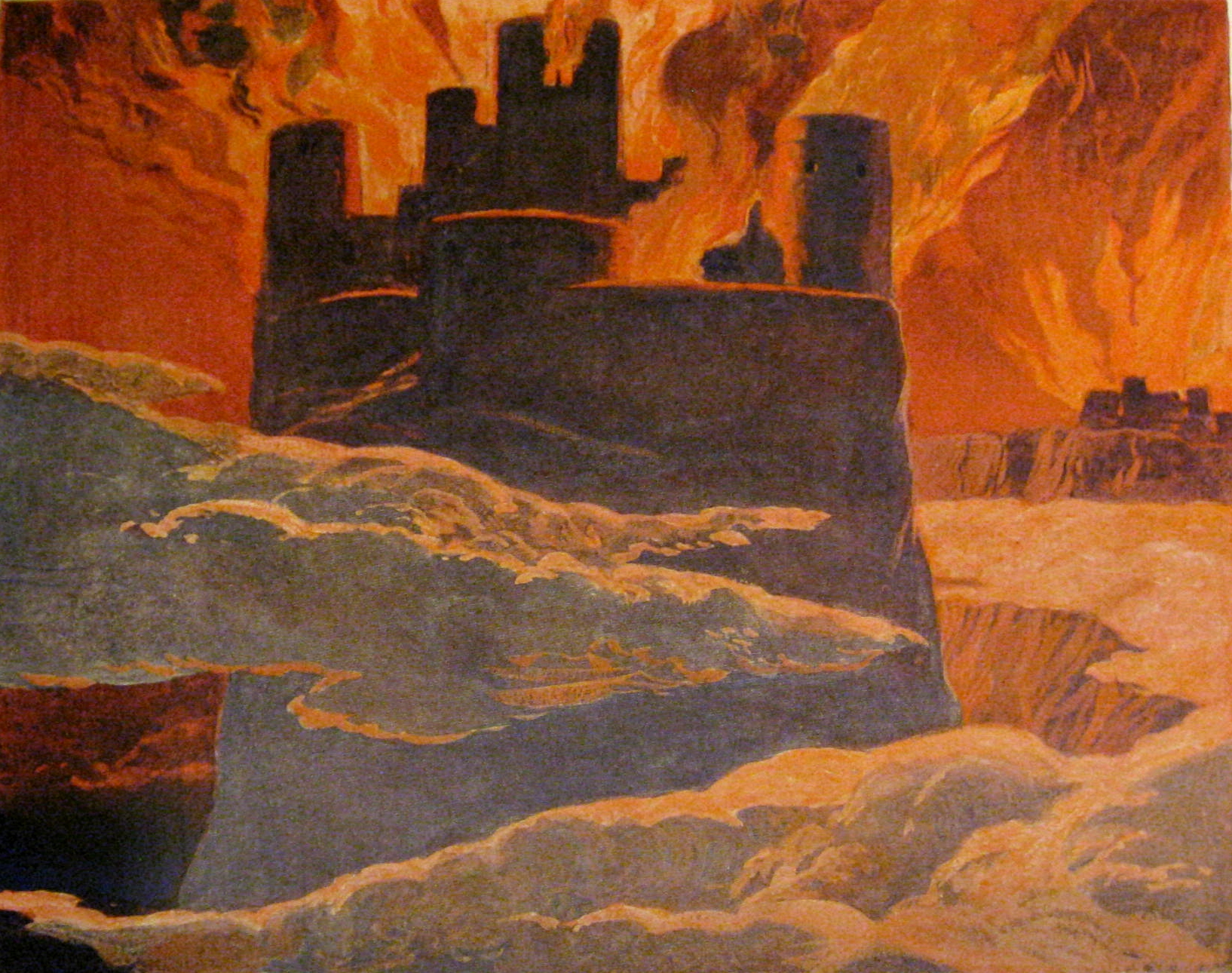
Рагнарёк, гибель мира в скандинавской мифологии. Эмиль Дёплер

Эсхатологические мифы (греч. εσχατολογία, от др.-греч. ἔσχατον — «конечный», «последний» + λόγος — «слово», «учение») — мифы о «последних» вещах, о конце мира. Возникают относительно поздно и опираются на модели календарных мифов, мифов о смене эпох, космогонических мифов.
В противоположность космогоническим мифам, эсхатологические рассказывают не о возникновении мира и его элементов, а об их уничтожении — гибель суши во всемирном потопе, хаотизация космоса и др. Мифы о катастрофах, сопровождавших смену эпох (о гибели великанов или старшего поколения богов, живших до появления человека, о периодических катастрофах и обновлении мира), трудноотделимы от мифов о конечной гибели мира. Эсхатологическим катастрофам часто предшествуют нарушение права и морали, распри, преступления людей, требующие возмездия богов. Мир погибает в огне, потопе, в результате космических сражений с демоническими силами, от голода, жары, холода и др.
Более или менее развитая эсхатология имеется в мифах коренных жителей Америки, в скандинавской, индуистской, иранской, христианской («Апокалипсис») мифологиях.

### Мифы, совмещённые с преданиями и легендами
Многие античные, библейские и некоторые другие мифы не входят в описанные категории. Они представляют собой включённые в мифологический цикл легенды и исторические предания. Иногда сложно провести границу между мифом, легендой, преданием. Так, мифы о Троянской войне и подобные им, впоследствии обработанные в форме эпоса, являются мифологизированными историческими преданиями, в которых действуют не только имеющие божественное происхождение герои, но и сами боги. Священная история типа библейских повествований складывается также на стыке подлинного мифа (в узком значении) и исторического предания. «Раннее время» растягивается: включает события, находящиеся на значительной хронологической дистанции друг от друга, а исторические воспоминания мифологизируются и сакрализуются. Как правило, предания воспроизводят мифологические схемы, прикрепляя их к историческим или квазиисторическим событиям. То же относится и к легендам, трудноотделимым от преданий. Легенды в большей мере сакрализованы, в большей мере склонны к фантастике, например, описанию чудес. Примерами легенд являются рассказы о христианских святых или буддийских перевоплощениях.

## Мифология и обряды (ритуалы)

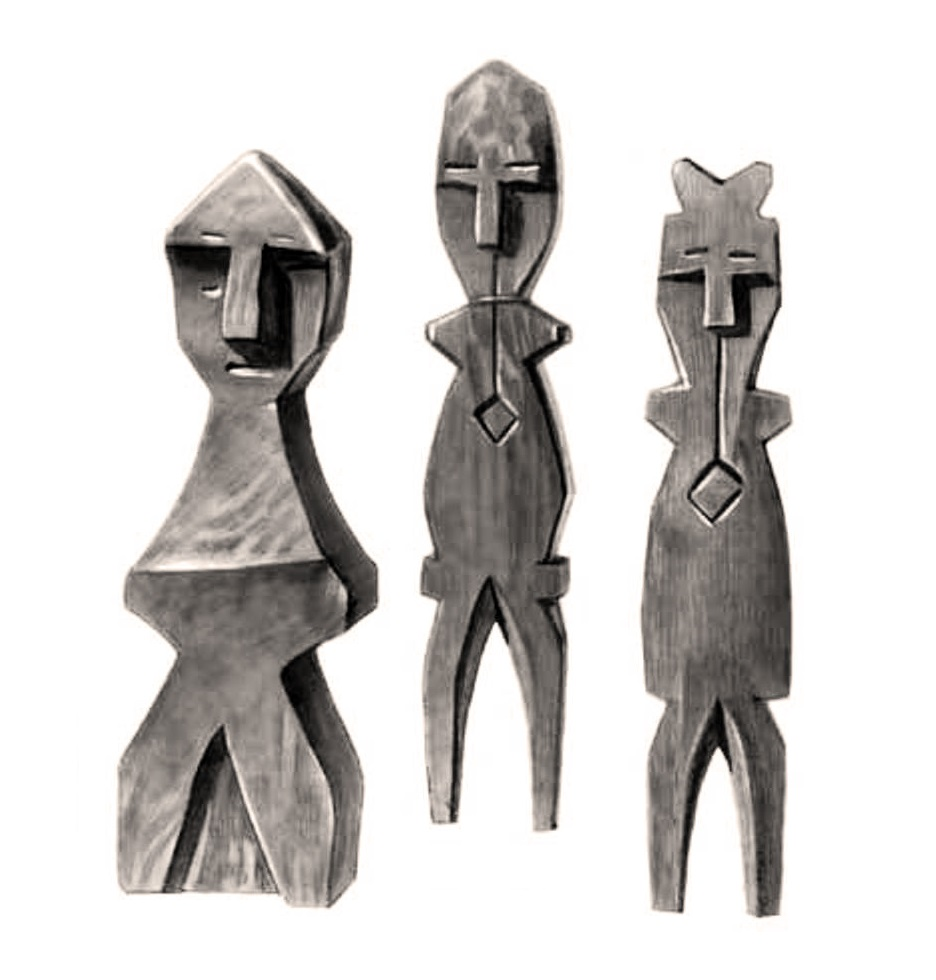
Пупыги, в мансийской мифологии духи-покровители людей, духи предков

Связь обряда (ритуала) и мифа давно отмечалась исследователями. Обряд представляет собой инсценировку мифа, миф выступает в качестве объяснения или обоснования обряда. Эта связь наиболее ярко проявляется в культовых мифах. Но о характере этой связи высказывались различные мнения. Представители мифологической и эволюционной школ полагали, что миф (верование) приоритетен перед ритуалом. Эту позицию разделяли Якоб Гримм, А. Н. Афанасьев, Эдуард Тайлор, Герберт Спенсер, Юлиус Липперт и др. В 1880-х годах возникла и вскоре стала преобладающей обратная точка зрения, которой придерживались Уильям Робертсон-Смит, Роберт Маретт, Арнольд ван Геннеп. Согласно Роберту Лоуи, в «примитивных мифах» «весь церемониал просто проецируется в прошлое, как ритуал, преподанный сверхъестественным существом или тайно подсмотренный основателем, когда он исполнялся сверхъестественными существами». Русский фольклорист Н. Познанский, изучавший народные заговоры, считал, что словесная часть заговора, то есть содержащая в себе мифологические отрывки, «развивается из колдовского действия». В марксистском направлении этой позиции придерживались И. И. Скворцов-Степанов и особенно обстоятельно Ю. П. Францев. Последний выделял стадии развития мифа, начиная с культового или магического обряда. С критикой односторонности ритуальной теории мифа выступили американский этнограф Джозеф Фонтенроз и советский фольклорист Е. М. Мелетинский. Ритуальная теория мифа преобладала вплоть до 1950-х годов, когда против неё с позиций структуралистской теории мифа выступил французский учёный Клод Леви-Стросс, писавший о самостоятельности мифа, как своеобразной, чисто логической структуры, которая подчиняется лишь собственным законам. Однако ритуальная теория мифа остаётся преобладающей, хотя многие исследователи отмечают, что часто имеет место обратное воздействие мифа на обряд. По мнению Мелетинского, ритуалы представляют собой практически действенную сторону единого ритуальномифологического комплекса.
Наиболее наглядна тесня связь мифа и ритуала в австралийских тотемических мифах, которые содержат своего рода пояснение и сакральное обоснование совершаемых тотемических обрядов. В обрядах разыгрываются эпизоды преданий о предках. Сходными с австралийскими, но более сложными являются тотемические мифы и обряды папуасов маринд-аним. Из числа мифологических рассказов народов Африки многие тоже связаны с культовыми обрядами, например, в мифологии догонов.
Уже в эпоху общинно-родового строя в связанной с религиозными обрядами мифологии возникла тенденция деления на два круга: эсотерический (священные мифологические сказания, доступные только «посвящённым») и экзотерический (мифы для «непосвящённых», отпугивающие их от тайных церемоний). В классовых, «государственных» религиях это деление проявилось сильнее: тайные учения о богах принадлежали жреческим кастам и избранным адептам — «мистам», посвящаемым в «мистерии».
Британский религиовед и этнолог Джеймс Фрэзер собрал из фрагментов и реконструировал («Золотая ветвь») систему древней, в своей основе аграрной, мифологии, надстроенной над разнообразной культовой обрядностью. Древняя аграрная религия включала магические акты воздействия на землю, приносящую урожай, моления к божествам — покровителям земледелия и разнообразные (в большинстве своём утраченные) мифологические повествования об этих божествах. Наиболее наглядно в исследованиях Фрэзера показано тесное сращивание мифа и обряда на примере культа Осириса в Египте.
Древнегреческая мифология, несмотря на своё богатство, предоставляет лишь небольшое число примеров связи с обрядовой жизнью. Очевидная связь проявляется в основном в мифах о божествах и полубожествах, выступающих покровителями тайных культов: Деметре и её дочери Коре (Персефоне) — покровительницах земледелия и Элевсинских мистерий, Дионисе, который возглавлял посвящённые ему полутайные культы, а также всенародные праздники, великие и малые дионисии; об Орфее, мифическом поэте, певце, основателе и покровителе секты орфиков; о кабирах, тайный культ которых действовал на Самофракии; о куретах, тельхинах, дактилях. Связь мифа с обрядом прослеживается в рассказах о подвигах героев — Геракла, Тесея и др., где упомянуты учреждённые героем в память о его подвиге игры — Олимпийские, Истмийские, Немейские и др. Первоначально они были обрядовыми действами.
Следы взаимодействия обрядности и мифологии заметны в Ветхом Завете. По мнению ряда библеистов, особенно Юлиуса Велльгаузена, многие повествовательные сюжеты Библии первоначально представляли собой обоснование каких-либо древних обрядовых действий. Так, рассказ о жертвоприношении Авраамом своего сына Исаака, которое в последний момент было отменено Богом (Быт. 22:1—18), не может рассматриваться как реминисценция действительно существовавшего института человеческих жертвоприношений, а является мифологическим обоснованием ритуала посвящения божеству «первородных» сыновей, что было в свою очередь символической трансформации ещё более древнего ритуала инициации мальчиков. Связь обряд — миф отразилась также в обычае обрезания мальчиков. В книге Бытия введение этого древнего обычая, происхождение которого было забыто, объяснено прямым повелением Бога Аврааму (Быт. 17:10, 11 и др.) и представлено как знак заключения народом завета (договора) с Яхве. Этот обычай стал своего рода этноразличительным признаком. Мифологическое обоснование получил в Библии также древний скотоводческий обычай вкушения весной мяса ягнёнка. Его установление связано с рассказом об освобождении евреев от египетского рабства (Исх. 12:3—28). Рассказ о законодательстве Моисея, его встречах с Богом на горе Синай (Исх. 3 и др.) представляет собой мифологическое истолкование и кодификацию древних и более поздних обрядовых предписаний и запретов, которым следовали еврейские племена частью ещё в кочевой период, частью в ханаанскую эпоху.
В Евангелиях имеется ряд сюжетов, которые рассматриваются как мифологизация ритуалов. Так, рассказ о Крещении Господнем может содержать историческую основу, но представляет собой новое мифологическое обоснование традиционной практики водяного обрядового очищения. Известно большое число примеров обратной зависимости: народных и церковных обрядов, которые были построены на мотивах евангельских повествований. Такие инсценировки содержат в себе календарные обряды и праздники народов Европы. Наряду с обычаями и обрядами местного и нередко дохристианского происхождения, имеется много таких, которые изображают в лицах эпизоды евангельской истории: прежде всего это средневековые мистерии — инсценировки Рождества Христова, драматизация пасхального цикла — страстей Христовых, начиная с использования «пальм» или заменяющих их ветвей ивы или иных деревьев, относящихся к ритуалу Входа Господня в Иерусалим, и вплоть до торжественного празднования Воскресения Христова, с возжиганием огней, облачения в торжественные светлые ризы, взаимных поздравлений — «Христос воскресе», колокольного звона и др. В большинстве случаев эти религиозные инсценировки теряли характер строгого обряда и становились народным развлечением, а отчасти входили в официальную церковную литургику.

## Мифы и легенды
Легенда представляет собой фольклорное произведение, включающее элементы чудесного, фантастического, воспринимаемые в качестве достоверных событий, происходивших на границе исторического и мифического времени или в историческое время. Понятие легенда наиболее определено для европейской культуры. В европейском фольклоре тексты, связанные с именами заранее известных персонажей, повествующие о событиях и времени, воспринимаемые как исторические, обычно делятся на легенды и предания. Легендами называются в основном нарративы о персонажах священной истории (евангельских персонажах, христианских святых, исламских подвижниках), преданиями — нарративы о персонажах мирской истории, и элемент чудесного в данном случае не является обязательным. Различение легенд и преданий актуально именно для традиций, в которых новая религия сменила более ранние мифологические системы, что произошло только в христианской и исламской культурах.
В традициях, в которых мировая религия (например, буддизм в Индии) не заместила более ранние мифологические системы, а также в политеистических культурах эта двойственность выражена слабо. Теряет смысл это разграничение в тех традициях, в которых священная история не противопоставляется мирской (профанической). В таких культурах существует единый «исторический» жанр, который противопоставлен мифу, сказке и иногда эпосу. Этот жанр именуется легендами условно. Легенды в данном случае противопоставляются другим жанрам по различным критериям. Как и легенда, миф характеризуется уверенностью носителей в достоверности нарратива и наличием элемента «чудесного». Противополагаться миф и легенда могут по таким признакам, как, например, принадлежность текста — принадлдежит ли нарратив всему племени или только отдельному роду. Согласно американскому антропологу Эдварду Сепиру, в культуре индейцев нутка космогонические и антропогонические мифы, то есть касающиеся всех, знают и имеют право рассказывать все члены племени, тогда как легенды, рассказы о событиях, положивших начало роду, считаются «собственностью» только членов конкретного рода. Здесь заметна общая для легенд разных традиций особенность — приуроченность к историческому времени, или к границе мифического и исторического времени. Также в культурах, где не произошла смена религиозной системы, легенда может противопоставляться мифу по статусу, то есть иметь разную степень сакральности, по наличию или отсутствию связи с культом, по персонажам. Так, герои легенд обликом не отличаются от носителей традиции, хотя обладают способностями, превышающими человеческие. В ряде случаев прообразами героев легенд становятся реальные личности.
В любых традициях в сравнении с мифом легенда менее сакрализована и повествует о более поздних событиях. В непрерывных традициях легенда соотносится с мифом синхронно, в традициях, где произошла смена религиозной системы — диахронически. В таком случае мифы являются одними из источников легенд. Легенда принадлежит к числу жанров, находящихся между мифом и историческим описанием. В непрерывных традициях существование легенд определено потребностью в «историческом» жанре, тогда как в традициях второго типа легенда выполняет ряд других функций. В христианской мифологии основным признаком легенды выступает не столько её «историчность», сколько неканоничность.
Предшествующие мифы вытесняются из повествовательных жанров, но их содержание сохраняется в ритуале, несюжетных ритуальных текстах и несакральных сюжетных текстах (былички и сказки). Эта ситуация создаёт потребность в жанре, воспроизводящем сюжетику предшествующей традиции. Христианские легенды являются нарративами, аксиологический статус которых снижен в сравнении с каноническими текстами. Канонические повествования в новой системе ритуалов имеют тот же статус, которым обладает миф в традиционных ритуальных системах. Низкий статус легенды в сравнении с каноном устраняет противоречия в рамках синкретического народного христианства. Апокриф, напротив, нередко претендует на большую «истинность» в сравнении с каноном. Жанры апокрифа и легенды близки в необходимости для них заданного «прежде» канона. Легенды были включены в новую религиозную систему с помощью отнесения их сюжетов к христианским святым, с которыми были отождествлены герои прежних мифологических сюжетов, при этом события этих повествований воспринимаются как более поздние и менее ценные, чем евангельские. Легенды о христианских святых отчасти воспроизводят сюжеты дохристианских мифов, становясь одним из средств переноса старой мифологии в новую христианскую среду. В жития святых, статус которых ниже статуса священного писания, возможно заимствование нехристианских мотивов. Легенда становится средством переноса именно сюжетных элементов прежней мифологии в отличие от отдельных признаков персонажей и представлений, которые могут сохраняться лишь в виде упоминаний в заговорах, пословицах, приметах и др. Житийные легенды, принадлежат к историческому жанру, в то же время связаны с календарным ритуальным циклом.
Отдельную категорию составляют христианские легенды о ветхозаветных персонажах (например, в русских духовных стихах, которые характеризуются как легенды или апокрифы, спетые былинным стихом), а также Бог и Дьявол. Специфика этой разновидности легенд заключается во времени, к которому относится повествование — евангельская, ветхозаветная эпохи или эпоха творения, в рамках христианства выступающие в качестве мифического времени, что сближает эти легенды с мифами. Такие легенды включают сюжеты борьбы громовержца с его противником или рассказы о сотворения мира. Место громовержца может занимать Бог, его противника — Дьявол. В других вариантах роль громовержца играет Илья-пророк. Противник громовержца считается Дьяволом. Он может сохранять своё имя или в результате инверсии выступать под именем самого громовержца. Такие нарративы вызваны стремлением соотнести главные сюжеты с высшими уровнями системы или воспроизвести сюжеты, невозможные без главных персонажей данной системы. К это категории принадлежит сюжет творения, распространённый в дуалистических космогонических легендах, например о совместном творении мира Богом и Дьяволом. Типологически такие легенды близки к мифам о культурных героях трикстерах (полинезийский Мауи и др.), сотворивших острова и др. Функционально эти легенды являются компенсацией свойственной мифологии дуалистической структуры в условиях новой моноцентрической мифологии. Несмотря на сближение с мифами, эти легенды имеют маргинальный характер лишены непосредственной связи с культом.
Ряд европейских легенд повествуют о событиях, происходящих в абстрактном неуточнённом времени, что сближает их с притчами и сказками. В частности, святые выступают таких сюжетах в качестве мифологических персонажей — как существовавшие «всегда». Легенды этого типа могут повествовать о связях святых с обычными людьми, например, легенда о святом Николае Угоднике, защитившем пахаря от Ильи-пророка. Такие эпизоды могут включаться в сказку.
Сюжеты других легенд помещены в историческом времени конкретного этноса и пересекаются с преданиями. Они могут существенно сближаться во времени с носителями или опережать его, переходя в эсхатологическое время, которое, однако, часто сохраняет связь с историческим — точные датировки конца света или отнесение его к обозримому будущему. Эсхатологические легенды обнаруживают сходство и с легендами об утопических странах или обществах (русское Беловодье). Социально-утопические легенды граничат с жанром преданий, поскольку могут включать сюжеты об исторических, несакрализованных лицах, которым придаётся функция восстановления нарушенной справедливости и установления утопического благополучия, что связывает их с культурными героями, но переосмысленными в рамках поздних социальных отношений. Такова, например, легенда о старце Фёдоре Кузьмиче (Александре I).

## Мифы и предания
Преданием называется фольклорный текст с установкой на достоверность и с факультативным (в отличие от легенды) наличием элемента чудесного, несакральные и несказочные нарративы. Сюжеты преданий существуют в историческом времени и повествуют об исторических или квазиисторических персонажах. В отличие от легенды, этот жанр никак не связан с циклическим временем. Установка на достоверность, истинность отражена в жанровых самоопределениях предания, например, русских «быль», «бывальщина» и др. Понятие предания имеет точный смысл для традиций типа европейской только в противопоставлении жанру легенды. Легенда может рассказывать о персонажах священной истории, канонизированных святых или мифологических персонажах, тогда как предание повествует в основном об исторических лицах. Чудесное может присутствовать в предании, в этом случае исторические лица наделяются фантастическими свойствами. В традициях, в которых нет противопоставления мирской и священной истории, и шире традиции, где не происходила смена религиозно-мифологической системы, выделение отдельных жанров предания и легенды невозможно, в них присутствует единый жанр «исторического» повествования.
В отличие от легенд, действие преданий относится только к историческому времени, не касаясь ни мифического, ни настоящего времени. Временная дистанция, отделяющая действие сюжета от времени носителей, отличает предания как от утопических легенд, описывающих настоящее или эсхатологическое будущее, а также и от сказов, меморатов, слухов и др., события которых близки по времени к носителям. Если такие нарративы не исчезают «за давностью», временная дистанция делает их в преданиями.
Историческое имя составляет конструктивный фактор преданий, прежде всего исторических, которые образуют «ядро» данного жанра (собственно предания). Кроме того, существует ряд пограничных с преданиями нарративов. Фантастический элемент, который может присутствовать в исторических преданиях, не переводит нарратив в жанр легенды. Напротив, отсутствие этого элемента является решающим жанровым признаком для других видов преданий. Исследователи выделяли такие виды преданий, как мифологические, натуралистические (о происхождении растений и животных), географические (о происхождении местностей, элементов рельефа, топонимов, полезных ископаемых) и др., однако большинство современных исследователей относит эти нарративы к жанру легенд. В частности, «мифологические предания» отчасти относятся жанру быличек, меморатов). Этиологические тексты и тексты, описывающие исчезнувшее население конкретной местности принадлежат к мифам и легендам. Часть этих нарративов лежат между преданиями и другими жанрами, поскольку в них отсутствует фантастический элемент. К таким текстам относятся рассказы о происхождении топонимов, населённых пунктов, памятников (например, «каменных баб»), кладов. Фольклорист В. Я. Пропп выделял особый жанр этиологических рассказов, объединяющий фантастические и нефантастические повествования и противопоставленный и легендам, и преданиям.
Выделяется категория семейных преданий, передающихся в рамках конкретного рода или семьи, если это краткая традиция. Часто они также пограничны с легендами и в то же время, благодаря использованию исторических имён, сближаются с историческими преданиями. К последним близки предания, в которых действует «коллективный» герой (о разбойниках, захватчиках и др.), которые, тем не менее, часто привязаны к одному историческому или квазиисторическому герою (цикл, связанный с Яношиком в словацких разбойничьих преданиях).
Предание как жанр, связанный с «историческим» временем, архаизирует и мифологизирует не господствующую религиозную систему, как это делает легенда, а представления о мирской истории. В культурах, где предание противопоставлено письменным историческим жанрам, роль предания заключается в преобразовании цепи событий в набор мифопоэтически осмысленных сюжетов, наделении исторических персонажей фольклорно-мифологической значимостью. Истинность предания для носителя выше достоверности письменной, в том числе официальной, истории. Произведения раннеисторических письменных жанров могут использовать отсылки к преданию, которые в рассматриваются как доказательство и гарантия достоверности, что типологически сближается с подобными ссылкам на устную традицию в письменных эпосах, например, в «Слове о полку Игореве» («по былинам сего времени»), «Песни о Хильдебранде», «Махабхарате», «Рамаяне». Предания широко использовались в раннеисторических письменных текстах — летописях и хрониках, а также в античных биографиях, близких к историческим жанрам. Плутарх, излагая мифологические сюжеты, делает их подобием преданий.
Предания имеют свои мотивы, но преимущественно они воспроизводят мифологические схемы, которые адаптируют к историческим или квазиисторическим событиям. Как правило, это схема или эпизоды биографии культурного или сказочного героя (чудесное рождение, чудесные свойства или владение чудесным предметом), которые атрибутируются историческому лицу. Мифологический герой «модернизируется» и «социализируется». Так появляется часто присутствующий в преданиях мотив заступника, защитника угнетённых.

## Мифология и религия
Вопрос о соотношении религии и мифологии решался по-разному исследователями разных направлений. Мифологическая школа ещё не ставила этого вопроса прямо, поскольку религией в то время считались лишь сложные вероучения — христианство, ислам, иудаизм и др., а мифология рассматривалась как древняя поэзия. Мифологическая школа не отделяла мифологию от народных религиозных верований.
Впервые понятие «миф» к христианскому вероучению применил историк религии и либеральный богослов Давид Штраус («Жизнь Иисуса», 1835), пытавшийся очистить облик исторического Иисуса от мифических напластований. Этнографы эволюционной школы больше сблизили мифологию и религию. Эдуард Тэйлор считал, что в основе мифологии лежит примитивное анимистическое мировоззрение, из которого проистекает содержание религии. Этот взгляд по-разному варьировался этнографами — эволюционистами. Н. Н. Харузин рассматривал мифологию как мировоззрение первобытного человека, главный источник познания религиозных верований, поскольку мифологический материал используется в культе. Даниел Бринтон также считал, что сама мифология по существу религиозна, но, согласно ему, не религия происходит из мифологии, a мифология — от религии, а подлинные мифы составляют результат проникновения в божественное, которое является единственной основой религий. К. Прёйс отмечал, что миф является необходимой составной частью культа. Согласно А. Б. Рановичу, мифология всегда составляет один из элементов религии.
Уже с конца XIX века делались попытки разграничить мифологию и религию или противопоставить их. Целью было «обелить» религию, освободив её от компрометирующего мифологического элемента, «наивных или забавных» рассказов. Так, Фрэнк Джевонс писал, что миф — это ни религия, ни источник религии, а первобытная философия, наука и отчасти художественный вымысел. Она способна лишь отбирать мифы, отбрасывая несовместимые с ней. С. Рейнак рассматривал мифологию лишь как собрание рассказов, тогда как религии присущи эмоции и действия.
Наиболее явно пытались размежевать религию и мифологию сторонники теории прамонотеизма (Эндрю Лэнг, Вильгельм Шмидт и их последователи). Религия представлялась чисто моральным мировоззрением, лишённым низменных мифологических мотивов. Таких мотивов якобы не было в первобытной религии. Основоположник теории прамонотеизма Лэнг писал о двух течениях в религии — религиозном и мифическом. Первое даже у дикарей лишено магических обычаев умилостивления духов, второе наполнено магией, обманом. Глава венской школы Шмидт утверждал, что мифологические элементы в религии являют собой поздние наслоения, которые затемняют первоначальный возвышенный, морально чистый образ небесного единого бога.
Ряд авторов разграничивали миф и религию путём сужения понятия первой. Вильгельм Вундт считал, что религия присутствует только там, где есть вера в богов, в то время как мифология охватывает веру в духов, демонов, в души людей и животных, что представляет собой лишь начатки религии. По мнению П. Эренрейха, мифология вначале не была религиозной и лишь на поздних стадиях развития связывается с религией.
В противоположность теоретикам прамонотеизма марксисты рассматривают религию как явление отрицательное, а мифологию — как положительную культурную ценность, а примесь религии в мифологии портит её. Имре Тренченьи-Вальдапфель считал, что религия — реакционная сила, которая подчиняет человека тайным силам, в то время как мифология — сила прогресса, создающая положительных героев и прекрасные образы богов как высшую ступень самосовершенствования человека. По его мнению, в первобытном обществе мифология была частью религии, но позднее, на рубеже бесклассового и классового общества, мифотворчество отделилось от религии. Мифология стала прогрессивной частью фантазии, в которой человеческое самосознание вступило в борьбу против религии, старавшейся внушить человеку чувство зависимости от внешнего мира. С. А. Токарев отмечает, что выводы Тренченьи-Вальдапфеля основаны преимущественно лишь на развитой и поздней мифологии, в основном греческой.
В современной науке преобладает мнение о тесной связи мифологии и религии, которые при этом остаются самостоятельными. Сама по себе мифотворческая деятельность не включает ничего религиозного, о чём свидетельствуют австралийские мифы, мифы Океании, народов Африки и Америки. Самые элементарные из них отвечают на вопросы об устройстве окружающего природного мира. Но если мифы объясняют явления социальной жизни, обычаи, нормы поведения (разделение по возрасту и полу, родственные, межплеменные отношения и др.), это объяснение становится мифологическим обоснованием и оправданием социальной практики, их санкцией и сакрализацией. Сакрализованные социальные нормы становятся обязательными. Миф выполняет важнейшую социально-нормативную функцию. Социальная практика обосновывается и освящается отсылкой к мифическому прошлому, когда мифические предки, культурные герои, демиурги установили данный обряд или социальную норму. Возникает связь между мифами и религиозными обрядами. Миф разъясняет и обосновывает религиозную церемонию, а церемония, в свою очередь, воспроизводит в лицах рецитируемый или пересказываемый миф. Это тесное взаимодействие мифа и обряда вызвало длительный спор в науке: что является первичным, а что производным — миф или обряд. В классовом обществе боги начинают олицетворять прежде всего социальную власть.
Мифология поставляет материал для содержания религиозных верований, но она является наиболее существенным элементом религии. Ещё Уильям Робертсон-Смит писал, что основу древних религий составляли не верования и догматы, а обряды и ритуал, участие в котором членов общины было обязательным. Во многих религиях мифологический компонент является второстепенным, необязательным. Так, у древних греков, у которых мифология достигла особого развития и разнообразия, мифы не составляли сути религии. Вера в мифы не была обязательной. Образованные люди могли отрицать реальность мифа до тех пор, пока они с почтением относились к богам — покровителям города и выполняли религиозные обряды. В некоторых религиях мифологическая сторона играла неприметную роль и почти отсутствовала, например, в конфуцианстве. Мифология и религия имеют общее — олицетворяющую фантазию, поэтому уже на ранних ступенях развития мифологические представления включаются в область религии. Фигурирующие в мифологии события относятся к отдалённому прошлому (мифологическая эпоха). В религии имеются культовые мифы, связанные с религиозно-магическими обрядами, в которых обряд обосновывается характерным для мифологии способом: учреждение обряда относится к мифологической древности, связывается с мифическими персонажами, а сам миф, как и обряд, становится священным, тайным. Сливаясь с религиозно-магическими обрядами, мифы образуют существенную часть содержания религиозных верований. На поздней стадии развития, в мировых религиях, мифы становятся религиозными догматами. Но у ряда народов (древние греки и др.) масштабное развитие мифологической фантазии приводило к тому, что и отвлечённо философские идеи могли облекаться в мифологическую форму. Мифология и на ранних, и на поздних ступенях исторического развития иногда могла сохранять некоторую независимость от религии.

## Мифы и эпос
Мифы стали важнейшим источником формирования героического эпоса, особенно мифологические нарративы о первопредках — культурных героях. Ранняя эпика, которая развивалась в эпоху разложения родо-племенного строя, содержала героику ещё в мифологической оболочке; с использованием языка и концепций первобытных мифов. Второстепенный источник развития архаического эпоса — исторические предания; в некоторой степени эти жанры сосуществуют, почти не смешиваясь.
Позднее в условиях государственной консолидации развиваются классические формы эпоса с опорой на исторические предания. В них присутствует явная тенденция к демифологизации. На первый план выдвигаются отношения реальных племён и архаических государств. Архаический эпос изображает прошлое племени в качестве истории «настоящих людей», человеческого рода, поскольку человечество, племя или группа родственных племён в восприятии совпадают; рассказывается о происхождении человека, о том, как добывались элементы культуры и защите их от чудовищ. Эпическим временем в этих памятниках выступает мифическая эпоха первотворения.
Архаическая эпика, как правило, содержит в значительной степени мифологическую, дуальную систему непрестанно враждующих племён — своего, описанного как человеческое, и чужого, ассоциируемого с демонским началом; однако на втором плане в эпосе могут присутствовать также другие мифические миры и племена. Борьба между племенами — конкретное выражение защиты космоса от сил хаоса. «Враги» по большей части связаны с хтоническим, ассоциируются с такими вещами, как подземный мир, смерть, болезнь и т. п., тогда как «своё» племя локализуется на «средней земле», ему покровительствуют небесные боги. Так, чисто мифологическим в основе является оппозиция якутских демонских богатырей абасы, покровителями которых выступают духи болезней, хтонические демоны абасы, и человеческие богатыри айы, которым покровительствуют айы. Данное мифологическое противопоставление в сюжетах якутских богатырских поэм наложено на оппозицию предков якутов — группы  тюркских племён-скотоводов — окружающим тунгусо-маньчжурским племенам, которые занимаются лесной охотой и рыболовством.
Эпос алтайских тюрок и бурят не содержит резкого разделения на два враждующих племени (буряты сохраняют такое деление применительно к небесным богам и духам), однако богатыри сражались против различных чудовищ-мангадхаев в бурятских улигерах или против чудовищ, подчинённых Эрлику, хозяину преисподней, в алтайском эпосе. С чудовищами боролись шумеро-аккадские персонажи Гильгамеш и Энкиду, грузинский герой Амирани, греческие герои Персей, Тесей, Геракл, герои германо-скандинавской и англосаксонской традиций Сигмунд, Сигурд, Беовульф. В архаическом эпосе распространена чисто мифологическая фигура — «мать» или «хозяйка» демонских богатырей. Примеры включают старую шаманку абасы якутских поэм, старуху-куропатку — мать, породившую алтайских чудовищ, безобразную мангадхайку эпоса бурят, «лебединых старух» в традиции хакасов, хозяйку Страны севера Лоухи у финнов и др. Этих персонажей сравнивают, с одной стороны, с мифическими — эскимосской Седной, кетской Хоседэм, вавилонской Тиамат, а, с другой стороны, с персонажами из более развитых эпосов — королевой Медб ирландских саг, матерью Гренделя в сюжете «Беовульфа», старухой Сурхайиль в тюркском «Алпамыше» и т. д.
«Своё» племя в рамках архаической эпики не наделяется историческим именем. Нарты или сыны Калевы представлены просто племенем героев, богатырей, которые противостоят как хтоническим демонам, так и отчасти собственным измельчавшим потомкам. Развитые эпосы — германский, греческий, индийский изображают готов и бургундов, ахейцев и троянцев, пандавов и кауравов, уже исчезнувших в качестве самостоятельных племён, лишь как один из компонентов, вошедших в «этнос» носителей конкретного эпоса; они выступают в первую очередь в качестве героических племён из давнего героического века, представлены как героический, мифический, образец последующих поколении.
В некоторых аспектах нарты и близкие к ним героические племена могут быть сопоставлены с действовавшими в прошлом первопредками, персонажами древних мифов (кроме того, что эти племена воспринимаются в качестве предков народа — носителя конкретной эпической традиции), а время их жизни и славных деяний — с мифическим временем наподобие «времени сновидения». Герои наиболее архаических эпических поэм и сказаний наделены реликтовыми чертами первопредков или культурных героев. Так, старейший и самый популярный герой якутского олонхо Эр-Соготох («муж-одинокий») представлен в качестве богатыря, который живёт одиноко, не знает других людей и не имеет родителей (откуда его прозвище), поскольку он является первопредком человеческого племени.
Якутский эпос повествует и о другом типе богатыря, который был послан небесными богами на землю, чтобы исполнить особую миссию очищения землю от чудовищ абасы — также деяние, типичное для мифологического культурного героя. В эпосе тюрко-монгольских народов Сибири присутствует также мифологическая пара первых людей, представленных как родоначальники, устроители жизни на «средней земле». Бурятские улигеры рассказывают, как сестра сватает брату небесную богиню, для того, чтобы продолжить человеческий род. Родоначальники-первопредки занимают существенное место в осетинских сказаниях о нартах: Сатана и Урызмаг, согласно сюжету, сестра и брат, которые стали супругами, а также братья-близнецы Ахсар и Ахсартаг (они сравнимы с близнецами Санасаром и Багдасаром, представленными как основатели Сасуна в древней ветви армянского эпоса). Черты культурного героя явно представлены в образе древнейшего нартского богатыря Сосруко.
Ещё более яркие черты культурного героя-демиурга обнаруживается карело-финский Вяйнямёйнен и отчасти его «двойник» — кузнец-демиург Ильмаринен. Первый в значительной мере может быть сопоставлен со скандинавским богом Одином, который также имеет функцию культурного героя — шамана; отрицательным его вариантом выступает плут Локи. Связь персонажей Одина, Тора, Локи с традициями культурных героев способствовала их превращению в героев архаической эпохи.
Классическик формы эпоса также 
обнаруживают мифологический слой. Так, черты культурного героя сохраняет Рама
в индийской «Рамаяне»; он признан уничтожить демонов, что напоминает Барида и ряд других дравидских мифологических персонажей. Монгольский эпос о Гесере тоже повествует о миссии борьбы героя с демонами во всех четырёх странах света, что находится в соответствии с архаической космологической моделью. Гесер обладает и чертами трикстера. Эпосы древних аграрных цивилизаций широко используют в качестве моделей построения сюжетов и образов специфичные для данных цивилизаций календарные мифы.
Большое число образов эпических героев, даже имеющих исторические прототипы, определённым образом соотносятся с конкретными богами и их функциями. По этой причине в некоторых сюжетах или фрагментах сюжетов воспроизведены традиционные мифологемы — что, однако, нельзя рассматривать как доказательство происхождения данного эпического памятника в целом из мифов или ритуальных текстов.
Жорж Дюмезиль считал, что индоевропейская трихотомическая система мифологических функций (включающая магическую и юридическую власть, воинскую силу, плодородие) и соответствующие этой схеме иерархические или конфликтные соотношения богов на «героическом» уровне воспроизведят «Махабхарата», римские легенды или осетинские версии нартских сказаний. Пандавы в «Махабхарате» фактически представлены в качестве сыновей не бесплодного Панду, а богов (дхармы, Вайю, Индры и Ашвинов); их поведение в некоторой степени повторяет функциональную структуру, куда включены эти боги. Реликты данной структуры Дюмезиль усматривал и в сюжете «Илиады», в котором Парис, который выбрал Афродиту, восстановил против себя богинь Геру и Афину, представлявших другие мифологические функции, и вызвал войну. В рассказе о разрушительной войне между пандавами и кауравами Дюмезиль также видел перенос на уровень эпоса эсхатологического мифа. Аналогичное явление наблюдается в ирландской традиции. С учётом мифологической субструктуры героических эпопей Дюмезиль указывал на ряд эпических параллелей в сюжетах древней литературы индоевропейских народов, включая скандинавскую, ирландскую, иранскую, греческую, римскую, индийскую. В то же время классические формы эпоса, хотя и сохраняя связь с мифом, в отличие от архаических эпосов, имеют опору в исторических преданиях, используют их язык для рассказа о событиях далёкого прошлого, которое является не мифическим, а историческим, точнее — квазиисторическим. Отличие от архаического эпоса не столько в степени достоверности рассказываемого, сколько в географических названиях, исторических наименованиях племён и государств, царей и вождей, войн и переселений. Эпическое время близко к мифическому, представляясь в качестве начального времени и времени активных действий предков, что предопределило последующий порядок. Однако эти сюжеты повествуют не о творении мира, а о самом начале национальной истории, устройстве ранних государственных образований и т. д.
Сюжеты о мифической борьбе за космос против хаоса преобразованы в повествования о защите своей родственной группы племён, государств, веры от захватчиков, насильников или язычников. В то же время в этих нарративах у эпического героя отпадает шаманский ореол, сменившись на чисто воинскую героическую этику и эстетику. Как и миф, носители традиции не воспринимают героический эпос как вымысел, и в этом смысле эпос может быть почти в равной мере противопоставлен сказке. Лишь в рамках романического эпоса, такого как рыцарский роман, сливаются линии героического эпоса и волшебной сказки. Романический эпос уже осознают как художественный вымысел.

## Мифы и сказки
Архаический фольклор с трудом позволяет установить различение мифа и сказки. Носители традиции выделяют две формы повествования (пыныл и лымныл — в культуре чукчей, хвенохо и хехо — у фон (Бенин), лилиу и кукванебу — у киривна в Меланезии и др.) только условно могут соотноситься с мифами и сказками.
Большинство исследователей не сомневаются в происхождении сказок из мифов. Архаические сказки сюжетно связаны с такими явлениями, как первобытные мифы, ритуалы, племенные обычаи. Мотивы, которые характерны для тотемических мифов и в особенности мифологических анекдотов о трикстерах, широко отразили сказки о животных. Мифологическое происхождение имеет универсальная по распространению волшебная сказка о браке с чудесным «тотемным» существом, которое временно сбросило звериную оболочку и приняло облик человека (ср. сюжеты AT 400, 425 и др.): чудесная жена (в более поздних вариантах — чудесный муж) одаривает своего избранника удачей в охоте, мёдом (если она пчела), богатым урожаем и др., однако покидает его по причинам нарушения им некоторого запрета (не называть её по имени, не ругать и др.). Сказки, повествующие о посещении других миров с целью освободить находящихся там пленниц (AT 301 и др.) представляют собой аналоги мифов и легенд о странствиях шамана или колдуна за душой больного или умершего. Распространённые сказки о группе детей, которые попали во власть такого персонажа, как злой дух, чудовище, людоед, и их спасает находчивость одного из них (AT 327 и др.), или об убийстве сильного змея — хтонического демона (AT 300 и др.), содержат мотивы, специфичные для посвятительного обряда.
Предпосылкой трансформации в сказки обладающих обрядовой основой мифов, бывших частью ритуала или комментарием к нему, стал разрыв прямой связи мифов и ритуальной жизни. Исчезли специфические ограничения на рассказывание мифа, в число слушателей были допущены непосвящённые (женщины и дети), что невольно изменило установку рассказчика на вымысел, внимание стало концентрироваться на развлекательности, вера в достоверность содержания ослабла. Из содержания исчезла наиболее священная часть, усилилось внимание к семейным взаимоотношениям персонажам, таким элементам как их ссоры, драки и т. п. Если мифу была свойственна установка на строгую достоверность, то в сказке она сменяется на нестрогую, что приводит к более сознательному и свободному вымыслу.
В генезисе сказки существенную роль играет демифологизация времени и места действия. Строгая локализация событий, если она имела место, сменяется неопределённостью времени и места действия. В итоге демифологизируется и результат действия — в сказке нет характерной для мифа этиологичности. В рамках мифа действия демиурга, даже подобные трюкам мифологического трикстера, мифологические приобретения наделены коллективным и космическим значением, определяют космогонический процесс, включая происхождение света, огня, пресной воды и др.; сказка, повествуя о добываемых объектах и достигаемых целях героя, говорит о его личном благополучии, эти достижения имеют семейно-родовой, социальный характер. Например, герой волшебной сказки похищает живую воду, которая нужна ему, чтобы излечить больного отца (в гавайские или европейские сказки и др.) или добывает огонь для своего очага при помощи зверей (сказки фон); персонаж животной сказки (заяц, паук) при помощи хитрости похищает только для себя воду из колодца. Этиологический смысл мифа с временем вытесняют мораль (сказки о животных), стилистические формулы, которые намекают на то, что повествования недостоверно (в волшебных сказках). Демифологизируются также сами герои. Предпосылкой появления животных сказок стала десакрализация восходящих к сказаниям о мифологических трикстерах тотемных персонажей, в условиях сохранения зооморфности персонажей. Главным героем скахок о животных является зооморфный трикстер, его проделки составляют главные структурные элементы сюжета. В ходе забвения тотемических верований в животные сказки добавлялись бытовые мотивы.
Герой волшебных и волшебно-героических сказок демифологизируется с полной антропоморфизацией и в некотором смысле с идеализацией: он имеет божественных родителей, у него чудесное происхождение, иногда остаются тотемические особенности. При этом этот персонаж изначально не обладает магическими силами, которые согласно собственной природе имеет мифологический герой. В архаических сказках герой получает эти качества как результат инициации, шаманского искуса, особого покровительства со стороны духов. Сказочные сюжеты со значительным сохранением мифологической фантастики сохранились в культуре северозападных индейцев и др., где почувствуется о необычайных испытаниях сына или зятя солнца. Эти повествования представляют собой своего рода героические сказки, однако богатырство героя здесь ещё колдовского, шаманского характера. Персонаж, который затем впоследствии становится зятем солнца, был обнаружен в брюхе щуки, он сам способен обращаться в щуку, щука помогает ему — тотемический мотив; старуха даёт ему мешок с ветрами, при помощи которого герой тушит огонь, что насылает солнце, он охотится за дочерьми последнего, которые приняли образ коз или птиц, вместе с дочерьми солнца он улетает на землю.
В ходе демифологизации персонажа, как предполагается, произошло взаимодействие собственно мифологических нарративов и различных архаических быличек-рассказов о встречах, происходивших в недавнем прошлом со злыми или добрыми духами. Центральными персонажами быличек являются обычные люди. Демифологизация часто сопровождается акцентом на «не подающем надежд» герое, обездоленном в социальном плане, гонимом и униженном представителе семьи, рода или селения. Примерами могут служить многочисленные персонажи бедных сирот в фольклоре таких народов, как меланезийцы, горные тибето-бирманские племена, эскимосы, палеоазиаты, североамериканские индейцы и др. Эти персонажи обижены сородичами и соседями, но духи становятся на защиту этих героев. Различные признаки такого «низкого» персонажа («неумойка», «незнайка», «дурачок», который связан с золой и очагом, и др.) обладают большим значением — восходят к ритуально-мифологической семантике (важно ритуальное значение, которым наделяется грязь, зола, лень, безумие, очаг и пр.), сознательно обозначается именно социальная обездоленность героя. Сказки, где действующими лицами выступают сын или зять солнца и другие «высокие» герои, являются архаическими аналогами русских волшебных сказок про Ивана-царевича. Повествования о бедном сиротке — «грязном парне» аналогичны таким персонажам, как запечники — младшие братья, Золушка в сказках европейских народов, Иванушка-дурачок.
Классическая волшебная сказка сформировалась значительно позже, чем классическая животная сказка, уже за рамками первобытной культуры. Первая известна только в фольклоре цивилизованных народов в странах Европы и Азии. Она отличается от архаических сказочных повествований в большей мере, чем архаические от мифа. Формирование классической волшебной сказки подготовили упадок, хотя и неполный, мифологического мировоззрения, трансформация, в ходе которой конкретно-этнографическая фантазия перешла в обобщённо-поэтическую. Архаический фольклор показывает сказочную фантастику такой же конкретно этнографичной, как и в рамках мифа, основанной на определённых племенных верованиях, тогда как классическая волшебная сказка отрывает сказочную фантастику от этой основы, создаёт условную поэтическую мифологию. Так, чудесные существа русской сказки являются иными, чем в рамках русской былички, которая отражает сохраняющиеся в конкретной среде суеверия. Для сказки, но не для мифа, специфичной является категория волшебного, которая по своему происхождению связана с магическим и сакральным, но не тождественна им. В сказке поэтизируются не только мифические существа (баба-яга, змей, кащей и др.), но и сами магические трансформации и колдовские действия.
Собственно сказочную семантику можно интерпретировать лишь исходя из мифологических истоков. Однако в рамках сказочной семантики, но не мифологической, характерной является гегемония социального кода. Фундаментальные для мифа противоположности (жизнь — смерть и др.) в существенной мере оттеснены социальными коллизиями, которые выступают в форме внутрисемейных отношений. Архаическая сказка лишь намечает семейную тему: сказочная семья представляет собой символическое обобщение большой семьи: сюжеты, повествующие о семейных распрях, угнетении падчерицы или обиде младшего брата могут быть интерпретированы в качестве знаков разложения рода. В мотиве младшего брата, предположительно, косвенно отражается вытеснение архаического минората и рост семейного неравенства. Образ мачехи объясняется нарушением эндогамии. Мотив мачехи и падчерицы в ряде устойчивых сюжетов европейских сказок является альтернативным мотиву инцестуального преследования отцом дочери — стремления к крайнему нарушению экзогамии.
Нарушения норм семейно-брачных отношений (в формах инцеста или, напротив, женитьбы на слишком отдалённых невестах) и взаимных обязательств свойственников становятся причиной серьёзных коллизий также в мифах, где они приводят к разъединению изначально связанных элементов космоса. Для их воссоединения требуются медиация и медиатор. В сказочных сюжетах те же нарушения (лёгкая форма нарушения брачных запретов в сказочных сюжетах о тотемной жене, которая сбросила животную оболочку; похищение царевны как наложницы змеиным персонажем, который является слишком далёким партнёром; преследование отцом дочери — инцестуальный сюжет или мачехой падчерицы, которая является слишком далёкой женой отца и др.) даются в плане возможных социальных, но не космических последствий. «Правильный» брачный обмен всё в большей мере утрачивает свою коммуникативную функцию. В сюжетах палеоазиатских мифов о приключениях детей ворона, которые заключают «правильные» браки с существами, что персонифицируют и контролируют погоду и морской промысел — с социализированными силами космоса. В сказочных сюжетах, где повествуется не о племенном благополучии на фоне космоса, а о личном счастье на фоне социума, брак имеющего «низкий» статус героя с царевной или «низкой» героини и царевича, который сопровождает повышение социального статуса героя, является чудесным выходом для персонажа из социальной коллизии. Среди сюжетов классической сказки имеются повествования о чудесном рождении героя как форме идеализации персонажа, но чаще «высокое» происхождение облечено в социальные формы типа царевича. Свадьба имеет задачу преодолеть фундаментальные противоречия на семейном уровне, ею осуществляется медиация в оппозиции «низкого» и «высокого». В рамках архаических сказок тема женитьбы является периферийной. Семейные отношения в некоторых случаях становятся средством достижения хозяйственных успехов, получения магических предметов и т. п. В процессе перехода к классическим волшебным сказкам средство и цель поменялись местами. Даже в сюжетах о добывании диковинок поиски этих предметов, пера жар-птицы, живой воды и др., выступают только прелюдией к свадьбе царевны. В других сказках чудесные предметы являются только средством, обеспечивающем счастливый брак. Медиативная функция заключения брака сохраняется и в редких случаях, если и жених, и невеста обладают высоким социальным происхождением. В этих сюжетах герой часто сознательно скрыт под образом «низкого» и только затем обнаруживает своё настоящее происхождение, например, в сюжете о золотоволосом юноше и др.
В целом семантика волшебного сказочного сюжета характеризуется сохранением основного мифологического противопоставления «свой — чужой», которое характеризует взаимоотношения героя и антагониста. Эту оппозицию волшебная сказка проецирует на такие плоскости, как дом — лес (ребёнок — баба-яга), «наше» царство — иное царство (молодец — змей), родная — неродная семья (падчерица — мачеха) и др. Нормы семейно-брачных отношений описываются в плане той же оппозиции: от нормально экзогамного брака, который заключается с «тотемной» супругой и объединяет «человеческое» и «животное», до их предельного нарушения норм — инцеста.
Классическая волшебная сказка уже не представляет успех или неуспех героя как прямое следствие соблюдения магических предписаний, получения магических способностей по итогу инициации или шаманского искуса, родственной или брачной связи с духами. Сюжет отрывает чудесные силы от персонажа, они в существенной мере работают вместо него. Эти силы благоволят по отношению к герою при условии соблюдения весьма отвлечённых правил поведения, которым диктуется структура сказочного поступка, основной принцип этого поступка — герой обязан давать положительный ответ на любой вызов, в особенности тот, что ведёт к действию, даже если его источником является явным образом враждебное существо: всякое предписание следует выполнить, а всякий запрет нарушить. Эта формальная система поведения характерна для сказок и не исключает возможную морально-этическую составляющую поступков героя, включая вежливость, доброту, щедрость и др. При этом волшебные силы оказывают герою активную помощь в совершении подвига, нередко работают вместо него, однако в правильном поведении всегда проявляет себя добрая воля героя, а в неправильном — злая воля ложного героя.
Как и миф, развитые сказки обладают единой морфологической структурой: это цепь потери (бед или недостач) ценностей космоса или социума и их приобретения, которые связаны действиями героя, представляющими собой их результат. К числу этих действий принадлежат космогонические и культурные деяния демиургов в рамках мифа, проделки трикстера в сюжетах животных сказок, испытания героев в сюжетах волшебных сказок. Действия являются дистрибутивно тождественными, все эти деяния представляют собой промежуточные звенья между потерями и приобретениями. Однако миф и архаическая сказка выступают составляют метаструктуру по отношению к классическим волшебным сказкам. Архаическая сказка может повествовать о цепи потерь и приобретений, включающих неопределённое число звеньев. Она не всегда заканчивается положительным, счастливым финалом (приобретением), хотя он и встречается чаще отрицательного (потери). Все звенья являются в той или иной мере структурно равноценными и достаточно обособленными. Классическая волшебная сказка обязательно образует жёсткую иерархическую ступенчатую структуру из отдельных сюжетных звеньев, где одни сказочные ценности выступают средством для получения других. Аналогична и структура классической животной сказки, которая состоит из цепи трюков, также, пусть и в меньшей степени, чем в рамках волшебной сказки, иерархизированных один относительно другого. Иерархическая структура в волшебной сказке включает два или чаще три основных звенья, представляющих собой испытания героя: предварительное (дарителем контролируется знание героем необходимых правил поведения), основное (подвиг, который ведёт к разрешению начальной беды или недостачи) и дополнительное (испытание для идентификации: герою нужно доказать, что именно он совершил подвиг, после чего соперники и самозванцы посрамлены). Кончается классическая волшебная сказка всегда счастливо, обычно женитьбой на царевне и получением полцарства. Оказывается разрешена первоначальная беда-недостача, но также герой получает дополнительные приобретения как награду. Испытания героя в сюжете волшебной сказки могут быть сопоставлены с испытаниями, которые характерны для ритуалов посвящения (инициации) или брака (более поздних) в культуре архаических обществ и соответствующих этим ритуалам мифов. Через инициацию и иные переходные ритуалы, например, из одного возрастного состояния в другое, проходит каждый человек, то сказка, для которой характерен интерес к судьбе личности, широко применяет мифологические мотивы, связанные с посвятительными ритуалами. Этими мотивы отмечены вехи на пути персонажа (испытания, получение магических сил), мотивы становятся символами героичности, например, победа над змеем и т. п. Так, ряд основных символов, мотивов, сюжетов и частично общая структура волшебных сказок связаны с посвятительными ритуалами, чему посвящены исследования П. Сентива и более поздние исследования В. Я. Проппа и Джозефа Кэмпбелла. Однако эквивалентом классической формы волшебных сказок в сфере ритуала скорее выступает свадьба как более молодой и индивидуализированный ритуал в сравнении с ритуалом инициации, с которым он частично связан в своём происхождении. Отсюда отчасти верным является утверждение, что инициация является ритуальным эквивалентом соответствующих типов мифа и архаических форм сказок, а свадьба — развитых волшебных сказок. Большое число мотивов и символов, встречающихся в сказке (башмачок Золушки, кольцо, запекается в пирог, невеста рядится в свиную или старушечью кожу — в японском сказочном сюжете, невеста, оказавшаяся подставной, мнимой, невеста или жених бегут, запрещается называть родовое имя молодой жены и др.) объясняются брачными обычаями и обрядами различных народов мира. В конечном итоге эти мотивы и символы восходят также к древней ритуально-мифологической семантике. Сказка сопоставляется также со свадебным обрядом в целом: заключение брака с царевной или с царевичем становится конечной целью сказочного сюжета. Тем не менее, нельзя утверждать о принципиально ритуальном происхождении волшебных сказок, по той причине, что своеобразие фантастики сказочных сюжетов и жанровая форма сказки в значительной мере определяются также первобытными фетишистскими, тотемическими, анимистическими, магическими представлениями и специфическими особенностями мифологического мышления, мифологическими медиациями.
Основные жанровые показатели, которые на стилистическом уровне противопоставляют волшебные классические сказки в качестве художественного вымысла мифам, включают традиционные формулы сказки, отмечающие неопределённость времени и места действия — в зачинах сказки, указывающие на недостоверность — на небылицу через категорию невозможного в сюжетной концовке и т. д. Зачины и концовки в классической волшебной сказке полярно противопоставлены формулам инициации — которые указывают на мифическое время первотворения: «это было тогда, когда животные ещё были людьми» и т. п. — и формулам в финале этиологического характера архаических сказок. При этом в прямой речи в рамках сказочного повествования схематизировано сохраняются отдельные ритуально-магические элементы.

## Мифы и история
В архаических культурах, которые не имеют исторических текстов как таковых, роль этих источников выполняет мифология, помогающая решать задачи истории как познания. Больше значение у мифопоэтической традиции и в те эпохи, когда уже существует развитая историческая традиция, но также и совокупность мифологических описаний, стремящихся моделировать новый для мифопоэтического сознания исторический материал — описание как «извне», так и «изнутри», то есть автоописание. Проблема соотношения истории в качестве науки и мифа становится наиболее существенной для периода появления первых исторических описаний, но когда продолжают преобладать старые мифопоэтические схемы и тексты в основном космологического характера. Различаются история как наука о человеческих деяниях в прошлом и сформированная на Древнем Востоке теократическая квазиистория, в первую очередь о божественных деяниях, а также мифа, в котором, несмотря на сохранение квазивременной формы человеческие деяния почти целиком игнорируются.
Связь исторического начала и мифологического явно видна уже в космологических нарративах, ряд особенностей которых значительно повлиял на структуру раннеисторических текстов и их содержание. Это влияние заметно в построении текста в качестве ответа на вопрос: как правило серии вопросов и ответов, которая охватывает тему состава вселенной; в делении текста, заданном описанием событий, которые составляют акт творения, что соответствует последовательности отрезков времени с обязательным указанием начала; в описании последовательной организации пространства-космоса — направление задаётся извне вовнутрь; во введении операции порождения для того, чтобы перейти от одного этапа сотворения к последующему; в последовательном нисхождении от космологического и божественного на уровень «исторического» и человеческого; следствием предыдущего является совмещение последнего члена в космологическом ряду с первым членом в ряду историческом или квазиисторическом: первый культурный герой часто выступает на стыке этих двух рядов; он завершает устроение космоса, как правило, уже на узком земном уровне, и открывает культурно-историческую традицию через акт установления социальных норм; в указании социальных правил, в том числе, часто — правил брачных отношений членов одного коллектива и, как следствие, схем родства.
Уже мифопоэтические тексты помимо собственно космологических схем и схем системы родства и брачных отношений включают схемы мифоисторической традиции. Эти схемы составлены, как правило, из мифов и «исторических» преданий. Современные учёные часто ошибаются или выражают сомнения в правильности установления границ мифа и исторического предания, однако у самих носителей традиции это разграничение обычно трудностей не вызывает. Английский этнограф Бронислав Малиновский связывал «исторические» предания с участием человеческих персонажей, которые подобны носителям конкретной традиции, и с событиями, которые охватывает актуальная память коллектива, включая собственную память рассказчика, память родительского поколения, генеалогические схемы и др. В отличие от «исторического» предания, в рамках мифа повествуется и о событиях, немыслимых ни в каких иных условиях: так, с лёгкости производятся разные превращения, включая изменение тела, трансформацию человека в животное, переходы из одной сферы в другую. Различия между мифом и историей изучаются через сопоставление других видов «нарративной» прозы. По мнению Эдуарда Сепира, который исследовал соотношение мифа и легенды в культуре американских индейцев нутка, пришёл к выводу, что оба жанра рассматриваются носителями как сообщения об подлинных событиях, однако миф отнесён к туманному прошлому (мифическому времени), эпохе, когда мир был совсем иным; легенда описывает исторических персонажей, относясь к конкретному месту и племени, увязывается с событиями, которые имеют актуальную ритуальную или социальную значимость. В рамках четырёхчленной схемы «нарративов», включающей сказку, миф, историческое предание, священную историю, выделяются две пары признаков — «сказочный» — несказочный" и «сакральный» — «несакральный»: сказка является сказочной и несакральной; миф сказочный и сакральный; историческое предание — несказочным и несакральным; священная история — несказочной и сакральной. Учёные, исследовавшие эту область, включая Э. Сепира, Б. Малиновского, В. Сюдова, К. Скотта Литлтона, У. Бэскома, Ж. Вансину и др., дифференцировали разные жанры в пределах этой прозы, а также выстраивали цепь типологически возможных переходов между мифологическими и историческими повествованиями. К промежуточным формам принадлежат воспоминание, хроникальные заметки, свидетельские показания, повествования о происхождении, непосредственно примыкающие к историческому описанию, но восходящие к мифопоэтической традиции. Как с мифом, так и с историческими текстами, имеют связь также агиографические легенды и более широкая проблема «историзации» агиографических легенд и «мифологизации», или «деисторизации» исторических нарративов, вплоть до биографии реального исторического лица.
Первые образцы «исторической» прозы — в условном понимании историчности — в качестве «исторических» признают только собственные предания, тогда как предания соседних культур относятся к мифологическому времени и понимаются как мифология. За пределами времени, которое охватывает актуальная память — в бесписьменных традициях, как правило, не больше семи поколений — всё прошлое недифференцированно помещено одну плоскость, не проводится различие событий по их временной удалённости от рассказчика. В 1-м тысячелетии до н. э. большое число культур, от Средиземноморья до берегов Тихого океана, отчасти переживало формирование государства, впервые произошёл кризис в мифопоэтических установках. Традиционные формы космологических схем оказались не способны к удовлетворительному описанию и объяснению новых явлений. В старой космологической традиции описывалась лишь часть требующих объяснения ситуаций, поэтому требовались новые типы описания, включавшие также эти новые явления. От космологических нарративов и этиологических мифов, а также от более ранних квазиисторических текстов, культура переходит к раннеисторическому описанию, с течением времени формируя исторический взгляд на мироздание и историю как науку в её начальной стадии. Первоначально исторический взгляд был почти не отделим от мифопоэтического, затем стал альтернативным по отношению к последнему и, наконец, перешёл к его полному отрицанию. В раннеисторических текстах ещё заметны многие особенности космологического повествований. Так, они повторяют построение, которое предполагает ответ на серию вопросов. Так, зачин ранней русской летописи «Се повести времянных лет. Откуда есть пошла русская земля. Кто в Киеве начал переве княжити и откуда русская земля стала есть» опирается на длительную традицию. В некоторых случаях в раннеисторическом сочинении форма вопросов и ответов становятся лишь стилистическим приёмом, например, часто такое наблюдается в ирландских сагах, или локализуется только в конкретных местах текста, например, в китайских «Го юй», «Речах Царств». Следование предшествовавшей вопросно-ответной композиции объясняется, хотя бы частично, обилие в раннеисторическом описании диалогов, например, чередование их в китайской «Щуцзин», «Книге истории»). Геродот обращался к форме диалога, в некоторых случаях в форме вопросов-ответов, когда описывал события, свидетелем которых сам не мог быть и о которых ему никто не мог рассказывать как очевидец. Подлинные диалоги, обращения, речи и др., которые были известны этому автору, или вообще им не приводятся, или даны в изменённой форме. Сама форма раннеисторического описания обычно представляла собой ответ, который следует найти, для чего нужно совершить некоторые операции в отношении текста. Сюда относятся, в частности, метод рационалистической интерпретации мифов, осуществлённый Геродотом, и метод обратных умозаключений историка Фукидида. Поиск ответа в значительной мере ещё сохранял связи с процедурой получения ответа в рамках ритуалов, которые соответствуют космологическим нарративам.
Раннеисторические описание также сохраняют понимание времени и пространства, близкое к таковому в рамках мифопоэтической традиции. Историки Геродот, Фукидид и Полибий продолжали разделять циклическую модель времени, чем определяется несостоятельность геродотовской хронологии, как и «логическая» хронология Фукидида. Это восприятие авторы, создавашие раннеисторические описания, пытались преодолевать через «распрямление» последнего по времени цикла. Так, они составляли списки, упорядочивавшие элементы и соотносившие их с хронологией. Древнейшими примерами являются остатки древнеегипетской летописи, известной по «Палермскому камню», XXV века до н. э., ассирийские списки эпонимов — лимму, датируемые XII—VII веками до н. э., и особенно китайские тексты исторического характера, включая историю конкретного царствования, династии, анналы или родовые таблички, сохранившие имена предков и даты их жизни, появившиеся в эпоху Чжоу и др. Античные ранне-исторические тексты также включают большое число списков, которые соотнесены с временной осью, в том числе генеалогические поэмы наподобие «Коринтиаки» Евмела, погодные официальные записи, «Генеалогии», составленные логографами — Гекатеем Милетским и др. Генеалогии могли превращаться в хронологические ряды. Индийскую генеалогическую традицию начинают пураны — канонические индуистские тексты, и тексты квазиисторического жанра «Итихасы» — собственно «история». эта тардиция и особенно глубоко укоренилась в мифологическом материале и сохраняется в некоторых местах Индии до современности, часто тайным образом. Генеалогисты составляют списки, которые позволяют восстановить местную историю на протяжении трёх-четырёх столетий, а также заполняют, чаще всего мифологическим материалом, временной разрыв между мифологической «эпохой творения» и первопредков и историей последних веков. В недавнее время было описано большое число генеалогических традиций в таких регионах, как Океания, Африка, отчасти Южная, Центральная и Северная Америка.
Генеалогическим работам соответствуют сочинения географического характера, часто начинающие свои описания с объектов космологического пространства. В процессе перехода от космологической традиции к исторической, то есть от мифов к истории, «время» и «пространство» (а также соответствующие им персонифицированные и деифицированные объекты, такие как Кронос, Гея, Уран и др.) из участников мифологического нарратива, космологической драмы стали рамками, в которых и идёт исторический процесс. Этот переход стал возможным в условиях десакрализации понятий «время» и «пространство» и применения более свободных правил обращения с ними в новой области, которой стала истории. Ряд раннеисторических сочинений в большей мере способствовал утверждению исторического взгляда. К ним относятся повествования, где автор акцентируется на нескольких разных традициях (древнегреческим логографом Геллаником была составлена хронологическая схема всеобщей истории нескольких стран; Сыма Цянь составил «Исторические записки», ставшие первой сводной историей Китая), а также где автор, напротив, ограничил себя узким фрагментом описания («История» Фукидида, посвящённая Пелопоннесской войне; китайская «История Ранней династии Хань» семьи Бань). В обоих случаях текст максимально удаляется от сакральной сферы, в том числе от мифа. Миф присутствует и в этих текстах, но уже не играет определяющей роли в пределах общей концепции, а становится лишь эпизодом, деталью, элементом стиля сочинения.
Космологические концепции в некоторой степени задавали «ритм» и направление для раннеисторических описаний. Например, описывая историю городов, государств, династий, цивилизаций, историки использовали перешедшие из космологической сферы понятия, такие как рождение, рост, деградация и смерть как удобную схему описания, где сами эти процессы уже не были сакрализованными элементами космологической мистерии. Первые истории чаще построенные как описания царств (например , в древнекитайской традиции) и войн — исторический аналог космологических конфликтов. Одним из распространённых начал раннеисторического описания было основание города (Рим у Тита Ливия), которое продолжает сочетать миф и историю, а также косвенным образом отражает тему космологического творения. К наследию мифа в истории принадлежит также фигура родоначальника, основателя конкретной исторической традиции, которую нередко относят как к мифу, так и к истории либо вовсе сомневаются в её реальности (Ромул и Рем у римлян; Лях, Чех, Крак, Кий и др. в славянской традиции).
Уже Геродот и у ряд других ранних историков воспринимали свободу действий исторических персонажей как мнимую, представляя их только как исполнителей воли участников космологического действа. Аналогично — и в средневековой «провиденциалистской» традиции. Развитие понятия причинности в отношении истории и соединение этого понятия с идеей движения во времени больше всего способствовали становлению истории в качестве научной дисциплины и мировоззренческой конструкции историзма. В этом исключительными являются заслуги Фукидида. Постоянные ссылки на всесилие закона, детерминированность исторических событий, которые делал Геродот, имеют мало общего с представлением о естественных и доступных для постижения причин.
Ранние исторические описания сохраняли следы характерной для космогонии «порождающей схемы», перенесённой теперь на область, ранее рассматривавшуюся как статическая, аморфная, недифференцированная и не заслуживающая особого внимания — на историю человека. Направление истории было обычно нисходящим; при этом в космогонической схеме наибольшей сакральностью наделяется «начало» акта творения: созданная вселенная характеризовалась абсолютной целостностью и гармонией. Широкое распространение имели представления о четырёх веках; первый — золотой век, последний — наихудший и безнадёжный. Существовали и обратные схемы, в которых золотой век относился к концу, увенчивая путь развития — в различных хилиастических концепциях.
Ранние исторические труды (например, древнегреческие) относились к жанру повествовательной литературы, самым тесным образом связанной с эпосом, мифологические основы которого не подвергаются сомнению. Для логографов и Геродота характерно широкое включение в исторические повествования фольклорного, в том числе сказочного материала. Римская историография во многом связанная с восхвалениями в рамках похоронного обряда (лат. laudatio funebris) и её более поздним продолжением — жизнеописанием усопшего, также имеет фольклорные источники. Так, многие черты фольклорной стилистики заметны у Тацита. Тот факт, что раннеисторические описания, в особенности у Геродота, содержат много мифологических и фантастических материалов (рационалистически обработанных), постоянные известия о затмениях, землетрясениях, вмешательстве слепого случая (Тихе), о роли предзнаменований и др., свидетельствует, что эти описания были прямым наследием мифопоэтической традиции. Аристотель именовал Геродота «мифологом» (др.-греч. μυθολόγος). В то же время значимы и способы «рационализации» мифа, разделения между собственно историческим и новеллистическим материалом, что позволило Геродоту перейти от мифологии к истории. Исторические условия сложения эпических традиций в ряде случаев сильно разнились и порождали тексты с очень различным соотношением мифологического и исторического. Известны как мифологизированные индийские эпические поэмы («Махабхарата», «Рамаяна») и пураны, так и сильно «историзированные» испанская «Песнь о моём Сиде» и исландские королевские или родовые саги.
Высвобождение истории из мифа наблюдается как в текстах, которые утратили сакральность и позднее породили науку истории, так и в пределах старых мифопоэтических и религиозных традиций. Так, для иранского варианта подступа к истории, который отразила историософия маздеизма и манихейства, свойственно создание квазиисторической схемы, корни которой, тем не менее, находятся в глубинах космологического мировоззрения с сохранением системы сакральных ценностей. Значим гипертрофированный интерес к самому вопросу времени (например, в образе Зервана), его периодизации и развитию, связи с ним главных сил творения и положительных, и отрицательных. Вклад в переход от мифа к истории внёс иудаизм, который провёл «декосмологизацию» бога (выведенного из чисто природной сферы и полнее проявленного в рамках истории, чем в космологии) и царя (утрачившего космологические связи, ставшего не более чем наследственным вождём и включённого в чисто исторические отношения). Особенно радикальный вариант выхода из мифа в сферу истории даёт христианство. Христианская мифология впервые и полностью поместила божество в историческое время, настаивая на историчности Иисуса Христа. Согласно новому взгляду человек находится не в сферах мифа и космологии, а в истории. В науке предполагались различные соотношения истории и мифа, но не ставится под  сомнение суверенность и независимость одного от другого (а соответственно - историзма от мифопоэтического мировоззрения), равно как и их глубинные генетические связи.

## В искусстве
В мифопоэтическую эпоху существовал универсальный знаковый комплекс (мифопоэтический или ритуально-поэтический), из которого в ходе исторического развития развились отдельные знаковые системы, в частности, те, которые используются в сфере эстетического, в художественном творчестве.
Русский богослов и религиозный философ П. А. Флоренский писал:

Изящные искусства, исторически суть выпавшие из гнёзд или выскочившие звенья более серьёзного и более творческого искусства — искусства Богоделания — Феургии. Феургия — как средоточная задача человеческой жизни, как задача полного претворения действительности смыслом и полной реализации в действительности смысла и была во времена древнейшие точкою опоры всех деятельностей жизни; она была материнским лоном всех наук и всех искусств.

### В изобразительном искусстве

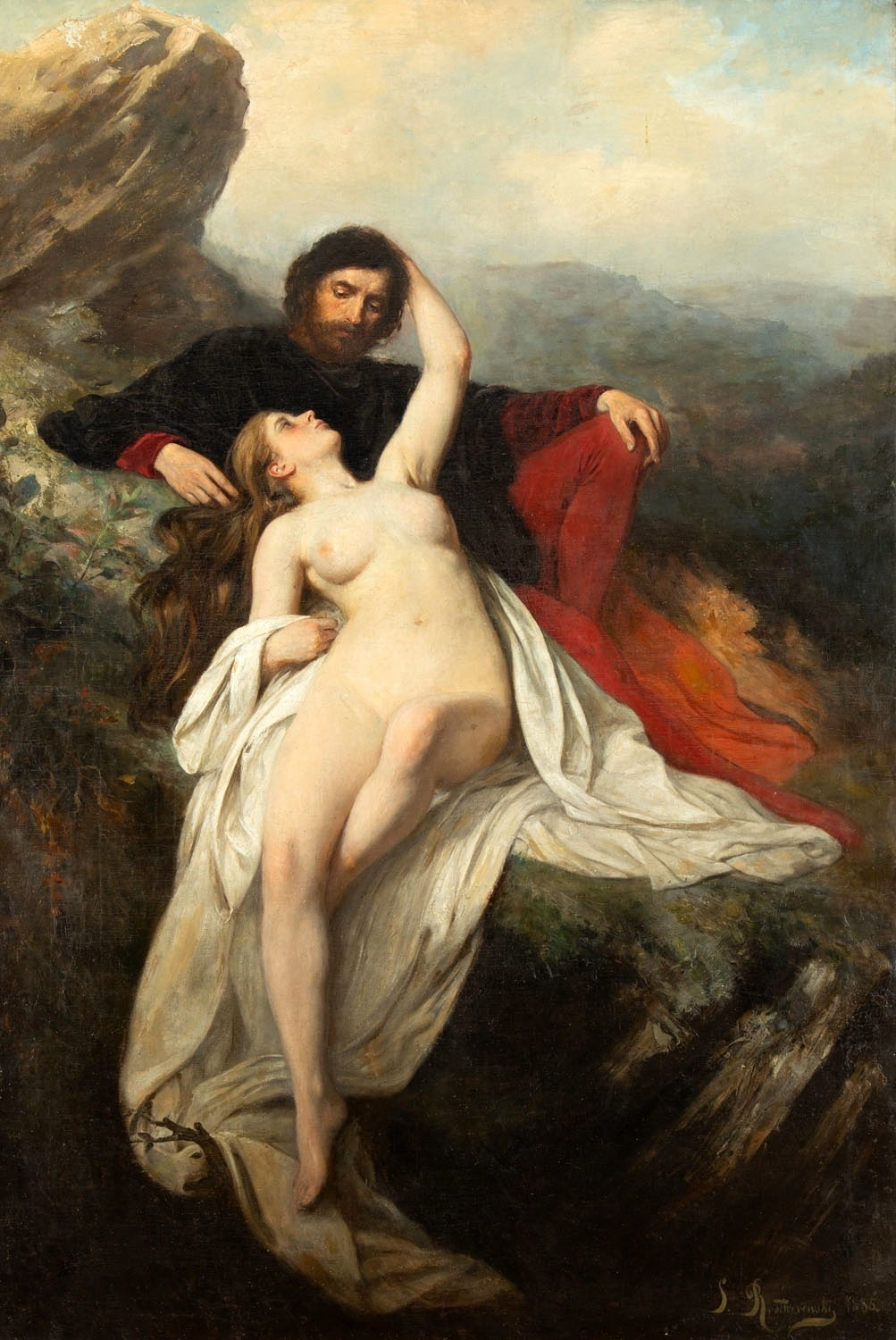
Станислав Ростворовский, «Тангейзер и Венера», 1885

В мифопоэтическую эпоху изобразительное искусство было лишено автономности, приобретённой им позднее, когда оно само собственными средствами начинает формировать новые смыслы. Основной архаический ритуал предполагает демонстрацию единства всех способов выразительности (устная речь, язык жестов, хореография, пение, музыка, цвет, запах и др.; ср. также типологически более позднее храмовое действо), поэтому наиболее непосредственной является связь изобразительного искусства именно с ритуалом. Связь с мифологией приобретает главенствующее положение только когда ритуал оттесняется на роль культа, потерявшего контакт с жизненными потребностями общества, или, при «герметизации» ритуала, если ритуал оказывается малоизвестным в сравнении с мифологией и изобразительным искусством. В этом случае изобразительное искусство может оказаться связанным с мифологией, минуя ритуал. Однако данная ситуация свидетельствует о начале отделения мифологии от собственно религиозной сферы, процессе секуляризации.
Античная мифология детально отражена в изобразительном искусстве, которое в значительной степени дублирует ещё более полные данные письменных или устнопоэтических источников (ср. фризовые композиции или вазопись). Вместе с тем в классическую эпоху (V—IV века до н. э.) и в большей мере в эллинистическую эпоху древнегреческая мифология подвергается канонизации и начинает утрачивать способность к преобразованию новой внемифологической информации, её операционно-ритуальный аспект чаще всего остаётся скрытым, неразвёрнутым или оттеснённым, и в это время изобразительное искусство испытывает сильную тенденцию к созданию канона. Изобразительное искусство входит в сферу чистой эстетики.

### В художественной литературе
Мифология осваивает действительность в формах образного повествования, в чём она близка к художественной литературе. Художественная литература и мифы постоянно взаимодействуют, как непосредственно, в виде перехода мифа в литературу, так и опосредованно: через изобразительное искусство, ритуалы, народные праздники, религиозные мистерии, а в последние века — также через научные концепции мифологии, эстетические и философские учения и фольклористику. Наиболее активно это взаимодействие осуществляется фольклоре как в промежуточной сфере. Народная поэзия по типу сознания примыкает к мифологии, но в качестве явления искусства, сближается с литературой. Эта характерная для фольклора двойная природа определяет его посредничество. Научное осмысления фольклора становится фактом культуры и также влияют на процессы взаимодействия литературы и мифов.
Мифология предвосхитила различные аспекты художественной литературы и всестороннее повлияла на её раннее развитие. В течение всей своей истории художественная литература соотносится с мифологическим наследием первобытности и древности. Эта связь существенно видоизменялась в разные эпохи и в разных культурах, жанрах и направлениях, но в целом развитие художественной литературы шло в направлении демифологизации. Тем не менее, литература сохраняет свои мифологические основы, включая литературу XIX и XX веков, посвящённую реалистическому и натуралистическому бытописательству.
Различные типы отношения поэта к мифам заметны уже в античной литературе. Гомеровский эпос демонстрирует мифологический стиль мировосприятия. Действия и переживания персонажей «Илиады» и в меньшей степени «Одиссеи» мотивируются богами. В эпической картине мира боги более реальны, чем субъективная человеческая психика. По этой причине гомеровский эпос иногда понимают только как внутреннее порождение мифотворческой стихии, например, Фридрих Шеллинг). Однако уже гомеровский эпос при движении в направлении сознательного эстетического творчества переосмысливает миф. Мифологический материал отбирается по критериям красоты, и иногда пародируется. Позднее раннеантичные греческие поэты отошли от иронии в отношении мифа, но существенно перерабатывают его — Гесиод систематизирует по законам рассудка, Пиндар облагораживают по законам морали. Миф сохраняет своё влияние в период расцвета древнегреческой трагедии и не только в собственно мифологических сюжетах. Так, Эсхил, создавая трагедию «Персы» на сюжет актуальной истории, преобразовал в миф историю. Трагедия развивалась через вскрытие смысловых глубин мифа (Эсхил) и его эстетическую гармонизацию (Софокл) по направлению к моральной и рассудочной критике его основ (Еврипид). Поэты эллинизма использовали отжившую мифологию в качестве объекта литературной игры и учёного коллекционирования (Каллимах).
Древнеримская литература демонстрирует новые типы отношения к мифу. Вергилий в «Энеиде» установил связь между мифологией и современными ему религиозно-философскими проблемами, формируя новую структуру мифологического образа, обогащаемого символическим смыслом и лирикой, в том числе средствами пластической конкретности. Вергилий создал структуру образа, которая во многом предвосхитила христианские мифологемы. Овидий, напротив, отделял мифологию от религиозного контекста. Он допускал любую иронию или фривольность в отношении каждого отдельного мотива, но наделял систему в целом эстетически возвышенным характером. Подход Овидия к мифу не исключает не только аллегоризма, но и космической символики (сквозная символика его поэмы «Метаморфозы», которая раскрывается в 15 книгах).
Мифология была источником священного писания всех развитых религий. Филолог Нортроп Фрай рассматривал Библию как «грамматику литературных архетипов». Древнейшие мифологические сюжеты и сюжеты из Библии, Корана, буддийских преданий и др., составили основу литературных сюжетов вплоть до XVIII века в Европе и до ещё дольше — в Азии. Причём эти сюжеты по-новому интерпретировались и трансформировались. Позднее популярность традиционных, в том числе мифологических, сюжетов, существенно упала, однако древние архетипы имплицитно продолжают просматриваться и в новых сюжетах.

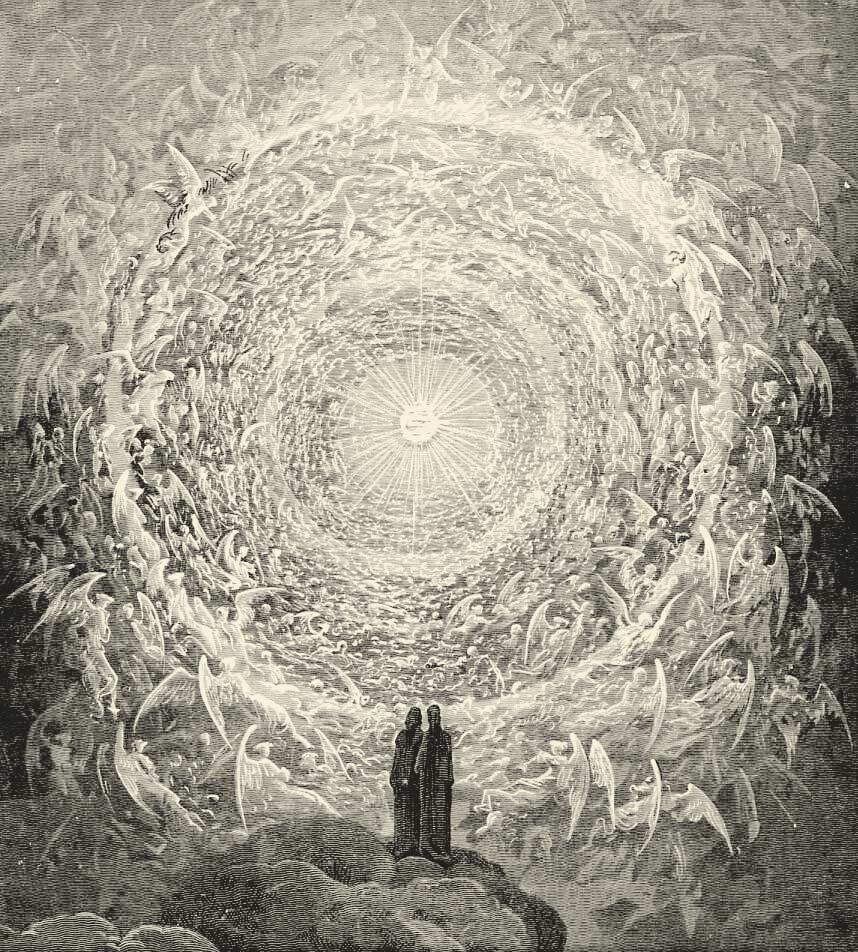
Рай из «Божественной комедии» Данте Алигьери (картина Гюстава Доре)

Из христианства в мировоззрение средиземноморского, а затем и в целом европейского мира вошла новая христианская мифология. Языческие боги и герои были частью безличных космических циклов и выбор между приятием или неприятием для них в принципе невозможна, тогда как новозаветный миф ставит во главу угла проблему личностного выбора. Место безличного языческого бытия занимает самосознание, место языческой космологии — христианская этика. В противоположность разделённости сакрально-магического и историко-бытового планов в античной мифологии, новая мифология сформировалась в качестве истории, она объединила «высокий» (мифолого-теологический) и «низкий» (историко-бытовой) планы, произошло «узнавание» одного в другом. Эта тенденция достигла своей кульминации в изображении крестной казни Христа, в котором самая позорная казнь оказывается самой торжественной мистерией и оборачивается всеобъемлющей победой над смертью. В европейском Средневековье новозаветная мифологема являлась мерой всех вещей, эстетический мир Средневековья формировался вокруг фигуры Христа. В отличие от античной литературы, использование средневековой европейской христианской мифологии было регламентировано авторитетом Священного Писания и Христианской церкви. Несмотря на это, новозаветные образы могли существенно видоизменяться. Например, в древнесаксонской эпической поэме «Гелианд» Христос представлен в виде могущественного и воинственного монарха. Средневековые поэты и Данте Алигьери продолжили отношение Вергилия к мифу. Данте, соединяя мифологию христианства и античности с мифологизированным материалом личной судьбы, преодолевает средневековую доктринальную традиционность в подходе к религиозным образам.
Литература эпохи Возрождения восприняла подход Овидия к мифу и привнесла в него напряжённое антиаскетическое настроение: «Фьезоланские нимфы» Джованни Боккаччо, «Сказание об Орфее» Анджело Полициано, «Триумф Вакха и Ариадны» Лоренцо Медичи и др.). С Позднего Возрождения образы христианской религии и рыцарского романа переводятся в образную систему античной мифологии, которая воспринимается как универсальный язык: «Освобождённый Иерусалим» Торквато Тассо, идиллии немецкого поэта XVII века Ф. Шпе, воспевающие Христа под именем Дафниса, пастуха из древнегреческой мифологии. В XVIII веке аллегоризм и культ условности достигают своего апогея.
К концу XVIII века возникает противоположная тенденция. Происходит становление углублённого отношения к мифу, прежде всего в Германии, в особенности в поэзии И. В. Гёте, Фридриха Гёльдерлина и в теории Фридриха Шеллинга, направленной против классицистического аллегоризма. Романтизм рассматривал уже не единый (античный) тип мифологии, а различные по своим законам мифологии миры. Представители романтизма художественно осваивали образы германской, кельтской, славянской и восточной мифологии. В 1840—1870-x годах Рихард Вагнер в своей музыкальной драматургии предпринял попытку объединить сферу мифа и сферу цивилизации. Реализм XIX века сконцентрировал внимание на реальном окружающем мире и на её социально-исторической интерпретации, которая во многом определила и художественную структуру произведений, особенно романов.
В XX веке происходит ремифологизация, наступившая в результате разочарования в позитивистских ценностях, что особенно заметно в литературе модернизма, решительно порывающей с традициями XIX века, происходит отказ от социологизма и историзма и выход за социально-исторические рамки с целью выявления вечных начал человеческой жизни и мысли. Одновременно с отказом от социального историзма в философии, науке, включая этнологию, и искусстве происходила реабилитация и частичная апологетизация мифологии в качестве вечного символического выражения основ человеческого бытия и человеческой психики. Литература, отказавшись от социально-исторических определителей формы романа, пыталась обратиться к мифологии как к средству структурирования произведения. Архаические мифы, возникшие до выделения индивидуальной личности из социума (доперсональные), использовались в литературе для описания ситуации одинокого, покинутого индивида, жертвы социального отчуждения в обществе XX века. Мифологизм в литературе XX века проявился в поэзии (Элиот, Йетс, Паунд и др.), в драме (Ануй, Клодель, Кокто, Жироду, О’Нил и др.) и особенно в повести и романе (Манн, Джойс, Моравиа, Кирш, Носсак, Хартлауб, Бойхлер, Брох, Лангезер, Фриш, Апдайк, Куайн, Бахман, Меррил, Карпентер, Аргедас, Астуриас, Маркес, Булгаков). Мифологизирование в XX веке использовалось как средство художественной организации материала не только типично модернистскими писателями, но некоторыми писателями-реалистами (Томас Манн), а также писателями «третьего мира», которые обращались к национальному фольклору и мифологии часто с целью сохранения и возрождения национальных форм культуры. Мифологические образы и символы использовались и в некоторых произведениях советской литературы, например, христианские мотивы и образы в «Мастере и Маргарите» Михаила Булгакова.
В то же время литература XX века выработала типы сознательного, рефлективного, интеллектуалистического восприятия мифа. Томас Манн в ходе работы над тетралогией «Иосиф и его братья» изучал фрейдистско-юнгианскую теорию мифологии. Томас Элиот комментировал ветхозаветные мифологемы в своём творчестве. Франц Кафка и Джеймс Джойс последовательно проводили пародийную мифологизацию житейской прозы. Миф Кафки представляет собой антимиф, миф наизнанку. Но и в мифологизме писателей, прямо обращающихся к традиционным мифам (Джойс и др.), в той или иной степени обнаруживается переворачивание мифа. Таким образом, литература моделирует противоречивый характер явной и неявной мифологизации в культуре и идеологии XX века. Вопреки своей основной гармонизирующей задаче, в модернистской литературе XX века, отразившей реальность, миф, превращаясь в антимиф, становится выражением социального отчуждения и одиночества индивида.
Современная художественная литература характеризуется не нарочитым преклонением перед мифом, в как поздний романтизм и символизм, а свободным, непатетическим отношением к нему. Интуитивное проникновение в миф дополняют ирония, пародия и анализ, и схемы мифы могут переноситься на обыденные предметы.

## Изучение

### Начальный этап

#### Античность
Первые попытки критического рационального анализа мифологии и решения вопроса о отношении рационального знания и мифологического нарратива относятся к древнегреческой философии. Преобладало аллегорическое толкование мифов. Эту позицию разделяли софисты, стоики, видевшие в богах персонификацию природных явлений. Эпикурейцы, считавшие, что мифы, которые созданы на основе естественных фактов, предназначались для поддержки власти жрецов и правителей, и др. Платон противопоставлял народную мифологию и философско-символическую интерпретацию мифов. Платон и его последователи рассматривали мифы в качестве символов, указывающих на вневременную высшую реальность идей-первообразов (эйдосов). Древнегреческий философ Эвгемер (III век до н. э.) рассматривал мифических персонажей как обожествлённых исторических деятелей — царей, героев и мудрецов прошлого. Это понимание мифов, получившее название эвгемеризм, имело распространение и позднее.

#### Средние века и эпоха Возрождения

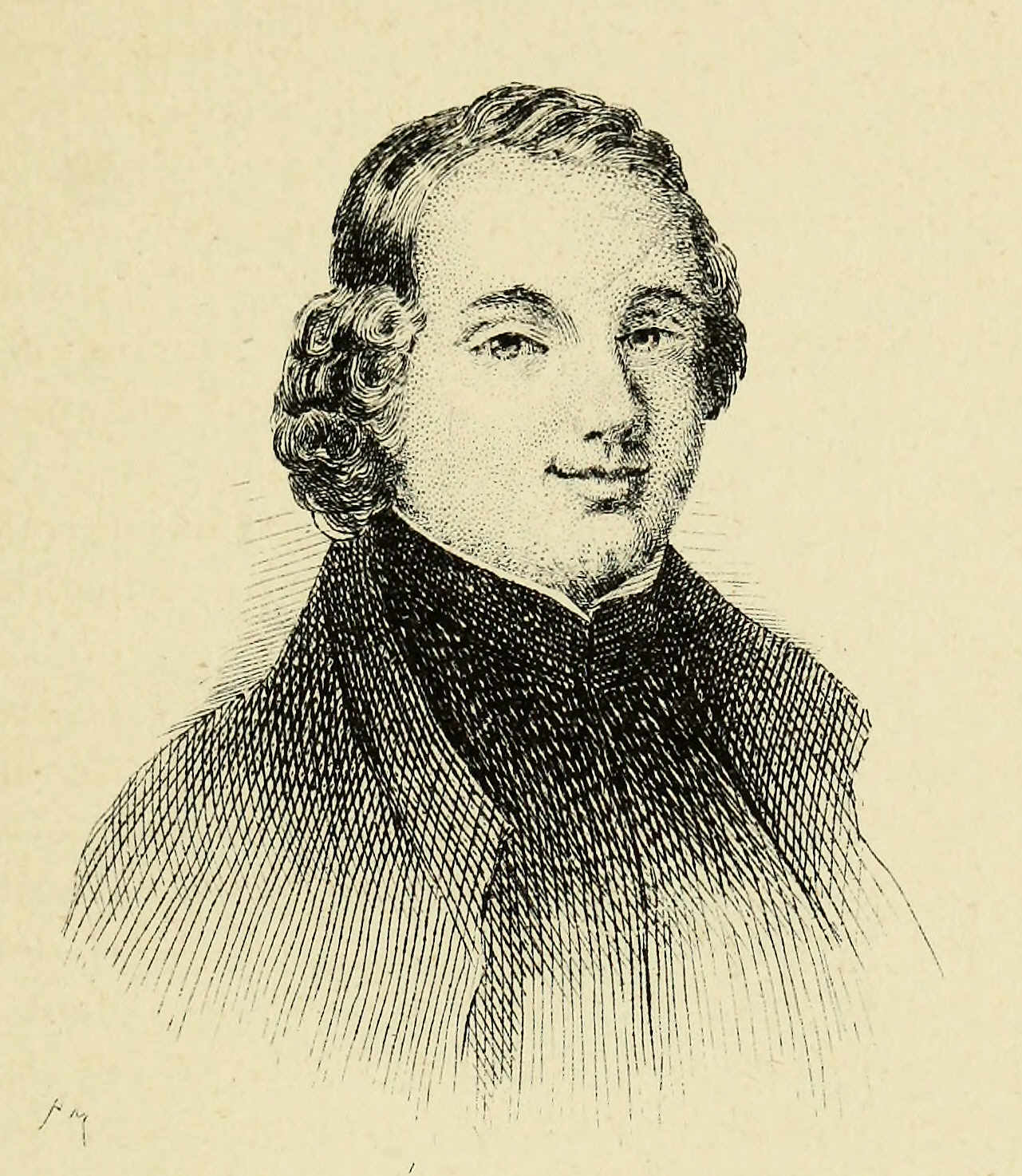
Жозеф-Франсуа Лафито

В Средние века христианские богословы толковали Ветхий и Новый заветы буквально или аллегорически. Термин «мифы» означало именно античные мифы. Богословы отвергали античную мифологию, либо ссылаясь на эпикурейскую и эвгемеристическую аллегорическую интерпретацию, либо «низводя» античных богов до уровня демонических существ.
Новый интерес к античной мифологии возник в эпоху Возрождения. В эпохи Возрождения и Просвещения преобладали аллегорические интерпретации мифов. Античная мифология рассматривалась как моральные поэтические аллегории. Аллегорическое толкование мифов содержат трактат Джованни Боккаччо, позднее сочинения Френсиса Бэкона и др. К античной мифологии обращались гуманисты эпохи Возрождения, считавшие её выражением чувств и страстей эмансипирующейся человеческой личности.
Для развития представлений о мифологии большое значение имело открытие Америки и знакомство европейцев с индейской культурой. К этому времени принадлежат первые опыты сравнительной мифологии. Первый труд по сравнительной мифологии «Нравы американских дикарей в сравнении с нравами древних времён» опубликовал в 1724 году миссионер-иезуит и исследователь ирокезов Жозеф-Франсуа Лафито, сопоставивший мифы индейцев с древнегреческими.

### Становление научного изучения

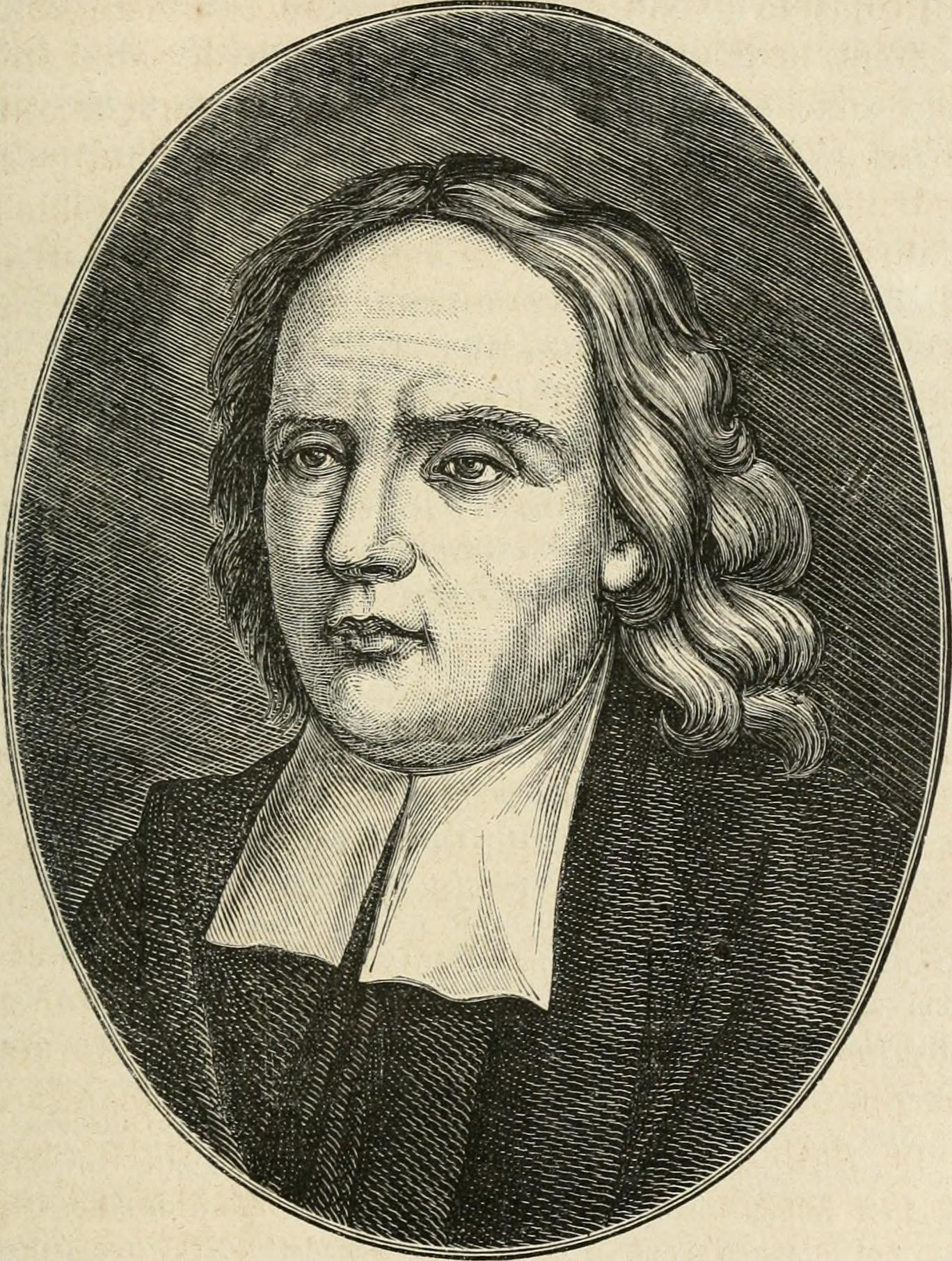
Джамбаттиста Вико

Шотландский философ Дэвид Юм считал мифические образы выражением страхов и надежд первобытного человека, не способного отделить объективный мир от мира субъективных переживаний. Деятели французского Просвещения, такие как Бернар Ле Бовье де Фонтенель, Вольтер, Дени Дидро, Шарль де Монтескьё и др., видели в мифах проявление невежества, считали их суеверием и продуктом сознательного обмана народа со стороны жрецов.
Принципиально отличная от просветительских теория мифа была предложена итальянским философом Джамбаттистой Вико, автором сочинения «Основания новой науки об общей природе наций» (1725), разработавшим глубокую философию мифа. Он описал мифологию как «божественную поэзию», основу архаической культуры — «века богов», в который господствовало поэтическое воображение, а мышление было не развито. Он писал о сходстве мифологического мышления с мышлением ребёнка, который пользуется конкретными, эмоционально насыщенными образами, мало способен к осмыслению абстрактных понятий, заменяющихся на порождённые фантазией антропоморфные существа. Из этой первичной поэзии возникла героическая поэзия гомеровского типа. Речь шла о чувственной конкретности и телесности, эмоциональности и богатстве воображения при отсутствии рассудочности, переносе на объекты окружающего мира человеческих свойств, неспособности абстрагировать атрибуты и форму от субъекта, замене сути отдельными повествовательными эпизодами и др. Философия мифа Вико включала зачатки почти всех основным будущих направлений изучения мифологии.
Идеи немецкого философа Иоганна Гердера являются переходной ступенью от взглядов просветителей к романтизму. Мифологию он видел частью созданных народом поэтических богатств, народной мудрости. Он писал мифах разных народов, включая первобытных, отмечал их поэтичность и национальное своеобразие.

### Конец XVIII—XIX века

#### Романтизм

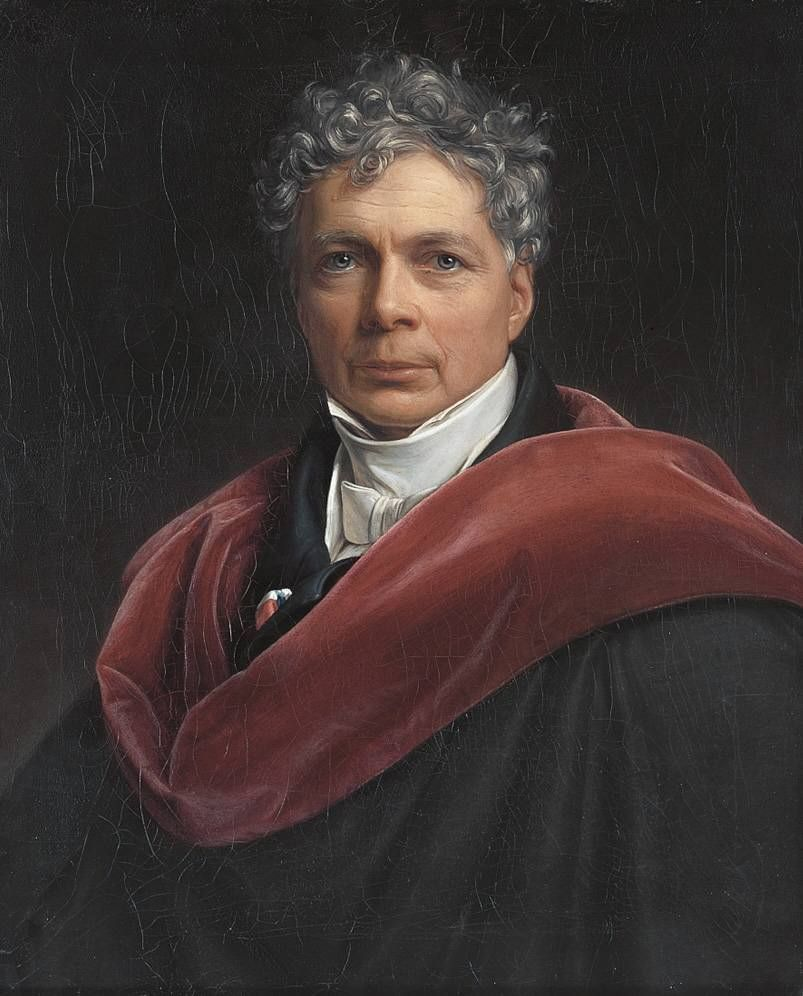
Фридрих Шеллинг

В конце XVIII — начале XIX веков представители европейского романтизма инициировали радикальные изменения в понимании мифа. Миф теперь рассматривался в основном в качестве эстетического феномена, самобытной формы духовной жизни. Изучение мифологии было выделено в отдельную историческую дисциплину, которая использовала методы языкознания, филологии, археологии, истории искусства. Первым такой подход предложил немецкий филолог Христиан Гейне. В сочинениях «De fide historica aetatis mythicae» (1798) и «Sermonis mythici seu symbolici interpretatio…» (1807) он рассматривал мифологию как архаический язык, отразивший осознание древними народами окружающего мира.
Немецкий мыслитель Карл Мориц в работе «Учение о богах» («Götterlehre», 1791) рассматривал античную мифологию как символический «язык фантазии». Характерное для йенского романтизма эстетическое толкование мифа в качестве первообраза поэзии и искусства (Фридрих Шлегель), во многом восходящее к концепции Карла Морица, получило систематическое обоснование в «Философии искусства» немецкого философа Фридриха Шеллинга (1804). В этой работе Шеллинг определял мифологию как «необходимое условие и первую материю всякого искусства». Шеллинг размещал мифологию между природой и искусством. Политеистическую мифологию он считал обожествлением природных явлений с помощью фантазии, рассматривал её как символику природы. Преодоление традиционного аллегорического толкования мифа в пользу символического составляло центральную идею романтической философии мифа. Шеллинг проводил сравнительную характеристику античной, древневосточной и христианской мифологии и оценивал греческую мифологию в качестве «высочайшего первообраза поэтического мира». Он считал, что мифотворчество продолжается в искусстве и может принять вид индивидуальной творческой мифологии.
Тенденция рассматривать искусство как современное мифотворчество породило утопические проекты создания новой мифологии («Речь о мифологии» Шлегеля, 1800; Первая программа системы немецкого идеализма, около 1797, и др.). К этой традиции восходит также позднейшая философско-поэтическая апологетика мифа Фридрихом Ницше, которая была связана с осознанием кризиса новоевропейской рационалистической культуры.
На широком эмпирическом материале был основан философско-аллегорический подход, трактовавший мифы как воплощение древнейшего миросозерцания человечества, и представленный в работах таких авторов, как Фридрих Крейцер («Символика и мифология древних народов, в особенности греков» — «Symbolik und Mythologie der alten Völker, besonders der Griechen», Bd 1—6, 1810—1823), Йозеф Гёррес («Мифология азиатского мира», 1810), Иоганн-Арнольд Канне («Первые документы истории, или Всеобщая мифология» — «Erste Urkunden der Geschichte, oder Allgemeine Mythologie», 1808, и др.), К. О. Мюллера («Пролегомены к научной мифологии» — «Prolegomena zu einer wissenschaftlichen Mythologie», 1825) и др.
Эстетические и философско-аллегорические толкования мифов были подвергнуты критике Шеллингом в лекциях по философии мифологии 1820—1840-х годов. Шеллинг поставил вопрос о специфической истинности мифологии в качестве развёртывающегося в сознании внутренне необходимого «теогонического процесса», который получил завершение в монотеизме.
Уже в работах Иоганна Гердера было намечено осознание тесной связи мифа с языком и значения мифа в формировании «духа народа» привело в трудах представителей гейдельбергского романтизма, прежде всего немецких филологов и собирателей фольклора Якоба и Вильгельма Гримма, к масштабной реконструкции национальной мифологии, основанной на основе анализа фольклора. Братья Гримм совершают открытие, что сказка является одной из древнейших форм творчества и отражает древнюю мифологию. Они рассматривали сказку как драгоценнейший памятник «народного духа». Якоб Гримм начал изучение мифологии континентальных германцев, отмечая её следы в поверьях поздних периодов («Немецкая мифология», 1835).

#### Мифологическая школа

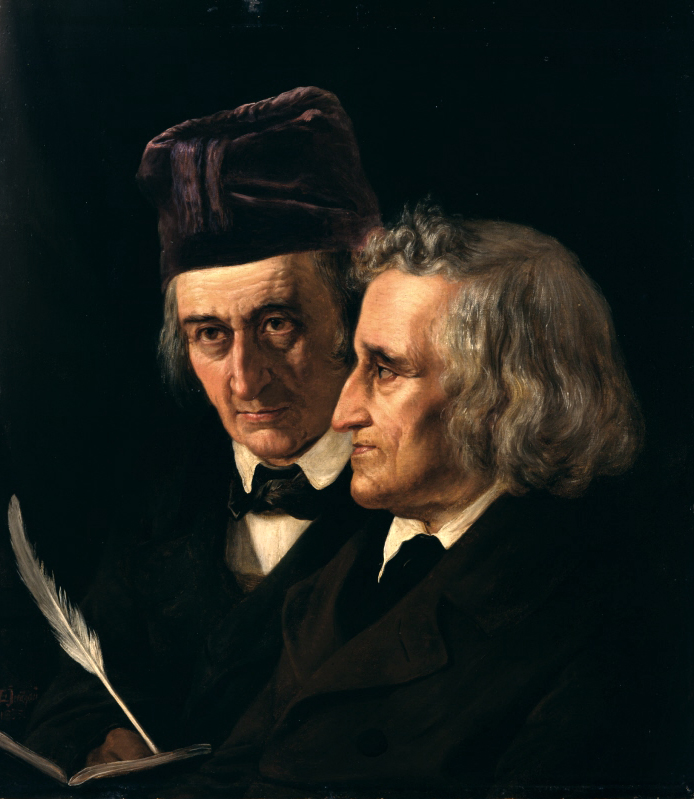
Якоб и Вильгельм Гримм

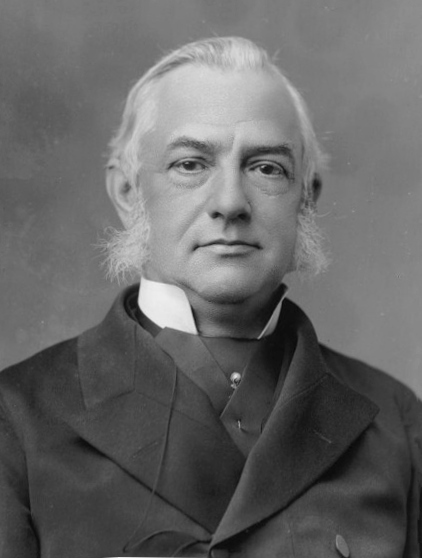
Макс Мюллер

Вторая половина XIX века отмечена противостоянием двух основных школ изучения мифа.
Первая, мифологическая школа, развилась из исследований Якоба Гримма и сохраняла связь с романтическими традициями. Она представлена такими исследователями как немецкие учёные А. Кун, В. Шварц, В. Манхардт, английский — Макс Мюллер, русские — Ф. И. Буслаев, А. Н. Афанасьев, А. А. Потебня и др. Эти исследователи собрали большое наследие мифологии разных народов и заложили основы сравнительно-типологического и этимологического изучения мифа. Мифологическая школа занималась поиском первичных мифологических мотивов в фольклорных и литературных произведениях и опиралась на успехи научного сравнительно-исторического изучения индоевропейских языков и ориентировалась на реконструкцию праиндоевропейской мифологии, осуществлённую путём этимологических сопоставлений. В этой школе преобладала трактовка мифов как образного воплощения природных явлений (она называется также «натуралистической школой»), обусловленного обожествлением небесных светил («солярная теория» Мюллера) или грозы («метеорологическая теория» Куна). Мюллером была предложена лингвистическая концепция возникновения мифов как результата «болезни языка». По его мнению, первобытный человек обозначал отвлечённые понятия через конкретные признаки, пользуясь метафорическими эпитетами. Позднее первоначальный смысл последних забывался, и благодаря семантическим сдвигам возникал миф. Самих богов Мюллер рассматривал в основном как солярные символы, тогда как Кун и Шварц считали их образными обобщениями метеорологических (грозовых) явлений.
Позднее, кроме астральных и лунарных мифов исследователи обратили внимание на значение животных в формировании мифов. Сформировалась натурическая (натуралистическая) или солярно-метеорологическая школа. В рамках фольклористики она может называться мифологической школой, поскольку её последователи сводили сказочные и эпические сюжеты к мифологическим — солярным и грозовым символам, метеорологическим, солнечным, лунным циклам. Позднее эта школа претерпела серьёзные изменения. Изменилась индоевропеистика, была доказана ложность теории «болезни языка», ещё в XIX веке был замечен односторонний характер редукции мифов к небесным природным феноменам. Однако опыт этой школы в изучении языка с целью реконструкции мифов получил развитие в дальнейшем, а солярная, лунарная и др. символика, в особенности в отношении природных циклов, составили один из уровней сложного мифологического моделирования.

#### Антропологическая школа

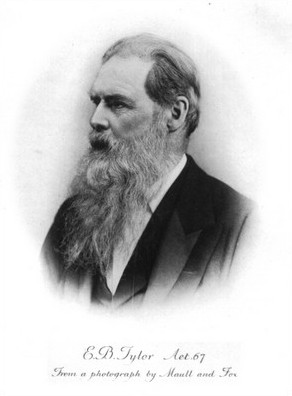
Эдуард Тайлор

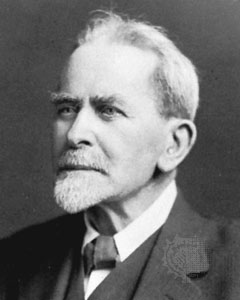
Джеймс Фрэзер

Первые этапы развития научной сравнительной этнографии повлияли на появление во второй половине XIX века английской антропологической, или эволюционистской школы, представленной такими учёными как Эдуард Тайлор, Эндрю Лэнг, Герберт Спенсер, Джеймс Фрэзер и др. Основным объектом изучения этой школы стали архаические племена в их сравнении с цивилизованными народами. Возникновение мифологии и религии Тайлор относил к значительно более раннему, чем Макс Мюллер, — первобытному периоду и возводил не к «натурализму», а к анимизму, представлениям о душе, появившимся, по его мнению, путём рациональных размышлений «дикаря» о смерти, болезни, снах. Таким образом, Тайлор понимал мифологию как что-то наподобие рациональной «первобытной науки». В его теории мифология по мере развития культуры целиком лишилась самостоятельного веса, была сведена к пережиткам, наивному, донаучному способу объяснения окружающего мира. Теорию анимизма Тайлора существенно изменил Джеймс Фрэзер, выходец из английской антропологической школы. Он противопоставил анимизму магию, которую рассматривал в качестве древнейшей универсальной формы мировоззрения. «Эпоха магии» предшествовала анимизму. Миф он понимал не как сознательную попытку объяснить окружающий мир, а лишь как отражение отмирающего магического ритуала, обряда. Фрэзер существенно повлиял на последующих исследователей, воспринявших тезис приоритета ритуала над мифом, и в значительно большей степени своими исследованиями мифов, включённых в аграрные календарные культы «умирающих» и «воскресающих» богов, собранными в основном в его сравнительном исследовании «Золотая ветвь» (1890).

### Современный этап
Центральные проблемы основных последующих исследований мифологии составляют не столько функции мифологии, соотношение мифологии с религией и др., сколько различные вопросы, касающиеся мифологического мышления.

#### Школа структурной антропологии

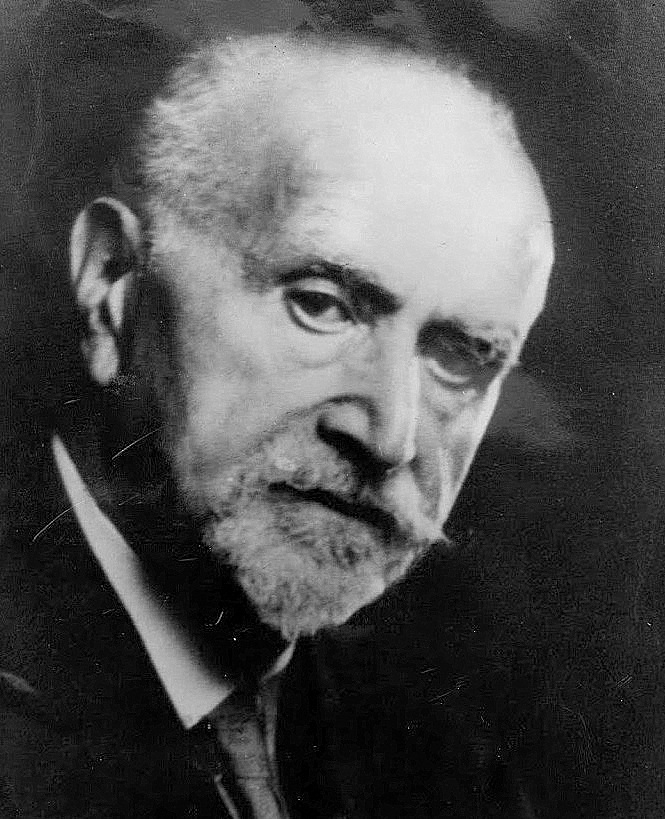
Люсьен Леви-Брюль

Структурный подход к изучению мифов формировался ещё ранее создания самой школы в «символических» концепциях Эрнста Кассирера и Карла Юнга, а также французского исследователя сравнительной мифологии индоевропейских народов Жоржа Дюмезиля. Дюмезиль на материале индоевропейских мифологий создал теорию трёхфункциональной (трёхчастной) структуры индоевропейских мифов и других культурных феноменов: религиозная власть (мудрость) — военная сила — плодородие, что, по его мнению, отражало три главные группы архаического общества — жрецы, воины и земледельцы. В исследованиях 1930-х годов французского антрополога Люсьена Леви-Брюля о первобытном мышлении, основанных на этнографическом материале народов Африки, Австралии и Океании, были раскрыты особенности первобытного мышления, его качественного отличия от научного мышления. Развивая идеи Эмиля Дюркгейма, Леви-Брюль рассматривал лежащее в основе коллективных представлений первобытное мифологическое мышление как «дологическое», «пралогическое» (не алогическое), которое опирается на магические взаимосвязи вещей. Леви-Брюль основывался на социальной психологии. Коллективные представления, по его мнению, являются предметом веры, а не рассуждений, они имеют императивный характер: если современный европеец разделяет естественное и сверхъестественное, то в коллективных представлениях «дикарей» мир воспринимается единым. Коллективные представления связаны с эмоциональными и моторными элементами, занимающими место логических включений и исключений. «Дологический» характер выражен, в том числе, в нарушении логического закона «исключённого третьего»: объекты могут восприниматься одновременно как самими собой, так и чем-то иным. Согласно Леви-Брюлю, в рамках коллективных представлений ассоциациями управляет закон партиципации — мистического сопричастия между тотемической группой и страной света, страной света и цветами, ветрами, мифическими животными, лесами, реками и пр. Мифологическое пространство неоднородно, его направления наделены различными свойствами. Время тоже обладает качественным характером. Леви-Брюль писал о функционировании мифологического мышления, его способности обобщать, оставаясь конкретным и пользуясь знаками.
В рамках критики этой концепции исследователи указывали на наличие интеллектуального смысла мифологических мыслительных операций и практических познавательных результатов. Рассматривая эмоции и магические коллективные представления как основу мифологического мышления, Леви-Брюль недооценил значения логики этого мышления, относительного интеллектуального характера мифологических представлений.

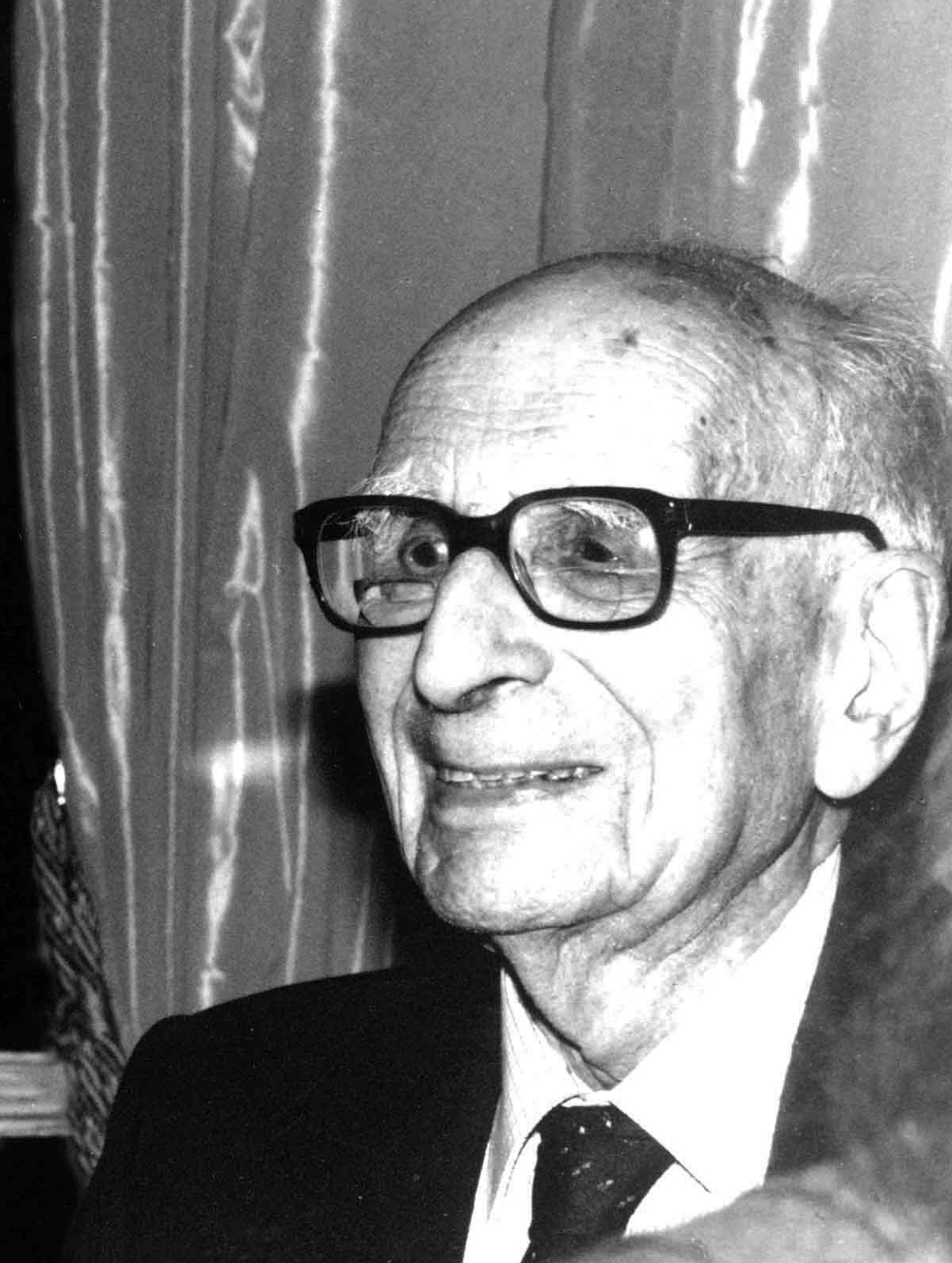
Клод Леви-Стросс

Французский этнолог Клод Леви-Стросс в рамках разработанной им структурной антропологии создал структуралистскую теорию мифа. Теория первобытного мышления Леви-Стросса в целом противоположна теории Леви-Брюля. Не отрицая таких качеств мифологического мышления как значимость чувственного уровня, его конкретности, метафоричности и др., Леви-Стросс настаивал на его рациональном характере. Он показал, что мифологическое мышление служит орудием бессознательных логических операций — анализа, обобщения, классификации, разрешения противоречий. Основой структурного метода, сформулированного Леви-Строссом, составляет выделение структуры, лежащей в основе мифологической логики — совокупности отношений, неизменных, несмотря на преобразования. Такая структура понимается представляет собой «каркас» культуры, и систему правил, по которым один объект может преобразовываться в другой, третий и т. д. через перестановку его элементов и ряда других симметричных преобразований. При анализе мифов, как наиболее характерного произведения «примитивной» культуры, Леви-Стросс уделил внимание описанию логических механизмов первобытного мышления. Мифологию он рассматривал как в первую очередь пространство бессознательных логических операций, логический инструмент решения противоречий. Леви-Стросс сосредоточил внимание на раскрытии логических механизмов мифологического мышления в повествовательном фольклоре американских индейцев. Мифологическая логика действует не прямо, неумышленно, обходными путями, используя специально не предназначенные материалы, способом «бриколажа» (от фр. bricoler, «играть отскоком, рикошетом»). Выполнив сплошной анализ различных индейских мифов Леви-Стросс раскрыл механизмы реализации мифологической логики. В первую очередь были выявлены многочисленные дискретные бинарные оппозиции типа «земля — небо», «свет — тьма», «жизнь — смерть», «мужское — женское», «священное — мирское», «высокий — низкий», «тёплый — холодный», «левый — правый» и др., задающие категориальную структуру архаического сознания. Леви-Стросс рассматривал миф в качестве логического инструмента разрешения фундаментальных противоречий путём медиации, под которой в данном значении понимается прогрессивное посредничество, при котором фундаментальная противоположность (например, жизни и смерти) подменяется менее резкой противоположностью (например, растительного и животного царства), а эта, в свою очередь, — более узким противопоставлением. Так друг за другом формируются новые мифологические системы и подсистемы, созданные «порождающей семантикой», бесконечными трансформациями, которые выстраивают между мифами сложные иерархические взаимоотношения. При трансформации мифов, переходе от мифа к мифу сохраняется и делается отчётливой их общий «каркас», но меняются «сообщения» или «код». Это изменение имеет преимущественно образно-метафорический характер — один миф становится полностью или частично «метафорой» другого.
Французский философ и семиотик Ролан Барт и представитель структурализма и постструктурализма рассматривал миф в качестве вторичной семиотической системы, надстроенной над языком. Осуществив анализ современной ему массовой культуры, он отождествил мифологию с идеологией, считая её главным средством манипулирования массовым сознанием.
Немецкий философ и постструктуралист Ханс Блюменберг писал о неустранимости элементов мифа в картине мира человека, что связано с принципиальной метафоричностью мышления и существованием «абсолютных метафор», непереводимых на какой-либо неметафорический язык.
Согласно концепции немецкого философа Курта Хюбнера, проблема «истины» мифа, который продолжает существовать в современном мире в сферах искусства и религии, раскрывается через анализ его специфической рациональности — эмпирической и семантической интерсубъективности, вступающей в конфронтацию с рациональностью новоевропейской науки.

#### Символическая школа

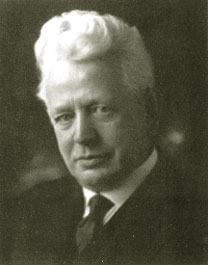
Эрнст Кассирер

Символическая теория мифа, в окончательной форме была создана немецким философом Эрнстом Кассирером. Она углубила понимание интеллектуальных особенностей мифологического мышления. С методологических позиций неокантианства Кассирер предпринял попытку выявить априорные закономерности мифологического миросозерцания. Мифологию он считал наряду с языком и искусством автономной символической формой культуры. По мнению философа, она наделена особым способом символической объективации чувственной сферы, эмоций, и представляет собой замкнутую символическую систему с особым характером функционирования и способом моделирования окружающей действительности. Кассирер рассматривал духовную деятельность как «символическую», в первую очередь таковой он считал мифотворчество — древнейший вид духовности. Символизм мифа определяется тем обстоятельством, что сфера конкретно-чувственного, к которой принадлежит мифологическое мышление, имеет способность к обобщению, только если переходит к знаку, символу, то есть конкретные предметы без потери своей конкретности, способны становиться знаком других предметов или явлений — символически их заменять. Мифическое сознание подобно коду, для которого необходим ключ. Кассирер обратил внимание на интуитивное эмоциональное начало в мифе как на форму творческого упорядочения и познания окружающего мира. Спецификой мифологического мышления он считал лежащую в основе магии нерасчленённость, тождественность («сращение» — Konkreszenz), неразличение реального и идеального, внутреннего и внешнего, вещи и образа (слова), тела и свойства, «начала» и принципа, целого и части и т. д. По этой причине сходство или смежность в мифологии становятся причинной последовательностью, а причинно-следственный процесс наделяется характером материальной метафоры. Отношения объектов не синтезируются, а отождествляются, вместо «законов» действуют конкретные унифицированные образы, часть воспринимается как функционально тождественная целому. Весь космос в мифологическом сознании создаётся по единой модели и артикулируется через оппозицию «сакральное (мифически релевантное, концентрированное, магическое) и профанное» (эмпирическое). Это определяет свойственную мифу качественную неоднородность пространства и времени, мифологическое восприятие пространства, времени, чисел. Однако Кассирер в рамках своей неокантианской философии избегал определённой постановки вопроса, в каком соотношении находится конструируемый мир и процесс конструирования с действительностью и общественным бытием.

#### Психоаналитическая школа
В психоанализе и других направлениях глубинной психологии миф рассматривался в качестве объективации несознаваемых (бессознательных) психологических комплексов (Зигмунд Фрейд), как продукт типа мышления, которое преобладает в архаичных культурах и свойственно раннему детству, аффективным состояниям и сновидениям человека современной культуры, а также любым изменённым состояниям сознания. Немецкий психолог Вильгельм Вундт в вопросе о генезисе мифов подчёркивал роль таких явлений, как аффективные состояния и сновидения, а также ассоциативные цепи. Исследователи психоаналитической школы — Зигмунд Фрейд и его последователи, считали аффективные состояния и сновидения продуктами фантазии, родственными мифам. Фрейд в данном контексте писал в основном о вытесненных в подсознание сексуальных комплексах, прежде всего об «эдиповом комплексе». Фрейдисты рассматривают мифы в качестве прямого выражения этой психологической ситуации.

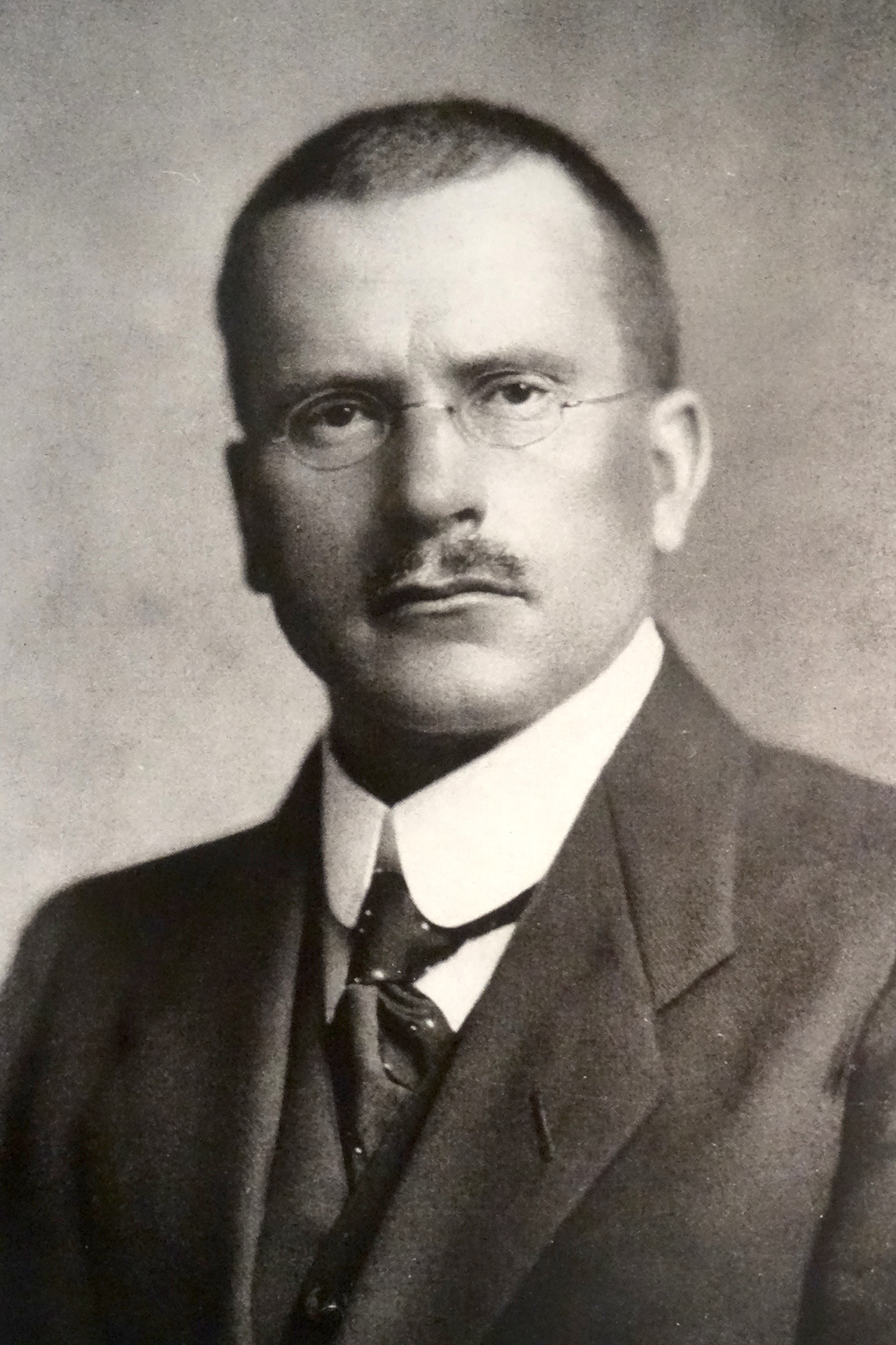
Карл Юнг

Швейцарский учёный Карл Юнг также связал мифы с бессознательным началом. В отличие от Фрейда он исходил из коллективных представлений и символического понимания мифа, близкого к теории Эрнста Кассирера. Юнг отмечал близость разных видов человеческой фантазии — мифа, поэзии, бессознательного фантазирования в сновидениях. Он возвёл это общее к архетипам — общим для всех людей и культур коллективным подсознательным психологическим структурам (структурам «коллективного бессознательного») — символам, подобным мифам. Юнг объяснял архетипы как структуры первичных образов коллективной бессознательной фантазии и категории символического мышления, которые организуют идущие извне представления. Юнг считал, что архетипы определяют общность образов и сюжетов в мифах разных народов.
Концепция Юнга могла привести к поглощению мифологии психологией и к расширению понятия мифа до понятия продукта воображения в целом. Все образы фантазии в индивидуальном литературном произведении, сне, галлюцинации и др. рассматриваются в качестве мифа. Эти тенденции заметны в работах ряда более поздних авторов, в той или иной мере воспринявших теорию Юнга, таких, как американский исследователь мифологии Джозеф Кэмпбелл (монография «Маски бога», 1959—1970), который описывал мифологию прямо биологизаторски, считая её прямой функцией нервной системы, и усматривал как в архаических, так и в современных мифах маски универсальной трансцендентной истины, и румынский философ, религиовед и этнограф Мирча Элиаде, авторству которого принадлежит модернизаторская теория мифотворчества как спасения от страха перед историей.

Мирча Элиаде

Основной подход Элиаде к мифам опирается на характер функционирования мифа в ритуалах. Элиаде обобщил исследования «архаической онтологии» мифа: циклический характер мифологического времени «вечного возвращения» в отличие от необратимого линейного «исторического» времени и т. д. По его мнению, функционирование традиционного общества опирается на ритуальное воспроизведение изначальных мифических прасобытий, которые свершились «во время оно» и воспринимаются как священная тайна, не нуждающаяся в объяснении, но сама проливающая свет на любые профанные события. Прасобытия делают участников обыденных событий сопричастными вечности. В современной культуре мифологические мотивы присутствуют в искусстве и других произведениях фантазии, но также, согласно Элиаде, широко распространены в быту, политической среде и идеологии, они заполняют любые разрывы в тонкой оболочке рационального сознания.
Немецкий религиовед Рудольф Отто, осуществивший феноменологическое описание религиозных переживаний как связи человека с «абсолютно иным» («Священное» — «Das Heilige», 1917). Отто характеризовал опыт этого «нуминозного» переживания в качестве парадоксального сочетания священного ужаса и восторга (mysterium tremendum et fascinans), которое может передаваться только в мифологических образах. Русский философ и православный священник С. Н. Булгаков считал миф как «орудием религиозного ведения». В противоположность ему лютеранский теолог Рудольф Бультман в работе по экзегетике Нового Завета предложил программу демифологизации Евангелия, призывая отделить экзистенциальный смысл религиозного предания от его мифологической формы.

#### Социологическая школа

Эмиль Дюркгейм

Если английская этнология в изучении первобытной культуры основывалась на индивидуальной психологии, французская социологическая школа (Эмиль Дюркгейм, Л. Леви-Брюль) ориентировалась на социальную психологию, выделяя качественную специфику психологии социума. Дюркгейм искал новый подход к вопросу возникновения религии, мифологии и ритуала и проблеме их ранних форм. Согласно его концепции, в форме мифов и обрядов передаются сакральные коллективные представления, нечувствительные к «профанному» индивидуальному опыту, которые представляют собой предмет веры. Религия рассматривалась Дюркгеймом совместно с мифологией, противопоставляется магии и фактически отождествляется с коллективными представлениями, которые выражают социальную реальность. Дюркгейм искал элементарные формы религии и мифологии, для чего он обращался к тотемизму. Согласно его теории, тотемическая мифология моделирует родовую организацию и одновременно поддерживает её. Как и Бронислав Малиновский, Дюркгейм в выделении социологического аспекта в мифологии отошёл от представлений этнографии XIX века, сконцентрированной на этиологической (объяснительной) цели мифологии.

#### Кембриджская школа классической филологии

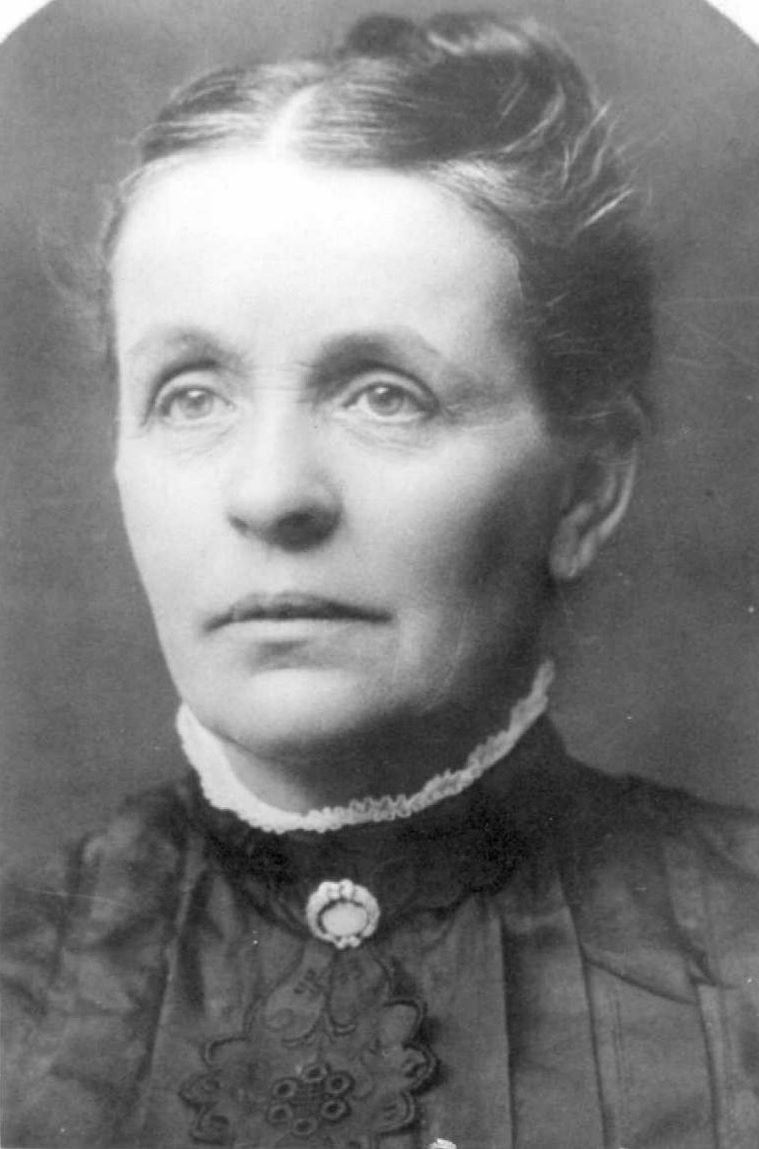
Джейн Харрисон

Работы Джеймса Фрэзера в первой половине XX века стали началом развития ритуалистической теории, трактовавшей мифы как ритуальные тексты. Непосредственно к ней восходит кембриджская ритуалистическая школа классической филологии (Джейн Харрисон, Фрэнсис Корнфорд, А. А. Кук, Г. Марри), которая предполагала безусловный приоритет ритуала над мифом и рассматривала ритуалы в качестве главного источника развития религии, философии и искусства древнего мира. Непосредственным предшественником кембриджской школы был российский филолог А. Н. Веселовский, создавший более широкую концепцию участия ритуалов в генезисе не отдельных сюжетов и жанров, а поэзии и в некоротой мере искусства в целом.
Ритуалистическая школа лидировала в исследованиях мифологии В 1930—1940-х годах (С. X. Хук, Т. X. Гастер, Э. О. Джеймс и др.). Крайним ритуализмом отличаются работы Ф. Рэглана и С. Э. Хаймана. Рэглан называл все мифы ритуальными текстами, а мифы, оторванные от ритуала, рассматривал в качестве сказок или легенд. В ряде работ 1980-х годов возникла критическая оценка крайнего ритуализма (Клайд Клакхон, У. Баском, В. И. Гринуэй, Джозеф Фонтенроуз, Клод Леви-Стросс). Австралийский этнограф Э. Станнер показал, что североавстралийские племена обладают как строго эквивалентными друг другу мифами и обрядами, так и обрядами, которые не связаны с мифами, и мифами, которые не связаны с обрядами и от них не происходят. При этом мифы и обряды в целом имеют сходную структуру.

#### Функциональная школа

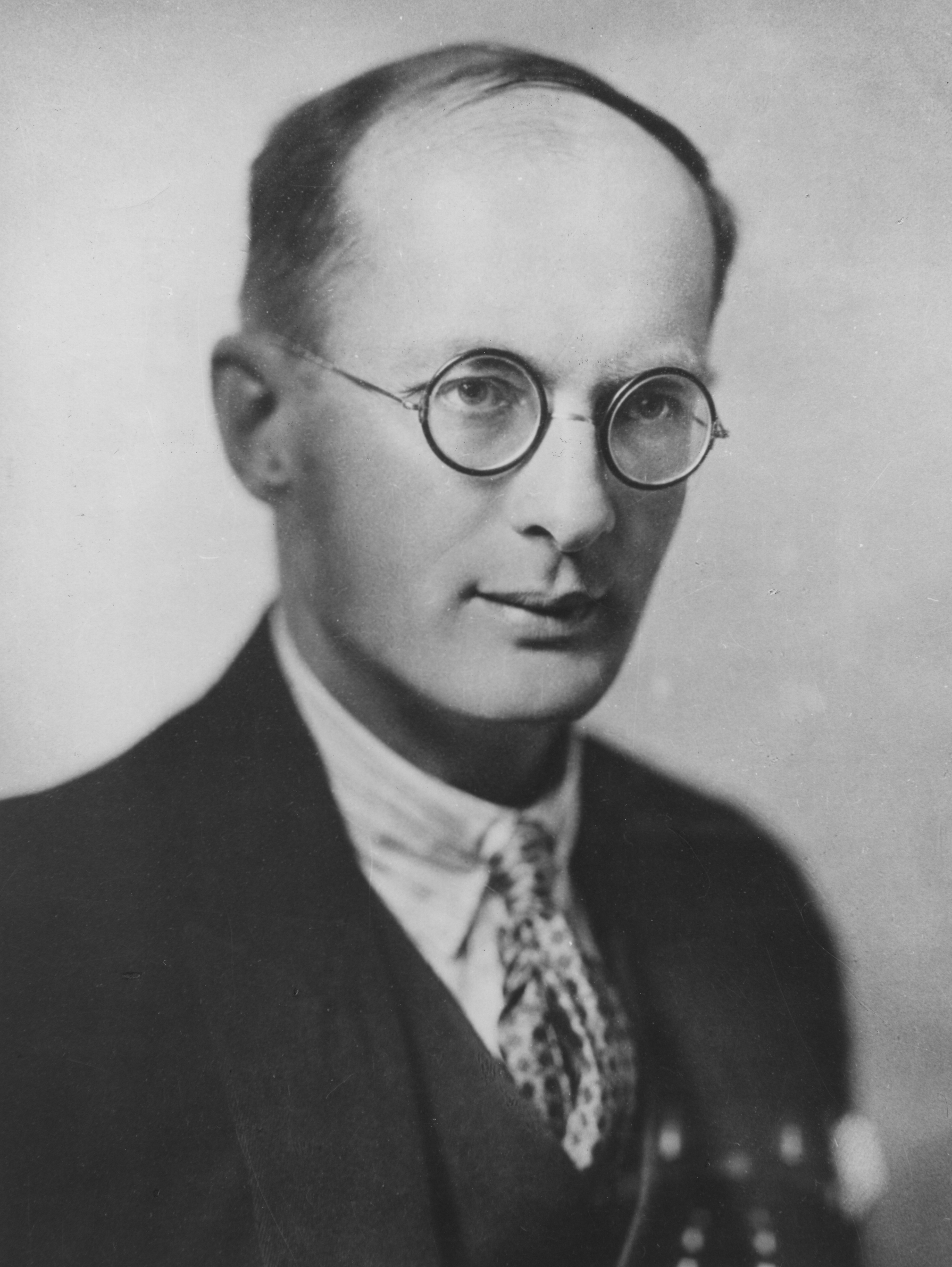
Бронислав Малиновский

Британским этнографом Брониславом Малиновским было положено начало английской функциональной школе в этнологии и изучении мифологии. В работе «Миф в первобытной психологии» (1926) Малиновский, полемизируя с английской антропологической школой, акцентировал внимание на практических функциях мифа, который играет важнейшую роль в символическом поддержании социального порядка. Он писал, что миф в архаических обществах, то есть таких, где он ещё не стал «пережитком», обладает не теоретическим значением и выступает не в качестве средства научного или донаучного познания, а наделён чисто практическими функциями. Он поддерживает традиции и непрерывность племенной культуры путём обращения к сверхъестественной реальности событий, согласно данной мифологии, происходивших до исторического времени. Согласно Малиновскому, с помощью мифа кодифицируется мысль, укрепляется мораль, закрепляются правила поведения и санкционируются обряды, рационализируются и оправдываются социальные установления. Малиновский считал, что миф составляет не только рассказанную историю или повествование, обладающее аллегорическим, символическим и др. значением; миф также воспринимается архаическим сознанием в качестве устного «священного писания», действительности, которая оказывает влияние на природу и человека. Начиная с работ Малиновского обряды и мифы стали рассматриваться как два аспекта (словесный и действенный) единой системы архаической культуры, которые призваны поддерживать традицию.
В работе К. Т. Пройса «Религиозный обряд и миф» (1933) развивается концепция принципиального единства мифа и обряда, оба из которых воспроизводят и повторяют действия, согласно данной культуре, осуществлённые в доисторическое время для установления и поддержания космического и социального порядка.

#### В России и СССР

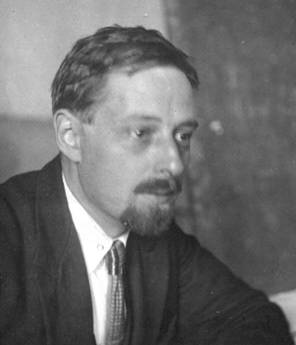
В. Я. Пропп

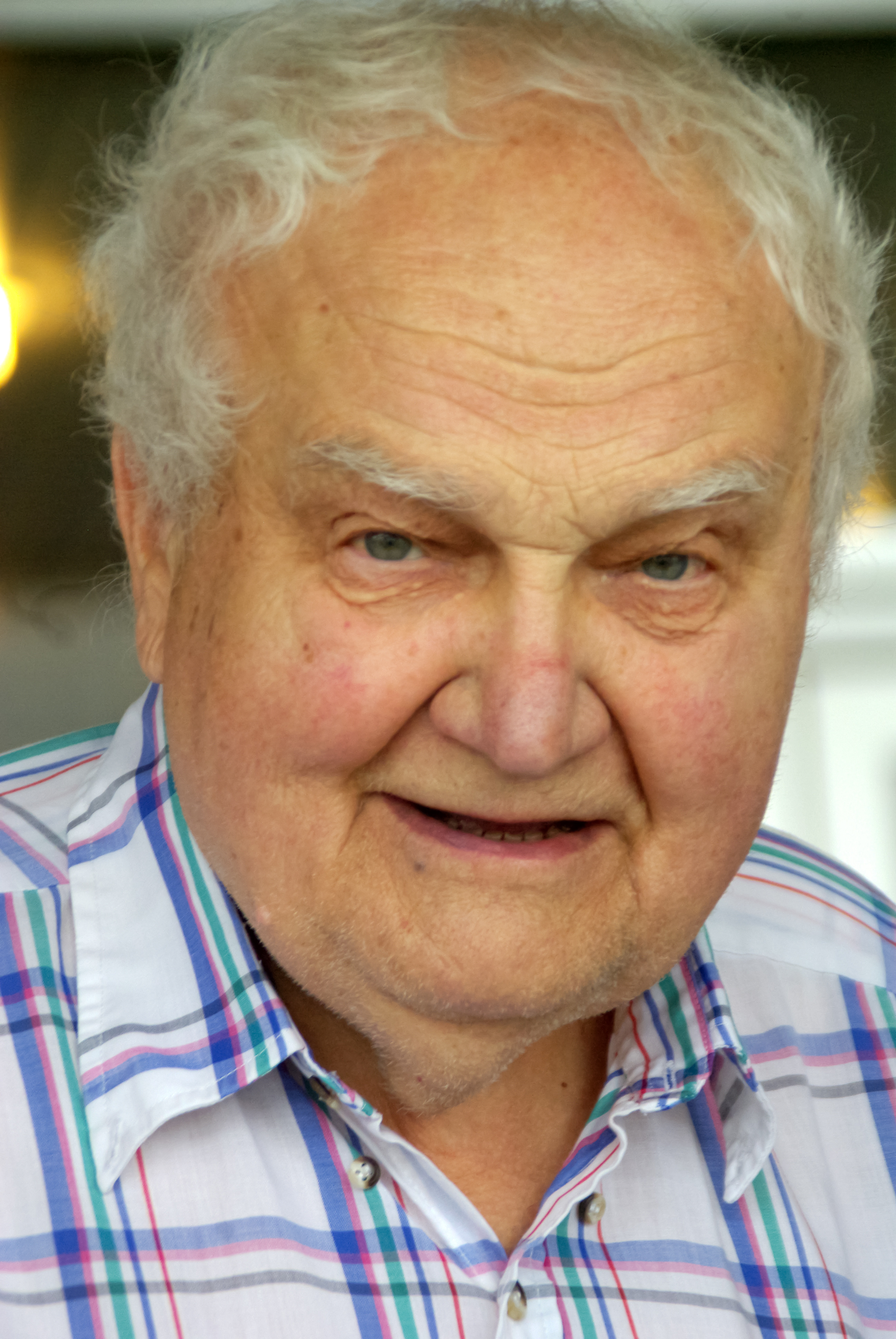
Вяч. Вс. Иванов

Дореволюционные исследования в целом находились в русле общеевропейских научных течений. Отсутствие собственной развитой мифологии наложило отпечаток, в частности, на изучение мифологии. Советская наука, опосредованная марксистско-ленинскими установками, вела изучение теории мифа по двум основным направлениям — работы этнографов в религиоведческом аспекте, и работы филологов (преимущественно «классиков»); в поздний советский период изучение мифологии осуществляли также лингвисты-семиотики при разработке проблем семантики.
К первой категории принадлежат работы таких исследователей как В. Г. Богораз, Л. Я. Штернберг (труды советского периода), А. М. Золотарёв, С. А. Токарев, А. Ф. Анисимов, Ю. П. Францев, А. И. Шаревская, М. И. Шахнович и др. Объектом исследования в их трудах выступало прежде всего соотношение мифологии и религии, религии и философии и в особенности отражение в религиозных мифах производственной практики, социальной организации, обычаев и верований, поиски первых шагов классового неравенства и др. Для Анисимова и ряда других исследователей характерно представление о жёсткой связи мифа с религией. Любой сюжет, который не имеет прямой религиозной функции, эти авторы отождествляли со сказкой, рассматриваемой как носитель стихийно-материалистических тенденций в сознании первобытного человека. Золотарёв в связи с вопросом дуальной экзогамии анализировал дуалистические мифологии, предвосхищающая изучение мифологической семантики в рамках бинарной логики, которое осуществляла структурная антропология.
Филолог и фольклорист В. Я. Пропп в работе «Морфология сказки» (1928) выступил одним из первых представителей структурной фольклористики. Он разработал модель сюжетного синтаксиса волшебной сказки в качестве линейной последовательности функций действующих лиц. В работе «Исторические корни волшебной сказки» (1946) Пропп подвёл под эту модель историко-генетическую базу, используя фольклорно-этнографический материал и сопоставляя сказочные мотивы с мифологическими представлениями, первобытными обрядами и обычаями. Показав, что волшебные сказки разных народов имеют сходную структуру сюжета, которая воспроизводит схему ритуалов инициации, Пропп предвосхитил структуралистский подход к мифу.
Философ А. Ф. Лосев, крупнейший российский специалист по античной мифологии, осуществил феноменолого-диалектический анализ мифа изнутри него самого как изначальной реальности, которая составляет основу любой культуры, в том числе науки и искусства. Лосев исходил из принципиальной несводимости мифа ни к «примитивно-научному построению», ни к созерцательной «отрешённости» поэзии. В отличие от ряда этнографов, сводивших функции мифа только к этиологической, Лосев считал, что миф вовсе лишён познавательной цели. По его мнению, миф представляет собой непосредственное вещественное совпадение общей идеи и чувственного образа, где идеальное и вещественное существуют нераздельно, вследствие чего в мифе присутствует специфичная для него стихия чудесного. Полемизируя с Эрнстом Кассирером, Лосев писал о специфической вненаучной «истинности» и «достоверности» мифа, понимаемого им как «живое субъект-объектное взаимообщение», образ «личностного бытия»: конкретный миф может отвергаться и вытесняться только другим мифом.
Русский и советский философ Я. Э. Голосовкер рассматривал миф и его логику как наиболее полное воплощение творческого воображения, которое создаёт вечные смыслообразы человеческого существования («имагинативный абсолют»).
В 1920—1930-х годах И. М. Тройский и филолог И. И. Толстой исследовали проблемы античной мифологии в соотношении с фольклором, в частности, использование народной сказки в качестве средства реконструкции первоначальных редакций историзированных и в ряде случаев освящённых культом античных мифов. И. Г. Франк-Каменецкий и О. М. Фрейденберг рассматривали миф в связи с проблемами семантики и поэтики. В ряде существенных положений эти учёные предвосхитили концепцию Клода Леви-Стросса. Так, с «трансформационной мифологией» последнего тесно сближается концепция этих исследователей, согласно который одни жанры и сюжеты представляют собой плоды трансформации других, их «метафорой».

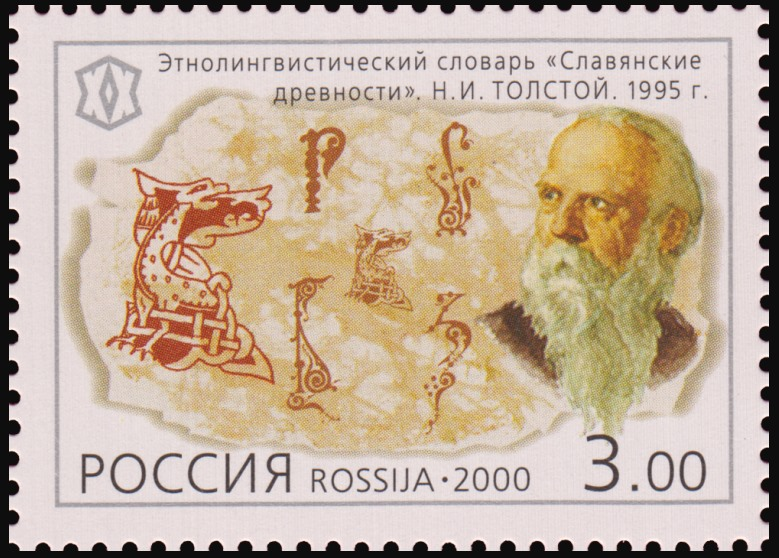
Почтовая марка 2000 года

Культуролог и литературовед M. M. Бахтин в своей работе о Рабле с помощью анализа «карнавальной культуры» продемонстрировал фольклорно-ритуально-мифологические корни литературы позднего Средневековья и Ренессанса. По его мнению, именно своеобразная народная карнавальная античная и средневековая культура стала промежуточным звеном между первобытной мифологией и ритуалом с одной стороны и художественной литературой с другой. Лингвисты-структуралисты В. В. Иванов и В. Н. Топоров средствами семиотики с привлечением разнообразных неиндоевропейских источников осуществили реконструкцию древнейшей балто-славянской и индоевропейской мифологической семантики. Они основывались на принципах структурной лингвистики и разработанной Леви-Строссом структурной антропологии, а также разработки старых научных школ, в частности мифологической фольклористики. Существенное место в их работах занимает анализ бинарных оппозиций в мифологических представлениях. Советский и российский филолог и фольклорист Е. М. Мелетинский в трудах, посвящённых скандинавской и палеоазиатской мифологии, а также вопросам общей теории мифа, также использовал методы семиотики.